# Prometheus

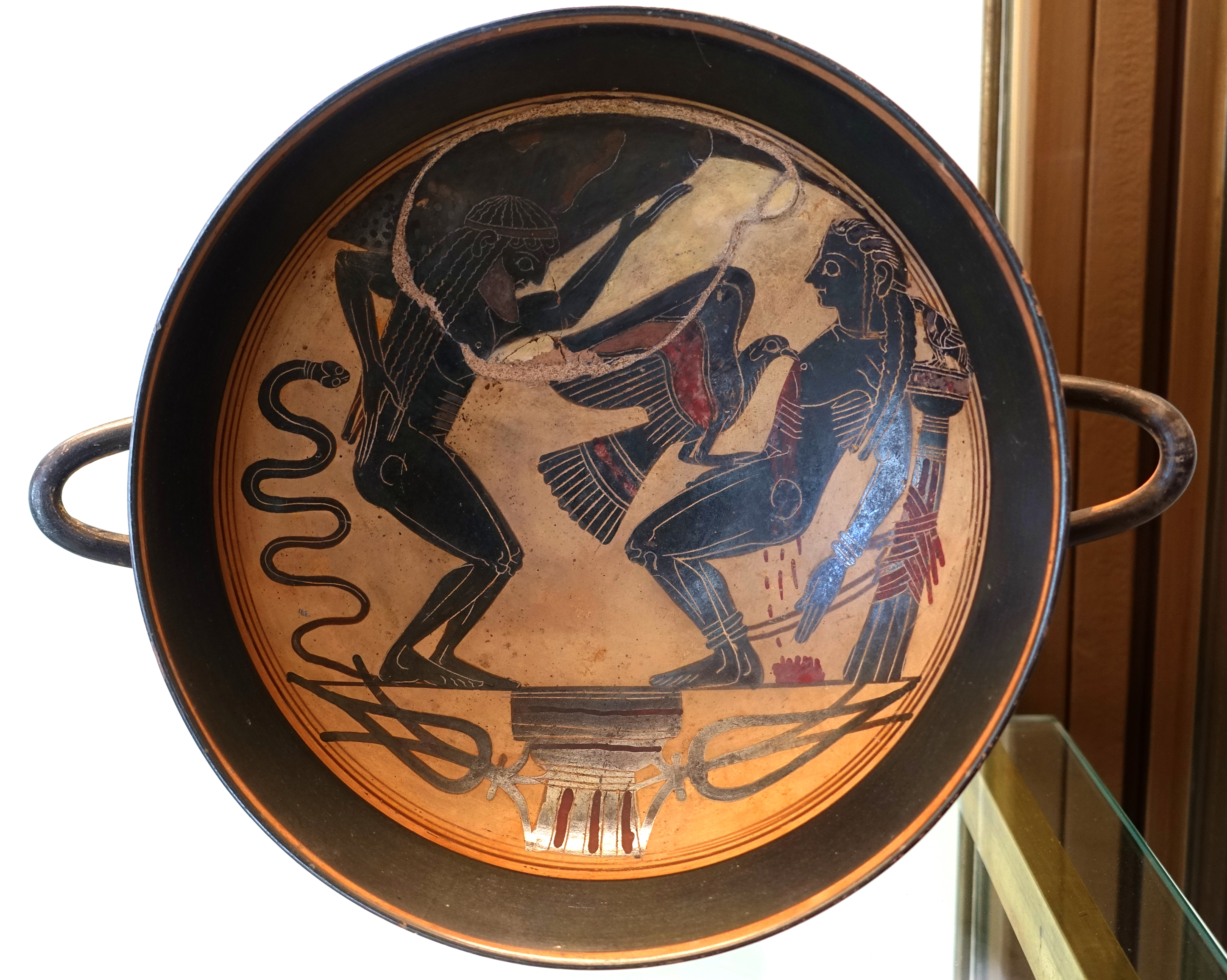
Der gefesselte Prometheus mit dem Adler; links sein Bruder Atlas (Lakonisch-schwarzfigurige Trinkschale des Arkesilas-Malers aus Cerveteri, um 560/550 v. Chr., Vatikanische Museen, Museo Gregoriano Etrusco 16592)

Prometheus (altgriechisch Προμηθεύς Promētheús, deutsch ‚der Vorausdenkende‘, ‚der Vorbedenker‘; Betonung lateinisch und deutsch Prométheus, [pʁoˈmeːtɔɪ̯s] ⓘ) ist eine Gestalt der griechischen Mythologie. Die Prometheussage gehört zu den bekanntesten literarischen Stoffen.
Prometheus gehört dem Göttergeschlecht der Titanen an. Wie alle Wesen ist er der Herrschaft des Göttervaters Zeus unterworfen. Bei einem Tieropfer greift er zu einer List, um Zeus zu täuschen; er überlässt ihm nur die wertlosen Teile des Opfertiers und behält das genießbare Fleisch für die Menschen, da sie seine Schützlinge sind. Zur Strafe dafür verweigert der erzürnte Zeus den Sterblichen den Besitz des Feuers. Darauf entwendet Prometheus den Göttern das Feuer und bringt es den Menschen. Deswegen wird er auf Befehl des Göttervaters gefesselt und in der Einöde des Kaukasusgebirges festgeschmiedet. Dort sucht ihn regelmäßig ein Adler auf und frisst von seiner Leber, die sich danach stets erneuert. Erst nach langer Zeit erlöst der Held Herakles den Titanen von dieser Qual, indem er den Adler mit einem Pfeil erlegt. Schließlich wird Prometheus von Zeus begnadigt und erlangt seine Freiheit zurück.
Als Feuerbringer und Lehrmeister ist Prometheus der Urheber der menschlichen Zivilisation. Einer Variante des Mythos zufolge hat er als Demiurg die ersten Menschen aus Lehm gestaltet und mit Eigenschaften ausgestattet. Dabei kam es allerdings zu Fehlern, deren Folgen Unzulänglichkeiten sind, unter denen die Menschheit seither leidet. Für diese Mängel wird in der mythischen Überlieferung auch ein am Schöpfungswerk beteiligter Bruder des Prometheus, der unkluge „Nachherbedenker“ Epimetheus, verantwortlich gemacht. Großes Unheil verursacht Epimetheus, indem er sich gegen den Rat seines voraussichtigen Bruders auf die von Zeus entsandte Verführerin Pandora einlässt.
In der ältesten antiken Überlieferung bei Hesiod ist Prometheus ein listiger und hochmütiger Betrüger, der zu Recht für seinen Frevel bestraft wird. Ein sehr vorteilhaftes Bild des Titanen zeichnet hingegen die dem Dichter Aischylos zugeschriebene Tragödie Der gefesselte Prometheus. Der Dramatiker verherrlicht Prometheus als Wohltäter der Menschheit und Gegenspieler des tyrannischen Zeus.
Schon in der Antike war das Schicksal des Prometheus ein eindrückliches literarisches Sujet und ein beliebtes Motiv der bildenden Kunst. Seit der Renaissance haben zahlreiche Dichter, Schriftsteller, Maler, Bildhauer und Komponisten den Stoff bearbeitet. Auch zu philosophischer Reflexion hat der Mythos vielfach Anstoß gegeben. Aus religionskritischer Sicht ist Prometheus das Urbild des mutigen Rebellen, der die Befreiung von Unwissenheit und religiös fundierter Unterdrückung einleitet. In der Moderne steht er als Symbolfigur für den wissenschaftlichen und technischen Fortschritt und die zunehmende Herrschaft des Menschen über die Natur. Daher wird er je nach geschichtsphilosophischem Standort unterschiedlich beurteilt: Für Fortschrittsoptimisten stellt er eine Allegorie der sich emanzipierenden Menschheit dar; Zivilisationskritiker hingegen halten den „prometheischen“ Impuls für zwiespältig oder fragwürdig und problematisieren den Drang des Menschen zu möglichst schrankenloser, gottähnlicher Macht.

## Antike
In der Götterwelt Homers kommt Prometheus nicht vor. Die älteste überlieferte Version des Mythos findet sich in den Werken des Epikers Hesiod, die im späten 8. Jahrhundert v. Chr. entstanden sind. Auf Hesiods Angaben fußt die freie literarische Gestaltung des Stoffs in der athenischen Bühnendichtung des 5. Jahrhunderts v. Chr. Diese frühesten schriftlich fixierten Fassungen der Sage wurden für die Folgezeit wegweisend.

### Die älteste überlieferte Gestalt des Mythos bei Hesiod
Hesiod behandelte den Mythos ausführlich in seiner Theogonie und in dem Gedicht Werke und Tage. Dabei hielt er sich aber nicht durchgängig an den chronologischen Ablauf und deutete manches nur an. Er konzentrierte sich auf die wirkungsvolle Ausmalung einzelner Szenen, denn die Grundzüge der mythischen Handlung waren seinem Publikum bereits vertraut.
Nach Hesiods Darstellung ist Prometheus einer der vier Söhne des Titanen Iapetos und der Okeanide Klymene. Seine Mutter ist eine der dreitausend Töchter des Gewässergottes Okeanos, den Hesiod ebenfalls zu den Titanen zählt, und der Tethys, der Schwester und Gattin des Okeanos. Die Brüder des Prometheus sind der trotzige Atlas, der gewalttätige und ruhmbegierige Menoitios sowie Epimetheus, der „Nachherbedenkende“, dessen sprechender Name seine Torheit anzeigt: Epimetheus handelt, bevor er nachdenkt. Damit ist er das Gegenteil des umsichtigen „Vorherbedenkers“ Prometheus, den Hesiod als gewandten, listigen Planer charakterisiert. Als Meister der schlauen Überlegung und Voraussicht kontrastiert Prometheus mit seinem unvernünftigen Bruder.
Der Göttervater Zeus beherrscht die ganze Welt, seit er zusammen mit seinen Brüdern Poseidon und Hades in einem gigantischen Kampf, der „Titanomachie“, eine Gruppe von Titanen besiegt hat. Von den Menschen fordert er die regelmäßige Opferung von Nutztieren. Prometheus als Beschützer der Menschheit möchte ihr die Belastung durch die Opferpflicht ersparen.
Auf einer Versammlung in der Stadt Mekone (Sikyon) schließt Zeus mit den Sterblichen eine Vereinbarung über die Opferpflicht. Von jedem geschlachteten Tier soll ein Teil den Göttern dargebracht werden. Stellvertretend für die Menschheit vollzieht Prometheus in Mekone das erste Opfer als maßgebliches Muster für die Zukunft. Um seinen Schützlingen zu helfen, greift er zu einer List. Er schlachtet ein Rind und verteilt es auf zwei Haufen, einen größeren aus den Knochen, die er kunstvoll aufschichtet, und einen kleineren aus dem Fleisch. Den kleinen Haufen bedeckt er mit der Haut, den großen überzieht er mit einer Fettschicht. Dann bittet er Zeus arglistig, den Haufen zu wählen, der ihm besser gefalle. Der Göttervater merkt, dass er überlistet werden soll, gibt aber vor, sich täuschen zu lassen. Nach seinem Willen soll die Hinterlist erst ausgeführt werden und dann die gebührende Strafe finden. Daher wählt er den großen Haufen und entfernt die Bedeckung. Beim Anblick der Knochen ergrimmt er. Nun gilt für alle künftigen Zeiten als vereinbart, dass nur die ungenießbaren Teile der Opfertiere den Göttern dargebracht werden müssen und das Fleisch dem menschlichen Verzehr dienen soll. Aus Zorn über das Täuschungsmanöver versagt der Göttervater den Menschen den Gebrauch des Feuers. Damit ist ihnen die Verwendung von Brennholz unmöglich gemacht und der Weg zu einem zivilisierten Leben versperrt, und sie können sich ihres Anteils am Rind nicht erfreuen.
Nun greift Prometheus wiederum ein. Um den Menschen dennoch das Feuer zu verschaffen, stiehlt er im Himmel etwas Glut, verbirgt sie im hohlen, trockenen Stängel des Riesenfenchels und bringt sie zur Erde. Darauf leuchtet dort ein weithin sichtbares Feuer auf. Damit wird Zeus vor vollendete Tatsachen gestellt, das Geschehene lässt sich nicht mehr rückgängig machen. Beim Anblick der Flammen wird der Göttervater von heftigem Zorn erfasst.
Der überlistete Himmelsherrscher beschließt, sich sowohl an der Menschheit als auch an dem trotzigen Titanen zu rächen. Von seinem eigenen Racheplan ergötzt bricht er in Gelächter aus. Zunächst befiehlt er dem technisch und künstlerisch hochbegabten Schmiedegott Hephaistos, aus Erde die Gestalt einer überaus schönen Jungfrau zu schaffen und ihr Leben zu verleihen. Anschließend wird das neue Geschöpf reich geschmückt, jede der olympischen Gottheiten stattet es mit einer besonderen Gabe oder Fertigkeit aus. Die Jungfrau erhält alles, was zu vollendeter Schönheit und Anmut gehört, aber auch Verschlagenheit und einen betrügerischen Charakter. Sie wird Pandora – „die über alle Gaben Verfügende“ – genannt. Im Auftrag des Zeus führt der Götterbote Hermes Pandora dem törichten Epimetheus zu, der sie aufnimmt, obwohl Prometheus ihn gewarnt hat, niemals ein Geschenk von Zeus anzunehmen. Die Unheilbringerin öffnet die sprichwörtliche „Büchse der Pandora“, ein verschlossenes Gefäß, das alle Übel, von denen die Menschen bisher verschont waren, sowie ἐλπίς elpís, deutsch ‚die Erwartung‘ oder ‚die Voraussicht‘ enthält. Es handelt sich um einen Krug oder ein Fass mit Deckel. Sowie Pandora den Deckel hebt, schweben die Übel hinaus. Nur elpís bleibt im Gefäß zurück, das wieder verschlossen wird. Seither wird die Menschheit von unzähligen Plagen – insbesondere Krankheiten – heimgesucht. Zu den neuen Übeln zählt auch, dass die Männer viel Kummer von schlechten Frauen erleiden müssen, die mit ihrer Selbstsucht und Faulheit ihren Gatten zur Last fallen.
Eine noch härtere Strafe trifft Prometheus. Zeus lässt ihn an einem Pfosten oder einer Säule anketten und sendet ihm einen Adler, der jeden Tag seine Leber frisst, die sich nachts wiederum erneuert, da der Titan unsterblich ist. Später setzt jedoch der Held Herakles, ein Sohn des Zeus, der Folter ein Ende, indem er den Adler tötet. Dabei handelt er mit Billigung seines göttlichen Vaters, denn Zeus gönnt seinem berühmten Sohn den zusätzlichen Ruhm dieser Tat, und das ist ihm wichtiger als sein Groll gegen den widerspenstigen Titanen. Allerdings wird Prometheus bei Hesiod nicht von den Fesseln befreit; die Strafe der Ankettung bleibt bestehen, sie ist offenbar ewig.
Laut Fragmenten eines heute großenteils verlorenen, traditionell Hesiod zugeschriebenen Frauenkatalogs ist Deukalion, der Held der griechischen Sintflutsage, ein Sohn des Prometheus.
Den Hintergrund von Hesiods Verständnis des Mythos bildet die Sonderstellung des Menschen im Kosmos. Aus der Sicht des Dichters ist die Menschheit aus einer engen Bindung an die Götterwelt und aus einem paradiesischen Urzustand herausgetreten und in eine Daseinsform gelangt, die von den Mühseligkeiten der Arbeit bestimmt ist. Die List des Prometheus steht für die Entfernung von den Göttern. Das Ergebnis ist eine Verselbständigung des Menschen, die Entstehung einer eigenen menschlichen Lebenswelt, die freilich in eine übergreifende kosmische Gesetzlichkeit eingeordnet bleibt.

### Umgestaltung in den Dramen des 5. Jahrhunderts v.Chr.
Aischylos, einer der erfolgreichsten Dramatiker der kulturellen Blütezeit Athens, brachte den Sagenstoff mehrmals auf die Bühne. Zuerst schrieb er ein Satyrspiel, ein heiteres Stück über den Feuerraub mit dem Titel Prometheus der Feueranzünder, das heute verloren ist. Es bildete den Abschluss einer Tetralogie, einer aus drei Tragödien und dem Satyrspiel bestehenden Vierergruppe von Dramen, mit der Aischylos 472 v. Chr. im alljährlichen Dichterwettkampf siegte. Später entstand Der befreite Prometheus, ein ernstes Stück über die Befreiungstat des Herakles. Von diesem Bühnenwerk des Aischylos sind nur Fragmente erhalten geblieben, die immerhin eine Teilrekonstruktion des Handlungsablaufs ermöglichen. Außerdem ist der Werktitel Prometheus der Feuerträger überliefert; in der Forschung ist umstritten, ob er sich auf das Satyrspiel bezieht oder auf ein weiteres, unbekanntes Drama des Aischylos. Vollständig erhalten ist die Tragödie Der gefesselte Prometheus (Promētheús desmṓtēs), in der die Bestrafung des Titanen dargestellt wird. Sie wird traditionell Aischylos zugeschrieben, doch in der Altertumswissenschaft wird die Frage ihrer Echtheit seit langem kontrovers diskutiert und ist weiterhin ungeklärt. Einer Hypothese zufolge hat Aischylos’ Sohn Euphorion das Drama verfasst, vielleicht auf der Basis eines von seinem Vater hinterlassenen Entwurfs, und es als dessen Werk ausgegeben.

#### Der befreite Prometheus

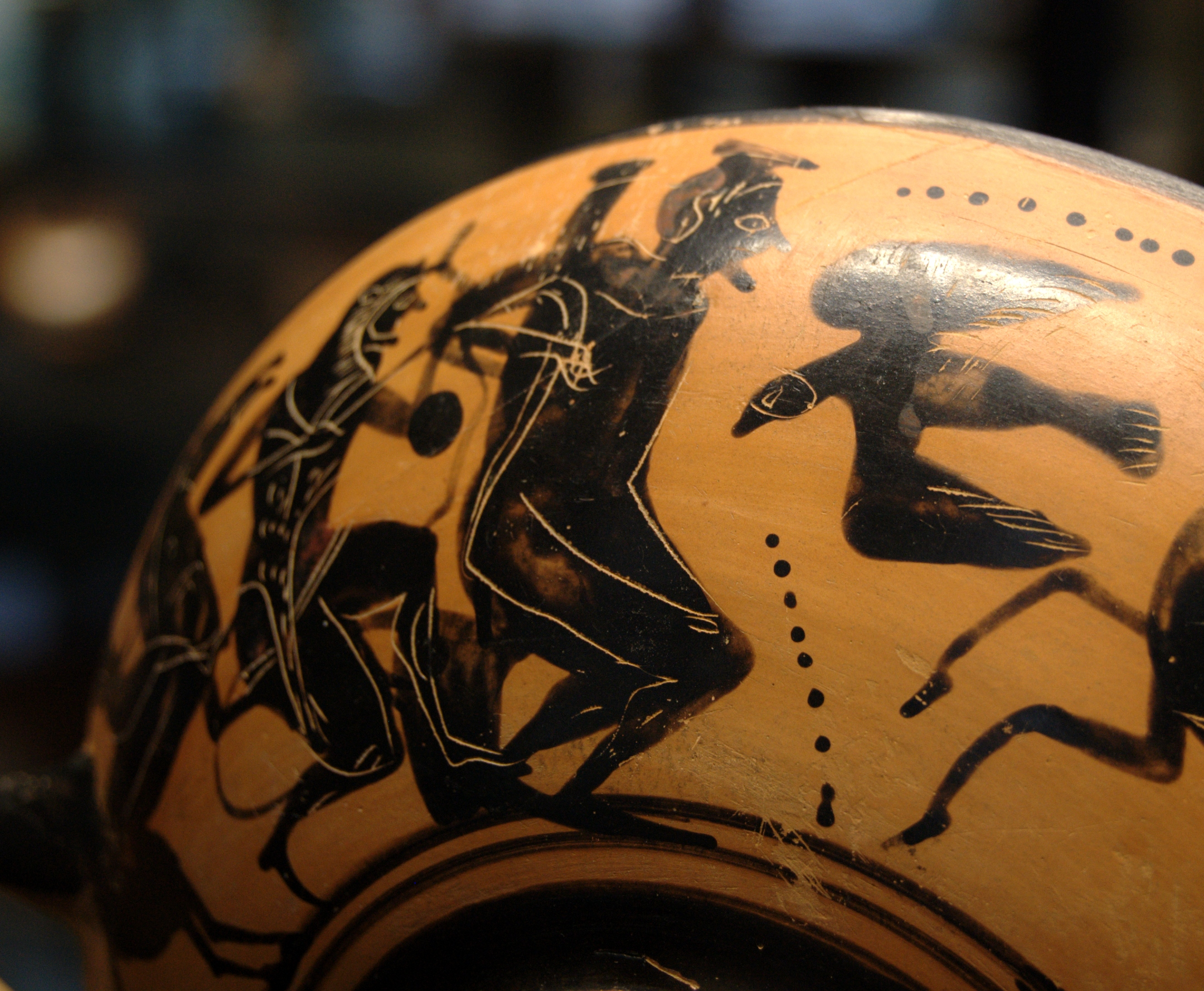
Herakles (links) befreit Prometheus. Schwarzfiguriges Gefäß, um 490/480 v. Chr., Louvre, Paris

In diesem heute verlorenen Schauspiel des Aischylos wird nach dem rekonstruierten Ablauf der angekettete Prometheus von der Erdgöttin Gaia besucht. Sie will ihm zur Begnadigung verhelfen. Vergeblich wünscht sich der Gequälte den Tod, als Gott ist er unsterblich. Erst nachdem er lange unter der Peinigung durch den Adler gelitten hat, erscheint Herakles und erlegt den Raubvogel, doch wagt er es nicht, ohne Erlaubnis des Göttervaters die Fesseln des Gefangenen zu lösen. Die Befreiung wird durch eine weitere Entwicklung ermöglicht: Prometheus hat erfahren, dass Zeus eine Gefahr droht. Der Göttervater beabsichtigt die Nymphe Thetis zu heiraten, da er von ihrer Schönheit ergriffen ist. Eine Weissagung, die Prometheus zu Ohren gekommen ist, besagt jedoch, Thetis werde einen Sohn gebären, der seinen Vater übertreffe. Ein solcher Sohn könnte den Weltherrscher Zeus stürzen, so wie dieser einst seinen Vater Kronos entmachtet hat. Prometheus warnt Zeus, worauf dieser auf die geplante Vermählung verzichtet und den Sträfling aus Dankbarkeit begnadigt. Es kommt zur Versöhnung, der Titan wird von seinen Fesseln befreit und in seinen früheren Stand zurückversetzt.

#### Der gefesselte Prometheus

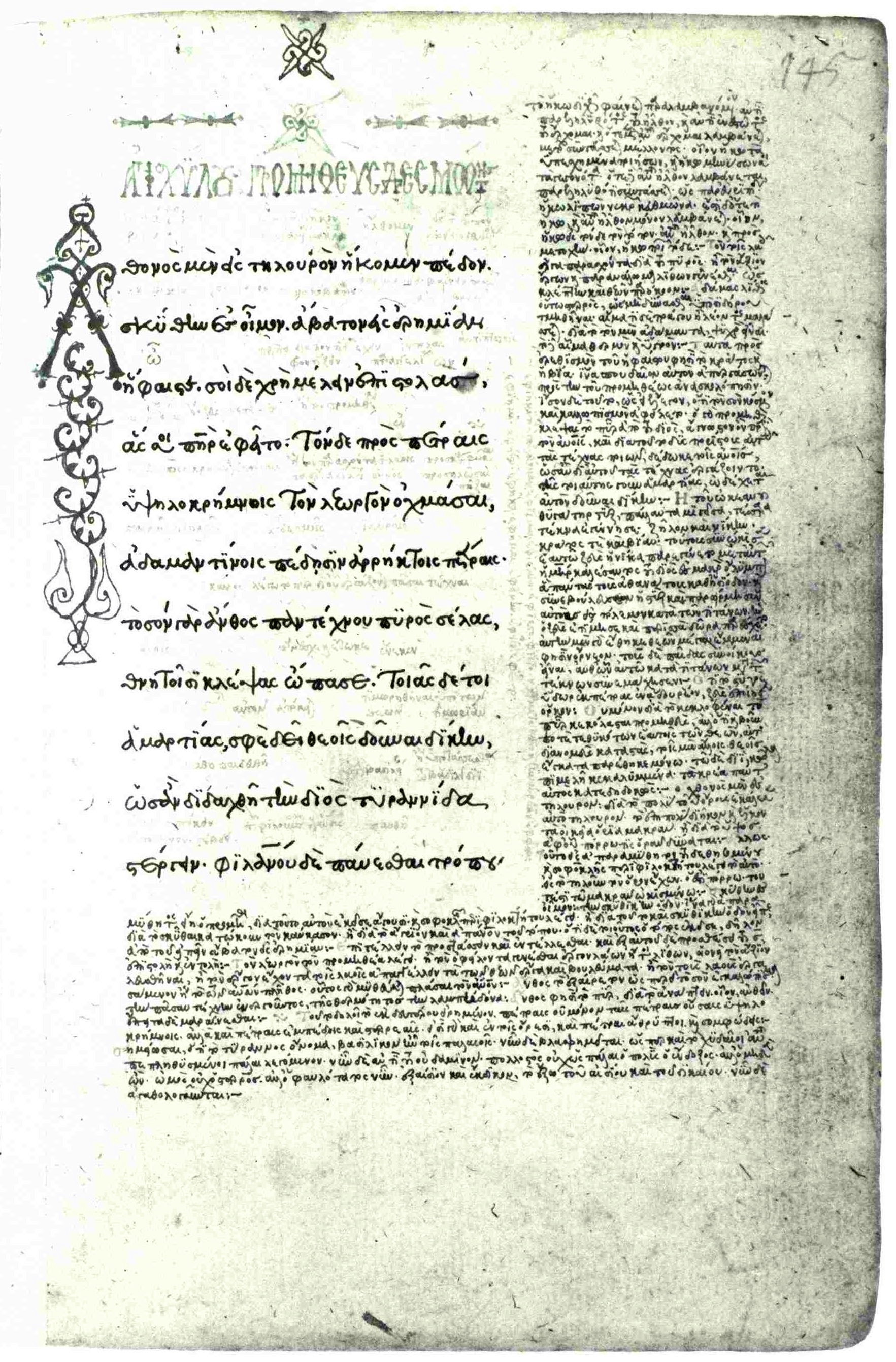
Der Anfang der Tragödie Der gefesselte Prometheus in der Handschrift Wien, Österreichische Nationalbibliothek, Cod. Phil. gr. 197, fol. 145r (erste Hälfte des 15. Jahrhunderts)

Die Handlung spielt sich in einer öden Gegend des Skythenlandes ab. Dorthin wird Prometheus als Gefangener gebracht. Hephaistos ist beauftragt, ihn an einen Felsen zu schmieden. Er äußert sein Mitgefühl für den Sträfling, kann sich aber dem Befehl des Zeus nicht widersetzen. Seine Gehilfen sind Kratos und Bia, deren sprechende Namen „Macht“ und „Gewalt“ bedeuten. Bei der brutalen Fesselung, die drastisch beschrieben wird, treibt der unbarmherzige Kratos den zögernden Hephaistos an.
Der allein zurückgelassene Prometheus bricht in bittere Klagen über sein Schicksal aus, das er wegen seiner Menschenliebe erleiden müsse. Bald treffen die Okeaniden ein, die geflügelten Töchter des Okeanos, die den grausam Gequälten bemitleiden und die Hartherzigkeit des Zeus beklagen. Ihnen schildert Prometheus die Vorgeschichte. Sie begann mit dem Konflikt zwischen Zeus und den Titanen, die sich seinem Machtanspruch nicht beugen wollten. Die Titanen vertrauten auf ihre gewaltige Kampfkraft und missachteten den Rat des Prometheus, der ihre Niederlage voraussah und ein listiges Vorgehen empfahl. Um nicht mit ihnen zu unterliegen, wechselte Prometheus die Seite. Er schloss sich Zeus an, beriet ihn klug und trug wesentlich zur Sicherung seiner Herrschaft bei. Doch sobald der Sieger unangefochten im alleinigen Besitz der Macht war, erwies er sich als undankbar und wandte sich gegen die Schützlinge seines Helfers: Er plante die Vernichtung der Menschheit. Prometheus konnte jedoch die Verwirklichung dieses Vorhabens verhindern und brachte überdies den Sterblichen das Feuer. Dafür muss er nun die grausame Rache des Machthabers erleiden. Doch Prometheus weiß von einem künftig drohenden Anschlag, der den Untergang des Tyrannen herbeiführen wird, wenn dieser nicht rechtzeitig gewarnt wird. Verraten will er sein Geheimnis nur als Gegenleistung für seine Freilassung, und überdies fordert er Entschädigung für das erlittene Unrecht. Nun erscheint der hilfsbereite Okeanos, der mit Prometheus befreundet ist. Er rät zu Nachgiebigkeit und bietet sich als Vermittler an, stößt damit aber bei Prometheus auf Ablehnung. Darauf macht er sich auf den Heimweg.
Erneut setzt die Klage der Okeaniden ein. Der gefesselte Titan schildert ihnen das Ausmaß seiner Wohltaten für die Menschheit, die erst dank seiner Belehrung die Grundlagen der Zivilisation erhalten habe. Er habe den Menschen alle Kenntnisse und Fertigkeiten beigebracht, darunter das Rechnen und Schreiben, die Zähmung der Nutztiere, die Seefahrt, den Bergbau und die Heilkunst. Nun vertraut er auf die „Notwendigkeit“, auf die Macht der Schicksalsgöttinnen, der Moiren, der sogar Zeus unterworfen ist. Sie wird nach seinen Worten eine Wende herbeiführen, wenn die Zeit dafür gekommen ist.
In der nächsten Szene erscheint Io, eine Königstochter, die von Zeus begehrt wurde und daher schwer unter der Eifersucht von dessen Gattin Hera zu leiden hat. Sie ist auf der Flucht. Ausführlich schildert sie ihr trauriges Geschick. Mit Prometheus hat sie gemeinsam, dass sie ebenfalls ein unschuldiges Opfer göttlicher Willkür und Grausamkeit ist. Prometheus sagt ihr voraus, welche Irrfahrten und Nöte ihr noch bevorstehen, macht ihr aber auch Hoffnung auf eine künftige Schicksalswende. Er spricht von seinem Geheimnis, dem drohenden Umsturz, den niemand außer ihm verhindern kann. Dieses Wissen verleiht ihm, dem äußerlich Hilflosen, eine verborgene Überlegenheit über den Herrscher der Welt.
Die letzte Szene beginnt mit dem Auftritt des Götterboten Hermes. Zeus hat erfahren, dass sein Gefangener ein wichtiges Geheimnis hütet, und will ihn zwingen, es zu verraten. Vergeblich versucht der Bote, den trotzigen Titanen zum Nachgeben zu bewegen. Prometheus besteht darauf, dass er zuvor freigelassen werden muss, und versichert, dass kein Schlag und keine Folter ihn beugen kann. Darauf droht ihm Hermes eine Steigerung der Qualen an: Prometheus soll, wenn er weiterhin schweigt, erst lange unter einem Felsen lebendig begraben sein; dann soll er hervorgeholt und von dem Adler gequält werden, der ihm jeden Tag gierig einen Fetzen aus dem Leib reißen wird. Doch selbst diese Drohung kann den Gefangenen nicht umstimmen, und der Chor der Okeaniden erklärt sich mit ihm solidarisch. Da schwankt die Erde, Blitz und Donner kündigen den Beginn der neuen göttlichen Strafe an. Bevor Prometheus versinkt, ruft er Aither, den Himmel, zum Zeugen dafür an, dass er ungerecht leidet. Mit diesem Ausruf endet die Tragödie.

#### Interpretation
Die beiden Dramen unterscheiden sich stark in ihrer Konzeption und hinsichtlich der beabsichtigten Wirkung. Im Befreiten Prometheus brachte Aischylos seinen Glauben an einen gnädigen Weltenlenker und sein Ideal der Eintracht zum Ausdruck. Er wollte dem Publikum die versöhnungsbereite Haltung des Sträflings, der den Urheber seiner Leiden warnt, vor Augen führen und die Belohnung dieser Ergebenheit durch die Großmut des begnadigenden Gottes verherrlichen. Eine völlig andere Perspektive bestimmt die Handlung des Gefesselten Prometheus. Diese Tragödie ist im Gegensatz zum versöhnlichen Befreiungsdrama des Aischylos von gnadenloser Härte geprägt. Hier erscheint Zeus als grausamer, rachsüchtiger und törichter Despot, und Prometheus ist sein unbeugsamer Widersacher. Dieser Prometheus ist eine edle Idealgestalt: Vorausschauend erteilt er klugen Rat, im Kampf für Gerechtigkeit bleibt er auch unter schwerster Belastung standhaft; uneigennützig opfert er sich für die Menschheit, die ihm alles zu verdanken hat. Offensichtlich gilt ihm die ganze Sympathie des Dichters. Die Herrschaft des Zeus wird mehrmals ausdrücklich als Tyrannis bezeichnet, sogar der Scherge Kratos benennt sie unverhohlen so. Der Göttervater wird als finsterer Usurpator dargestellt; er ist ein erst neuerdings gewaltsam an die Macht gekommener Despot, der weder über Legitimität noch über Herrschertugend verfügt. Als typischer Tyrann ist er brutal, misstrauisch und ungerecht und kennt keine wahre Freundschaft.
Der Umgang mit dem Sagenstoff ist in beiden Werken frei und von den Erfordernissen der dramatischen Wirkung bestimmt, die mythische Überlieferung wird durch zusätzliche Akteure und Motive erweitert. Das neu eingeführte Motiv der Zeus drohenden Gefahr, vor der Prometheus ihn warnen kann, spielt in beiden Stücken eine wichtige Rolle, allerdings auf sehr unterschiedliche Weise. Die Handlung des Befreiungsdramas bedarf dieser Ergänzung, weil hier eine von Hesiods Version stark abweichende Fassung des Mythos geboten wird: Prometheus wird nicht nur von der Folter erlöst, sondern vollständig begnadigt. Um diesen Sinneswandel des Zeus plausibel zu machen, fügte der Dichter die rettende Warnung ein: Der Titan weist den Göttervater auf die Gefahr hin, ohne eine Gegenleistung zu fordern, und stimmt ihn damit dankbar und gnädig. Völlig anders verhält sich der Protagonist im Gefesselten Prometheus: Dort hält Prometheus sein Wissen geheim und sieht darin ein Druckmittel gegen Zeus, während dieser ihn seinerseits mit furchtbaren Drohungen einzuschüchtern versucht. Das geheime Wissen macht aus dem äußerlich wehrlosen Gefangenen einen ebenbürtigen Gegenspieler des Weltherrschers; jeder der beiden hat das Schicksal des anderen in der Hand. In der unterschiedlichen Handhabung dieses Motivs zeigt sich der Gegensatz zwischen den beiden Tragödien.
Neben sprachlichen, stilistischen und verstechnischen Argumenten stützt vor allem die massive, fundamentale Gotteskritik im Gefesselten Prometheus die Hypothese, dass dieses Werk nicht von Aischylos stammt, sondern von einem unbekannten Autor des späten 5. Jahrhunderts v. Chr., der das Konzept des berühmten Tragikers aufgriff und in seinem Sinn umwandelte. In dem Stück ist alles darauf angelegt, dem Publikum Empörung über die Willkür und Grausamkeit des Himmelsherrschers einzuflößen und den Widerstand gegen ihn zu rechtfertigen. Das widerspricht der Grundhaltung des frommen Aischylos, der das Walten der Götter für legitim und gerecht hielt. Für die Authentizität der Tragödie spricht jedoch, dass die traditionelle Zuschreibung einhellig überliefert ist und in der Antike niemals bezweifelt wurde.
Mit dem von Prometheus vereitelten Vorhaben des Zeus, die Menschheit zu vernichten, ist offenbar die „Deukalionische Flut“, eine Sintflut, gemeint. Demnach kannte der Autor des Gefesselten Prometheus eine Version der Deukalionsage, der zufolge Prometheus seinem Sohn Deukalion durch kluge Beratung das Überleben der Flut ermöglichte.

#### Komödie
Von der Beliebtheit des Prometheus in der Bevölkerung Athens zeugt sein Auftreten als Figur in der attischen Komödie. Seine Schlauheit brachte ihm wohl in breiteren Schichten Sympathie ein. In der 414 v. Chr. aufgeführten Komödie Die Vögel des Aristophanes präsentiert er sich als Menschenfreund, der bekanntlich alle Götter hasst. Er rät den Menschen, wie sie mit Zeus verhandeln sollen, der gerade von anderen Göttern bedrängt wird und in Schwierigkeiten steckt. Hier ist die traditionelle Rolle des Titanen als trotziger Held ins Gegenteil verkehrt: Ängstlich und nervös versteckt sich Prometheus unter einem Sonnenschirm vor den Blicken des möglicherweise vom Himmel herabschauenden Zeus.

### Platons Verwertung des Stoffs

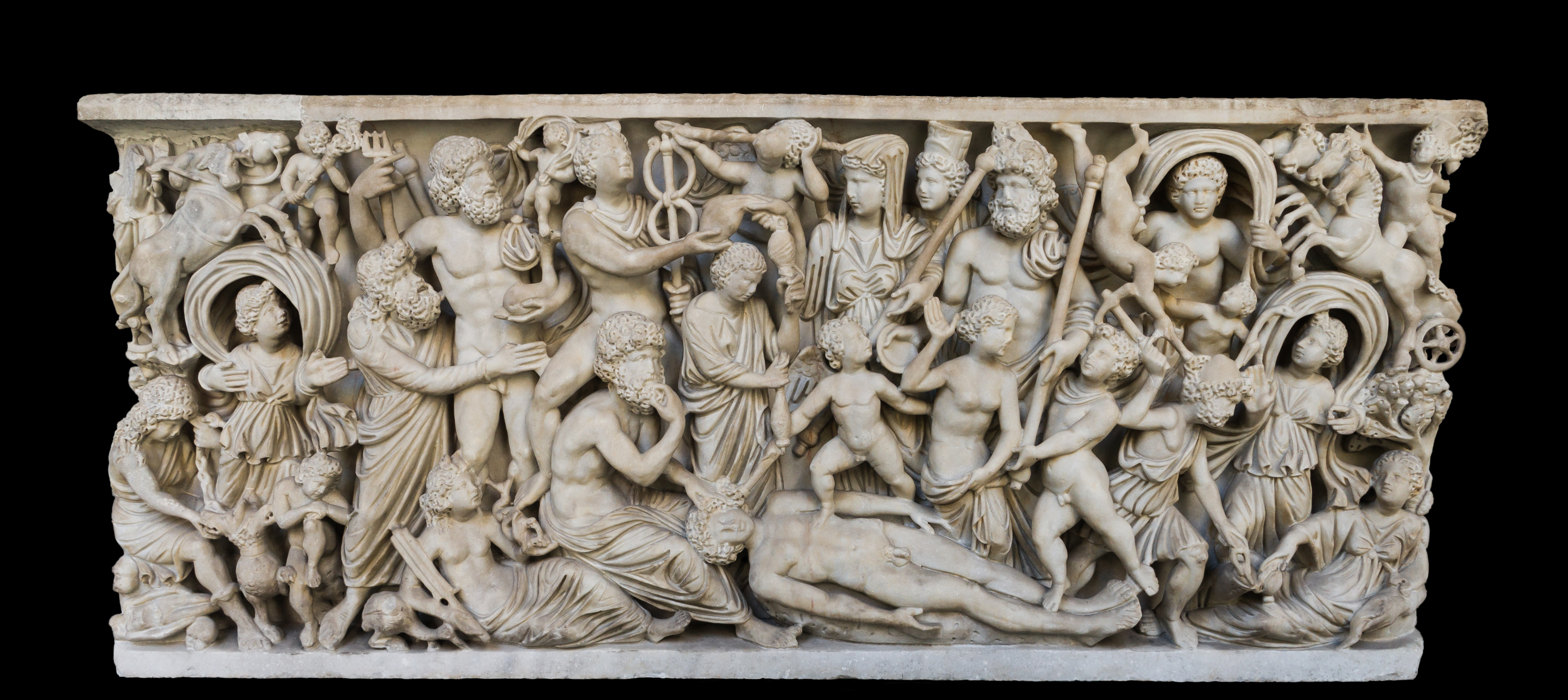
Prometheus (Mitte, sitzend) erschafft den Menschen. Römischer Sarkophag, um 300, Archäologisches Nationalmuseum, Neapel

Der Philosoph Platon ließ in seinem Dialog Protagoras den Sophisten Protagoras einen Mythos von der Entstehung der Menschheit erzählen. Nach dieser Geschichte waren Prometheus und Epimetheus im Auftrag der Götter maßgeblich an der Erschaffung der irdischen Lebewesen beteiligt. Sie sollten die verschiedenartigen Geschöpfe mit allem zur Lebenserhaltung Benötigten ausstatten. Epimetheus übernahm die Aufgabe, den einzelnen Arten die jeweils zum Schutz und zur Nahrungsbeschaffung erforderlichen Mittel und Eigenschaften zuzuteilen. Manchen Tierarten verlieh er Schnelligkeit, anderen Stärke und Wehrhaftigkeit, manchen die Fähigkeit, durch Fliegen zu entkommen oder sich gut zu verstecken; den Beutetieren gab er große Fruchtbarkeit, damit sie nicht ausgerottet würden. Mit dichter Behaarung sorgte er für ungünstige Witterung vor. So brauchte er die vorhandenen Mittel restlos auf. Als schließlich Prometheus die Arbeit seines Bruders überprüfte, musste er feststellen, dass Epimetheus den Menschen vergessen hatte. Dieser war nackt und wehrlos geblieben. So sah sich Prometheus gezwungen, den Göttern das Feuer und technisches Wissen zu stehlen, um den Menschen das Überleben zu ermöglichen. Unzugänglich war ihm aber das Wissen über das soziale Zusammenleben und die Organisation einer staatlichen Gemeinschaft, das in der Burg des Zeus verwahrt wurde und den Menschen daher bis auf weiteres versagt blieb.
Bei Platon ist Prometheus kein Rebell, sondern ein Beauftragter der Götter. Den Diebstahl begeht er notgedrungen; der Schuldige ist eigentlich nicht er selbst, sondern sein Bruder, der versagt hat. Damit wird der Konflikt zwischen Zeus und dem Titanen weitgehend ausgeblendet. Diese Darstellung entspricht Platons Frömmigkeitsverständnis; den Göttern darf kein unethisches Verhalten unterstellt werden. Vermutlich verwertete Platon für die Ausführungen seiner Dialogfigur Material des historischen Protagoras, doch ist unklar, inwieweit er in der mythischen Erzählung authentisches Gedankengut des Sophisten wiedergab.

### Spätere griechische Literatur
Im 3. Jahrhundert v. Chr. verfasste der Dichter Apollonios von Rhodos das Epos Argonautika, in dem er seine Version der Argonautensage erzählte. Diesem Mythos zufolge fuhren die Argonauten, eine Schar von Helden, auf dem Schiff Argo von Thessalien nach Kolchis an der Ostküste des Schwarzen Meeres, um dort das Goldene Vlies zu erbeuten. Als sie sich ihrem Ziel näherten, erblickten sie – so Apollonios – das Kaukasus-Gebirge, wo Prometheus an den Felsen gekettet war. Da sahen sie den Adler über ihr Schiff hinwegfliegen, und bald darauf hörten sie die Schmerzensschreie des Titanen, dessen Leber herausgerissen wurde. In Kolchis erlangten sie die Hilfe der zauberkundigen Königstochter Medea. Diese verschaffte ihnen das Zaubermittel „Prometheion“, ein Kraut, das zeitweilig gewaltige Kraft verleiht und unverwundbar macht, wenn man sich damit einreibt. Es wuchs dort, wo der Adler in den Schluchten des Kaukasus das Blut des Prometheus herabträufeln ließ.
Der Geschichtsschreiber Diodor, der im 1. Jahrhundert v. Chr. tätig war, deutete die Sage euhemeristisch als Mythifizierung historischer Vorgänge. Nach seiner Interpretation war Prometheus kein Gott, sondern ein Mensch, der in Ägypten als Statthalter einen Bezirk verwaltete. Als der Nil, den die Ägypter wegen seiner reißenden Gewalt „Adler“ nannten, nach einem Dammbruch das Gebiet des Statthalters überschwemmte, wollte sich dieser aus Gram das Leben nehmen, doch der tüchtige Herakles reparierte den beschädigten Damm und brachte damit Prometheus von dem Suizid ab. Aus diesem Vorgang machten Dichter später den Mythos vom fressenden Adler und von der Befreiung des Titanen. Auf solche Weise erklärte Diodor auch den mythischen Feuerdiebstahl: Der historische Prometheus sei der Entdecker der „Feuerhölzer“, der damaligen Form des Feuerzeugs, gewesen. Nach einer abweichenden Version der Überschwemmungserzählung war Prometheus ein König der Skythen, dem es nicht gelang, die Überschwemmung eines Flusses zu verhindern, worauf er von seinen Untertanen gefangen gesetzt wurde; Herakles löste das Problem durch Umleitung des Flusses und befreite den König.
In der frühen römischen Kaiserzeit verfasste ein unbekannter Autor das Handbuch der griechischen Mythologie, das unter der Bezeichnung Bibliotheke des Apollodor bekannt ist. Darin findet sich eine Reihe von Angaben zu Prometheus. Als seine Mutter wird hier die Okeanide Asia genannt. Prometheus erscheint in dieser Überlieferung als Vater des Helden Deukalion, den er zur Zeit der „Deukalionischen Flut“ berät. Auf den Rat seines Vaters baut Deukalion das Schiff, mit dem er die Sintflut übersteht.
Der Satiriker Lukian von Samosata schrieb im 2. Jahrhundert den Dialog Prometheus, in dem er den mythischen Stoff humoristisch umgestaltete. Hermes und Hephaistos sind beauftragt, den Titanen im Kaukasus anzufesseln. Nachdem sie einen geeigneten schneefreien Felsen gefunden und ihr Werk vollbracht haben, müssen sie noch auf das Eintreffen des Adlers warten. Die Wartezeit verbringen die drei Götter mit einem witzigen Gespräch, in dem der gefesselte Prometheus die Hauptrolle übernimmt. Sie fingieren eine rhetorische Auseinandersetzung vor Gericht. Hermes, der selbst ein listiger Dieb und Gott der Diebe ist, klagt den Sträfling wegen des Opferbetrugs und des Feuerdiebstahls an und beschuldigt ihn, eigenmächtig die Menschen erschaffen zu haben. Die Erschaffung des Menschen erscheint hier als ganz eigenständige Leistung des Titanen. Prometheus hält eine lange Verteidigungsrede, in der er die Anklagepunkte so brillant widerlegt, dass Hermes nichts zu entgegnen weiß. Insbesondere rechtfertigt er seine Erzeugung der Menschheit. Die Existenz der Sterblichen sei für die Götter durchaus vorteilhaft. Erst durch die Kleinheit der Menschen werde die Größe der Götter ins rechte Licht gerückt, und die Beschäftigung mit den Sterblichen vertreibe den Unsterblichen die Langeweile. Dieses Werk Lukians hat den Charakter einer von geistreicher Ironie durchdrungenen rhetorischen Übung. Ein anderer Teil der Prometheussage, die Begnadigung, ist das Thema des ersten Dialogs von Lukians Göttergesprächen, einer Sammlung von Unterhaltungen, in denen sich der Satiriker über die Mythen lustig machte. In diesem kurzen Text verhandelt Prometheus mit Zeus erfolgreich über seine Freilassung.
Im 4. Jahrhundert übernahm der römische Kaiser Julian die platonische Version des Mythos, der zufolge Prometheus als Beauftragter der Götter für das Heil der Menschheit sorgte. Julian deutete die Beschaffung des Feuers allegorisch als Ausstattung des Menschen mit der Vernunft.

### Lateinische Literatur
Die Rezeption des Mythos in der lateinischen Literatur begann mit der Tragödie Prometheus des römischen Dichters Lucius Accius, der im 2. und frühen 1. Jahrhundert v. Chr. lebte. Von diesem Werk ist bis auf zwei winzige Fragmente nichts erhalten geblieben.
Der Gelehrte Marcus Terentius Varro verfasste in den siebziger oder sechziger Jahren des 1. Jahrhunderts v. Chr. eine menippeische Satire in Dialogform mit dem Titel Prometheus liber (Der freie Prometheus), von der vierzehn kurze Fragmente überliefert sind. Ihnen lässt sich entnehmen, dass vor allem die Rolle des Titanen als Menschenschöpfer aus philosophischer und kulturkritischer Sicht thematisiert wurde. Varro ließ offenbar Prometheus das Schöpfungswerk erläutern und beschrieb den Kulturverfall, der nach seiner Ansicht später eingetreten war. Angesichts dieses Niedergangs erschien das Wirken des Prometheus dem römischen Schriftsteller als fragwürdig.
Im Jahr 45 v. Chr. erörterte Marcus Tullius Cicero in seinen Tusculanae disputationes die philosophische Frage, ob der Schmerz ein Übel sei, was von den Stoikern bestritten wurde. Dabei führte er unter anderem die Qual des Prometheus als Beispiel an und zitierte eine poetische Klage des Gefolterten. Es handelt sich um eine lateinische Wiedergabe einer Passage des Befreiten Prometheus des Aischylos. Wahrscheinlich hat Cicero die Verse selbst gedichtet.
Zur Zeit des Kaisers Augustus (27 v. Chr. bis 14 n. Chr.) lebte der Gelehrte Gaius Iulius Hyginus, zu dessen Werken wahrscheinlich das mythographische Handbuch Genealogiae und das astronomisch-mythographische Handbuch De astronomia zählen. Die Genealogiae wurden früher einem mutmaßlichen späteren Autor gleichen Namens, den man „Hyginus Mythographus“ nannte, zugeschrieben und sind auch unter dem Titel Fabulae bekannt. In beiden Schriften sind Grundzüge der Sage zusammengefasst, in den Genealogiae sehr knapp, in De astronomia ausführlicher. Bei Hyginus ist eine Ausschmückung der Befreiungserzählung überliefert, wonach Prometheus nach seiner Begnadigung auf Befehl des Göttervaters einen Fingerring aus Stein und Eisen als symbolische Fesselung zur Erinnerung an seine Strafe tragen musste. In den Genealogiae als einziger Quelle ist als Name des Adlers Aethon (griechisch Aíthōn) genannt. Eine weitere Zusammenfassung des Stoffs stammt von dem spätantiken Grammatiker Maurus Servius Honoratus, der in seinem Kommentar zu Vergils Eklogen auf die Sage einging. Er stellte Prometheus als außerordentlich scharfsinnigen Kenner der Gestirne dar, der auf dem Kaukasus den Himmel studiert und dann den Assyrern seine Kenntnisse auf diesem Gebiet beigebracht habe. Wie Hyginus erzählte auch Servius von dem Fingerring.
Der Dichter Ovid ging in seinen Metamorphosen, die er im ersten Jahrzehnt des 1. Jahrhunderts vollendete, nicht näher auf den Mythos ein. Er erwähnte aber bei der Behandlung der Weltentstehung eine Version, nach der Prometheus Erde, die „Himmelssamen bewahrte“, mit Regenwasser vermischte und daraus die Menschen nach dem Bild der Götter formte.
In der zweiten Hälfte des 1. Jahrhunderts ging der Dichter Gaius Valerius Flaccus in seinem Epos Argonautica, das die Argonautenfahrt schildert, auch auf das mythische Geschehen um Prometheus ein. Bei ihm werden die Argonauten aus der Ferne indirekt Zeugen der Befreiungstat des Herakles (lateinisch Hercules), deren spektakuläre Auswirkungen in der umgebenden Natur sie wahrnehmen, ohne zu wissen, wer handelt und was vorgeht.
Für die Christen stellte die mythische Überlieferung eine Herausforderung dar, weil sie einer untergeordneten und überdies widerspenstigen Gottheit eine wesentliche Rolle bei der Erschaffung des Menschen zuschrieb. Gegen diese Vorstellung wandte sich im Jahr 197 der Kirchenschriftsteller Tertullian, der Gott als den wahren Prometheus bezeichnete. Bei den spätantiken Kirchenvätern hingegen galt Prometheus als Mensch. Im frühen 4. Jahrhundert bezeichnete ihn Laktanz in seiner Epitome divinarum institutionum als Urheber des abscheulichen Götzenkults; er habe das erste Götzenbild angefertigt. Sein plastisches Abbild des Menschen sei so lebensecht gewesen, dass schon seine Zeitgenossen und später die Dichter ihn fälschlich als Schöpfer „lebendiger“ Menschen bezeichnet hätten. Eine andere Erklärung der Schöpfungssage führte im frühen 5. Jahrhundert der Kirchenvater Augustinus an: Prometheus habe als so überragender Weisheitslehrer gegolten, dass man ihm die Fähigkeit zugetraut habe, Menschen aus Lehm zu erschaffen. Dabei nahm Augustinus auf eine Überlieferung Bezug, der zufolge Prometheus ein Zeitgenosse des Propheten Moses war. Eine christliche Umdeutung der Sage nahm auch der spätantike Mythograph Fulgentius in seiner Schrift Mitologiae vor. Er interpretierte den sprechenden Namen des „Vorausdenkers“ Prometheus als Bezeichnung für die Vorsehung Gottes und deutete das vom Himmel heruntergeholte göttliche Feuer als die von der Gottheit eingehauchte menschliche Seele.

### Kulturgeschichtliche Hintergründe
Die sprechenden Namen „Prometheus“ und „Epimetheus“ scheinen darauf zu deuten, dass der „Vorausdenker“ kein altertümlicher Gott war, sondern eine Personifikation des abstrakten Konzepts Voraussicht mit dem Bruder als Kontrastgestalt. Da ihm die Zukunft vor Augen stand, war er zugleich eine Verkörperung der Schläue und Klugheit. Möglich ist aber auch, dass „Prometheus“ ursprünglich ein Beiname einer alten Gottheit war, der sich später durchsetzte, während der eigentliche Name vergessen wurde.
Zum ältesten Bestand der Sage gehört die Bedeutung des Feuerraubs als Beginn der Zivilisation. Der Aspekt der Zivilisierung wurde im Lauf der Entwicklung herausgearbeitet und nahm innerhalb der mythischen Tradition an Gewicht zu; aus dem bloßen Dieb wurde ein Wissender und Aufklärer. Als jüngeres Sondermotiv kam die Menschenschöpfung hinzu. Durch die Erweiterungen des Mythos nahm die Rolle des Protagonisten beträchtlich an Bedeutung zu.
In dem Mythos und seiner geschichtlichen Entwicklung sind zwei konträre Tendenzen erkennbar: Einerseits erscheint Prometheus als betrügerischer und trotziger Widersacher der höchsten Gottheit, der zu Recht für seine Auflehnung bestraft wird, andererseits als uneigennütziger Wohltäter und Lehrmeister der Menschheit und als tragischer Held, der zum Opfer göttlicher Rachsucht und Willkür wird. Dementsprechend sind die antiken Bewertungen seiner Taten und seines Schicksals unterschiedlich und teils schroff gegensätzlich. Sie drücken verschiedenartige weltanschauliche Grundhaltungen aus und sind zugleich Symptome des kulturgeschichtlichen Wandels.
In der ältesten überlieferten Darstellung des Mythos dominiert die fromme Überzeugung, dass es ein Frevel sei, sich gegen den göttlichen Weltherrscher zu stellen. Die Folgen eines solchen verhängnisvollen Fehlers betrachteten die Zeitgenossen Hesiods mit Schauder, die Sichtweise der herrschenden olympischen Götter war die maßgebliche. Diese Beurteilung des mythischen Geschehens wurde auch in weit späteren Zeiten noch vertreten; in der augusteischen Epoche artikulierte sie der Dichter Horaz. Ab dem 5. Jahrhundert v. Chr. machte sich jedoch auch die gegenteilige Einstellung, die Sympathie und Solidarisierung mit dem verfolgten Menschheitswohltäter Prometheus, nachdrücklich geltend. In dieser Entwicklung spiegelte sich das Erstarken einer religionskritischen Strömung und das Aufkommen einer eigenständigen Reflexion über die Gültigkeit ethischer Normen. Der Prometheus-Mythos bot Gelegenheit, die Gerechtigkeit der göttlichen Weltlenkung in Zweifel zu ziehen oder gar offen zu bestreiten. In der „klassischen Epoche“ der griechischen Kulturgeschichte galt das überlieferte Verhalten der olympischen Götter in manchen Kreisen der gebildeten Oberschicht nicht mehr als über menschliche Kritik erhaben. Der Autor des Gefesselten Prometheus scheute sich nicht, Zeus als Tyrannen zu bezeichnen. In seiner demokratisch regierten Heimatstadt Athen war der Tyrannisvorwurf die schärfste Form, in der man Machtausübung kritisieren konnte.
Ein wesentlicher Faktor bei der Distanzierung von herkömmlichen religiösen Anschauungen war in der zweiten Hälfte des 5. Jahrhunderts v. Chr. der Einfluss der als Bildungsbewegung auftretenden Sophistik, der auch im Gefesselten Prometheus spürbar ist. Hinzu kam in der Blütezeit Athens der Stolz auf die kulturellen Leistungen und Errungenschaften, deren Anfänge mit dem Namen des Prometheus assoziiert wurden. Wer in der Folgezeit – wie Platon im 4. Jahrhundert v. Chr. – am Konzept einer guten Weltordnung und einer weisen, wohlwollenden göttlichen Vorsehung festhalten wollte, musste den Konflikt zwischen Zeus und Prometheus abmildern oder herunterspielen. Im Rahmen des kulturellen Wandels wurde der mythische Stoff umgestaltet und neu interpretiert.
In manchen Fällen spiegelt sich in der Bewertung des zivilisatorischen Aspekts das Geschichtsbild des Beurteilenden. Wer wie Hesiod kulturpessimistisch eingestellt war, an die heile Welt eines anfänglichen Goldenen Zeitalters glaubte und den Geschichtsverlauf in erster Linie als Verfallsprozess wahrnahm, der neigte zu einer ambivalenten oder negativen Einschätzung des Anfangs der Zivilisation. Ganz negativ fiel auch das Urteil der zivilisationsfeindlichen Kyniker aus. Sie sahen im Feuerraub den Beginn einer Fehlentwicklung, die zu Verweichlichung und Genusssucht geführt habe. Wer hingegen wie der Autor des Gefesselten Prometheus einen Fortschrittsoptimismus pflegte und den Urzustand der Menschheit für armselig und tierartig hielt, der sah in Prometheus den großen Wohltäter, dem alle bedeutenden Errungenschaften zu verdanken seien.

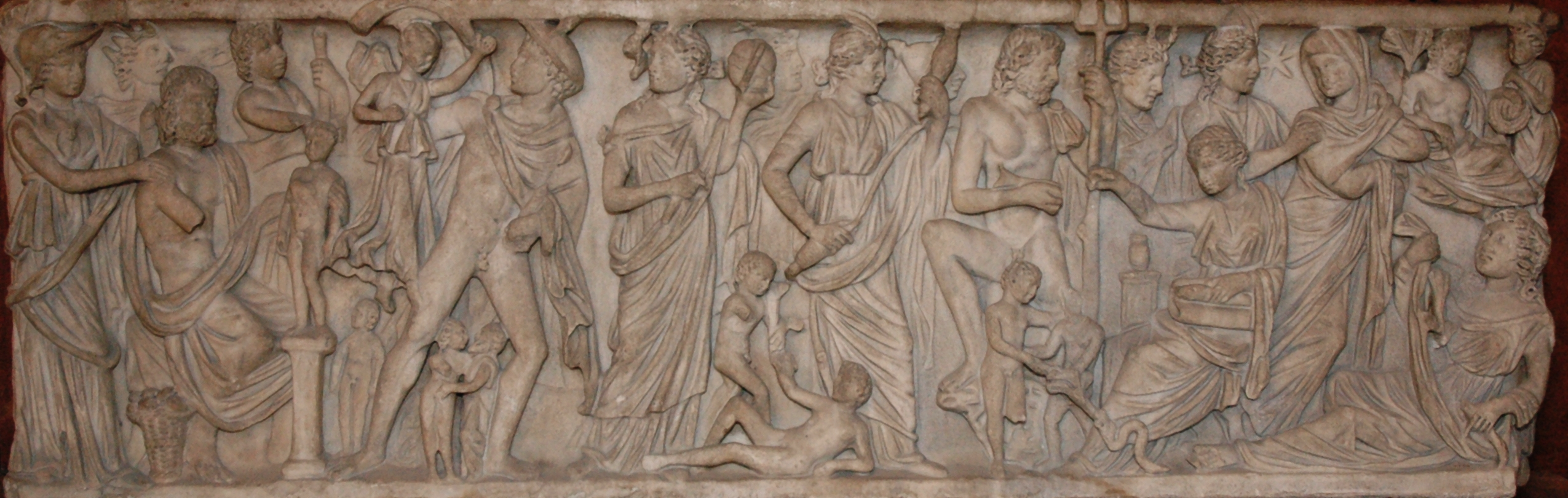
Prometheus (links, sitzend) erschafft den Menschen; neben ihm stehend Athene. Römischer Sarkophag, um 240, Louvre, Paris

Unbekannt ist der Ursprung der Rolle des Prometheus als Kunsthandwerker und Schöpfer, der zuerst die Tiere und dann auch die ersten Menschen aus Lehm erschuf. Jedenfalls ist hier sehr altes Sagenmaterial verarbeitet, wobei die Funktion einer altertümlichen Schöpfergottheit auf Prometheus übertragen wurde. Teils hieß es, er habe nur den menschlichen Körper geformt und für die Beseelung habe die Göttin Athene gesorgt, teils galt er als alleiniger Schöpfer des ganzen Menschen. Die wohl frühesten Bezeugungen dieses Zweiges des Mythos finden sich in „äsopischen“ – dem Erzähler Äsop zugeschriebenen – Fabeln, die allerdings nur in später Überlieferung vorliegen und daher nicht in ihrer ursprünglichen Gestalt fassbar sind. Falls tatsächlich Äsop der Urheber oder Erzähler zumindest einer der Fabeln war, war dieser Stoff bereits im 6. Jahrhundert v. Chr. verbreitet; belegt ist er aber erst ab dem 4. Jahrhundert v. Chr. In einer äsopischen Fabel kommt das auch von Platon verwendete Motiv vor, dass zuerst die Tiere geformt wurden und dann nicht mehr genug Stoff für die Menschen übrig war. Unzulänglichkeiten der menschlichen Natur und das Vorkommen von Homosexualität werden in der Fabelliteratur auf Unachtsamkeiten zurückgeführt, die Prometheus bei der Schöpfung unterlaufen seien.

### Kult

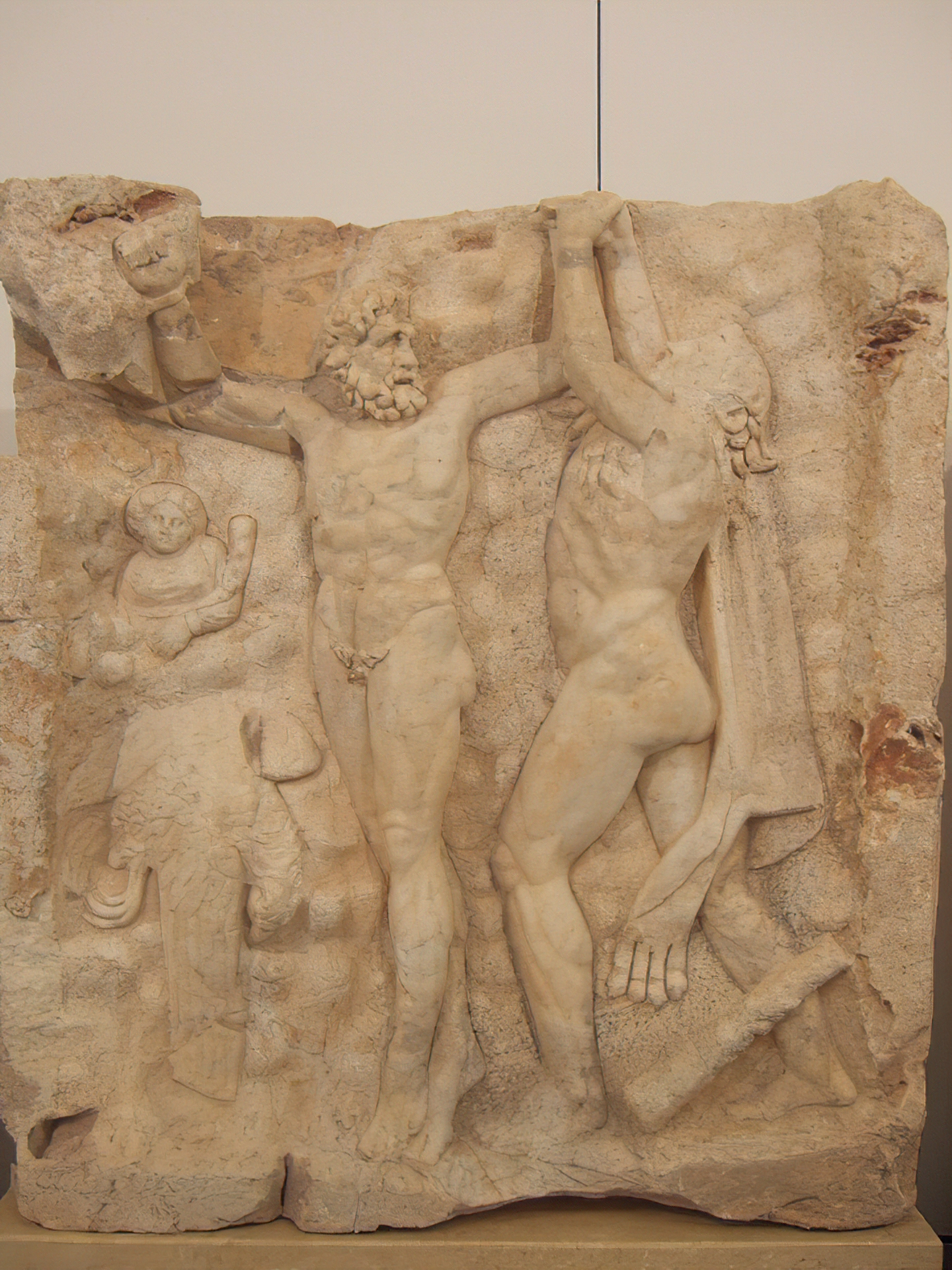
Prometheus wird von Herakles (rechts) befreit; links der erlegte Adler. Relief (um 150) im Museum von Aphrodisias

Kultische Verehrung scheint Prometheus nur in Athen in größerem Ausmaß genossen zu haben. Nach einer umstrittenen Hypothese war er der Schutzgott mancher Handwerker, insbesondere der Töpfer. In dem Akadḗmeia genannten Hain im Nordwesten von Athen außerhalb der Stadtmauer befand sich im 5. Jahrhundert v. Chr. ein Prometheus-Altar. Von dort ging ein Fackellauf in die Stadt aus, der Wettkampfcharakter hatte und jährlich am Festtag des Gottes stattfand. Die Festlichkeiten dienten der Vergegenwärtigung und wohl auch der rituellen Erneuerung des Aktes, mit dem Prometheus das Feuer gebracht hatte.

### Ikonographie
Griechische, etruskische und römische Künstler und Kunsthandwerker – vor allem Vasenmaler, Bildhauer und Gemmenschneider – schufen zahlreiche Abbildungen von Szenen aus der Prometheussage. Für gewöhnlich erscheint der Titan als Mann reifen Alters, meist bärtig. Als Gefesselter ist er in der Regel nackt. Die im Lauf der Zeit schwankende Beliebtheit einzelner Motive lässt Wandlungen des Publikumsgeschmacks erkennen. Die ältesten bildlichen Darstellungen stammen aus der Mitte des 7. Jahrhunderts v. Chr. Sie alle zeigen die Bestrafung; der Adler fliegt oder verzehrt die Leber des Gefesselten. Im 6. Jahrhundert v. Chr. wurde das Sujet der Erlegung des Adlers sehr geschätzt, dann trat es für längere Zeit in den Hintergrund. Beim römischen Kunstpublikum stießen Bestrafung und Befreiung auf beträchtliches Interesse.
Der Akt des Feuerdiebstahls fand in der bildenden Kunst sehr wenig Beachtung. Häufiger wurde Prometheus als Überbringer des Feuers dargestellt, und zwar gewöhnlich in einer wohl aus dem heute verlorenen Satyrspiel des Aischylos stammenden Szene: Er übergibt das kostbare Gut nicht den Menschen, sondern den Satyrn.

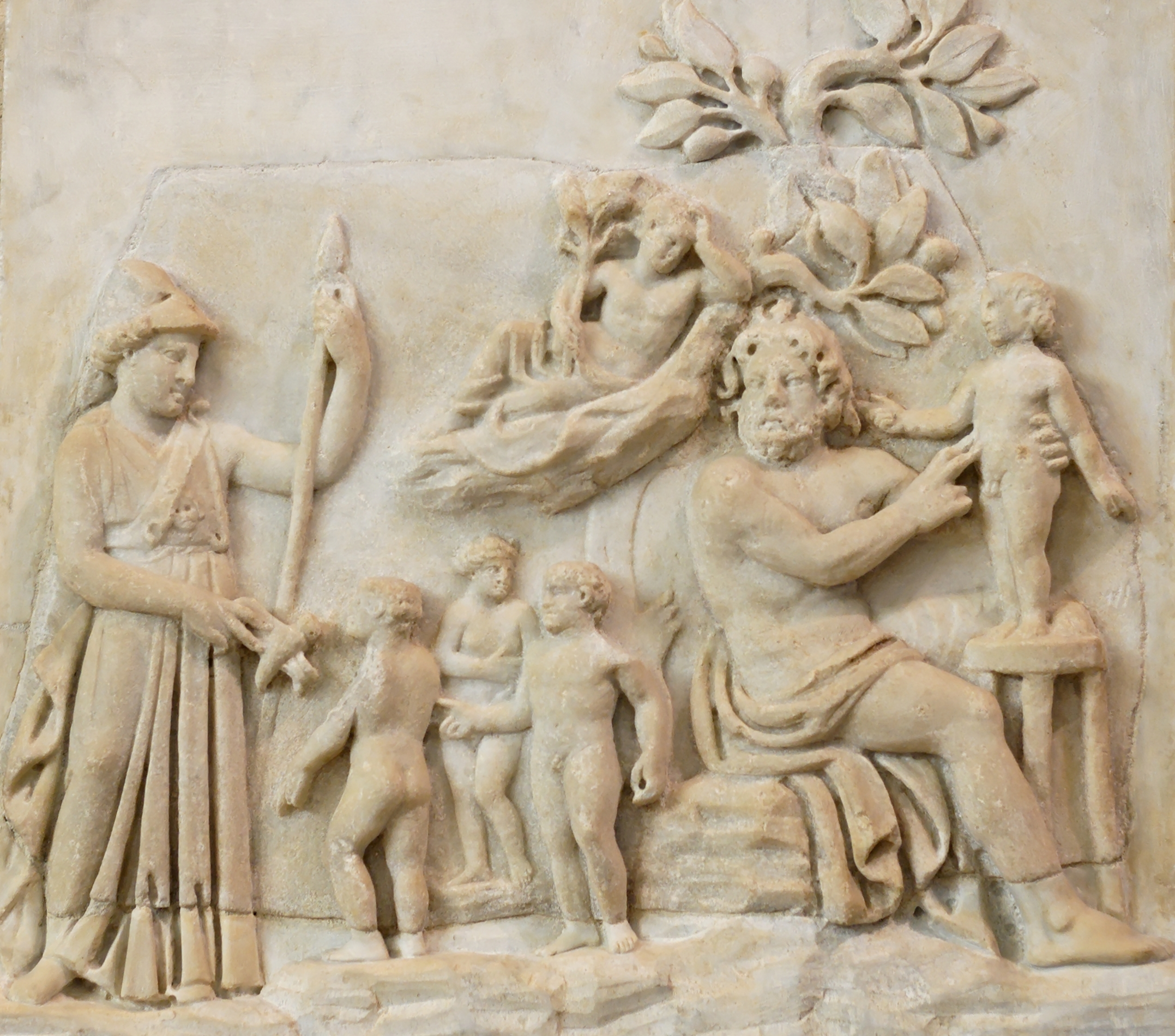
Prometheus (rechts, sitzend) erschafft den Menschen und beseelt ihn durch Berührung mit zwei Fingern; links Athene. Marmorrelief von einem römischen Sarkophag, 3. Jahrhundert, Louvre, Paris

Ein beliebtes Motiv war ab der Epoche des Hellenismus die Schöpfertätigkeit des Titanen. Man pflegte seine mächtige Gestalt zusammen mit einem oder mehreren kleinfigurigen Menschen wiederzugeben. Die ersten Abbildungen finden sich auf Gemmen der zweiten Hälfte des 4. Jahrhunderts v. Chr. In der römischen Kaiserzeit wurde die Komposition erweitert: Die Göttin Athene kam als Mitwirkende hinzu. Sie setzt die Seele in Gestalt eines Schmetterlings in den von Prometheus modellierten Menschenkörper ein.
In der kaiserzeitlichen römischen Sarkophagplastik war der Mythos ein geschätztes Thema, wobei die Erschaffung des Menschen im Vordergrund stand. Ein um 220 geschaffener Prometheussarkophag stellt die einzelnen Szenen des Ablaufs der Sagenhandlung dar. Auf einem Sarkophagfragment aus dem 3. Jahrhundert erweckt Prometheus eine Menschenfigur zum Leben, indem er sie mit ausgestrecktem Mittel- und Zeigefinger berührt; diese Art der Beseelung wurde in einer Reliefdarstellung des biblischen Menschenschöpfungsakts auf einem christlichen Sarkophag der beginnenden Spätantike übernommen. Auch sonst zeigen sich ikonographische Übereinstimmungen zwischen den Prometheussarkophagen und einer Gruppe von christlichen Sarkophagen des 4. Jahrhunderts.

## Mittelalter und Frührenaissance
Im Mittelalter wussten die Gebildeten West- und Mitteleuropas relativ wenig von dem Mythos, denn die Hauptquellen (Hesiod, Tragödie, Platon, Lukian) waren ihnen nicht zugänglich; immerhin kannten manche Gelehrte beträchtliche Teile des in antiken Handbüchern überlieferten Stoffs. Man fasste Prometheus als historische Person auf. Er galt als großer Entdecker, und ihm wurden die ersten plastischen Abbilder des menschlichen Körpers zugeschrieben. Seine Rolle als menschenfreundlicher Widersacher der Gottheit, die schlecht in das christliche Weltbild passte, wurde weitgehend ignoriert. In der Mythographie wurde die Sage symbolisch ausgelegt. Dort erscheint Prometheus als überaus kluger Naturforscher, und der fressende Adler symbolisiert die Mühsal übermäßiger Anstrengungen bei der Erforschung der Bewegungen der Himmelskörper. Man glaubte, die Erzählung vom Feuerdiebstahl im Himmel sei entstanden, weil Prometheus die Ursache des Blitzschlags herausgefunden habe; dank seinem Verständnis dieses himmlischen Feuers habe er den Feuergebrauch eingeführt.
Einen Sonderfall bildet der Gelehrte Alexander Neckam, der um 1200 ein grammatisches und lexikalisches Handbuch mit dem Titel Corrogationes Promethei (Sammlungen des Prometheus) verfasste. Dort bezeichnete er sich selbst als neuen Prometheus; er sah sich als Kulturbringer, der mit seinem Werk Ungebildeten vielfältigen Unterricht erteile. Mit dieser Selbstbeschreibung nahm erstmals ein Mensch für sich selbst die Rolle des Titanen in Anspruch. Hier zeigt sich der Beginn einer Entwicklung, die dazu führte, dass aus Prometheus eine Identifikationsfigur wurde, ein Muster für die Menschheitsgeschichte und das aktuelle Leben der Menschen.
In der Frührenaissance zeigten die italienischen Humanisten ab etwa der Mitte des 14. Jahrhunderts Interesse an dem Stoff. Francesco Petrarca (1304–1374) kannte eine Version des Mythos, in der Prometheus nicht von einem Adler, sondern von einem Geier gequält wird; es handelt sich um eine Variante, die schon in der römischen Kaiserzeit bezeugt ist und in der Neuzeit öfters rezipiert wurde. Petrarca meinte, die Legende habe einen historischen Kern, der darin bestehe, dass Prometheus die Einsamkeit des Kaukasus aufgesucht habe, um in unermüdlichem Forscherdrang die Rätsel der Welt zu lösen. Der fressende Vogel symbolisiere die Anstrengung des Forschers, die ihn schwäche. Dieser Ansicht war auch Petrarcas Freund Giovanni Boccaccio (1313–1375), der in seiner Schrift Genealogia deorum gentilium eine ausführliche Beschreibung und neuartige Auslegung des Mythos vorlegte. Boccaccio nahm einen „zweifachen“ Prometheus an, da in der mythischen Überlieferung zwei verschiedene Personen vermengt seien. Der erste Prometheus sei Gott als Schöpfer des „natürlichen“ Menschen. Er habe seinem Geschöpf Leben und den Verstand eingehaucht, aber ihm keine Bildung vermittelt. Daher sei der natürliche Mensch unwissend gewesen und habe wie ein Tier gelebt. Der Urheber der Zivilisation sei der zweite Prometheus gewesen, ein weiser Mann, der beschlossen habe, die Barbarei der Menschheit zu beenden. Unter dem Feuer sei die Klarheit des Wissens zu verstehen, das dieser Kulturbringer von Gott bezogen und den Menschen gebracht habe. Mit der Begründung der Zivilisation habe er den Menschen gleichsam neu erschaffen. Der zweite Prometheus sei in Wirklichkeit nicht nach der Beschaffung des „Feuers“ zur Strafe im Kaukasus angekettet worden, sondern habe sich vor seiner Großtat freiwillig dort aufgehalten, um einsam Studien zu treiben. Mit dem quälenden Adler seien die anstrengenden Gedanken gemeint, mit denen er sich dort geplagt habe. Boccaccios durchweg positives Bild des vermenschlichten Kulturhelden Prometheus erweist ihn als Vorläufer späterer Renaissance-Humanisten wie Giovanni Pico della Mirandola, die den Geist des weisen, kreativen und insofern gleichsam göttlichen Menschen verherrlichten. Ähnlich dachte der Schriftsteller Filippo Villani, ein jüngerer Zeitgenosse Boccaccios. Er sah in Prometheus das Sinnbild des bedeutenden Künstlers. Die bildende Kunst ahme die Natur nach und sei somit eine Nachschöpfung nach dem Vorbild von Gottes Werk. Dieser Gedanke liege der antiken Legende vom erschaffenden Prometheus zugrunde.

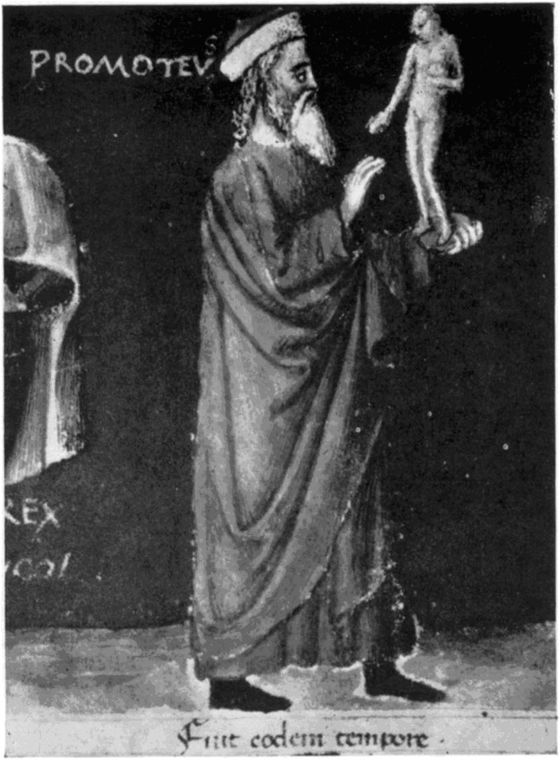
Prometheus als Schöpfer. Buchmalerei von Leonardo da Besozzo, 1435/1442. Collezione Crespi, Museo Diocesano, Mailand

Der Philosoph Marsilio Ficino (1433–1499), der an die Tradition des antiken Platonismus anknüpfte, deutete die Qual des vom Geier gepeinigten Prometheus als Symbol für die generelle Lage des Menschen. Dieser sei als irdisches Wesen an die Materie gefesselt, bemühe sich vergeblich um die Lösung der Welträtsel und leide unter seiner geistigen Unzulänglichkeit. Zwar sei der Mensch in den Besitz des himmlischen Feuers der Vernunft gelangt, doch gerade dies mache ihn unglücklich, da ihm die letzte Wahrheit dennoch verborgen bleibe. Ähnlich äußerte sich Ficinos Mäzen, der Florentiner Staatsmann und Dichter Lorenzo il Magnifico (1449–1492). Er verherrlichte das mythische Goldene Zeitalter, dem Prometheus ein Ende gesetzt habe, da er zu viel habe wissen wollen. Mit seinem unmäßigen Forscherdrang habe er die Menschheit beunruhigt und um ihre frühere glückliche Daseinsweise gebracht.

## Frühe Neuzeit
In der Frühen Neuzeit war die Rezeption der mythischen Überlieferung von einer stark erweiterten Quellenbasis und von der Auseinandersetzung mit der Symbolik des Kulturschöpfers und Zivilisationsbegründers geprägt. Dabei spaltete sich die herkömmliche Deutungstradition durch Umformungen und Neuinterpretationen in verschiedenartige Zweige auf. In einer Fülle von literarischen und künstlerischen Bearbeitungen zeigte sich die fortdauernde Fruchtbarkeit des Stoffs.
Die Urteile über Prometheus schwankten zwischen Verherrlichung seiner Fähigkeiten und Leistungen und scharfem Tadel an seinem Übermut und an den Folgen der ihm zugeschriebenen kulturhistorischen Weichenstellung. Kritik entzündete sich zum einen an seiner Rolle als Initiator eines als problematisch wahrgenommenen Zivilisationsprozesses, zum anderen an seinem selbstbewussten Auftreten gegenüber der herrschenden Gottheit. In der Emblematik wurde die harte Bestrafung als Folge seiner Verwegenheit dargestellt und als abschreckendes Beispiel genutzt; die Lehre daraus sei, dass der Mensch nicht aus vermessener Neugier versuchen solle, in Gottes Geheimnisse einzudringen. Im späten 18. Jahrhundert führte die Bewegung von Sturm und Drang zu einer neuen Wertschätzung der Gestalt des Titanen, der nun als rebellisches Genie dem Zeitgeschmack entsprach und entsprechend verherrlicht wurde.

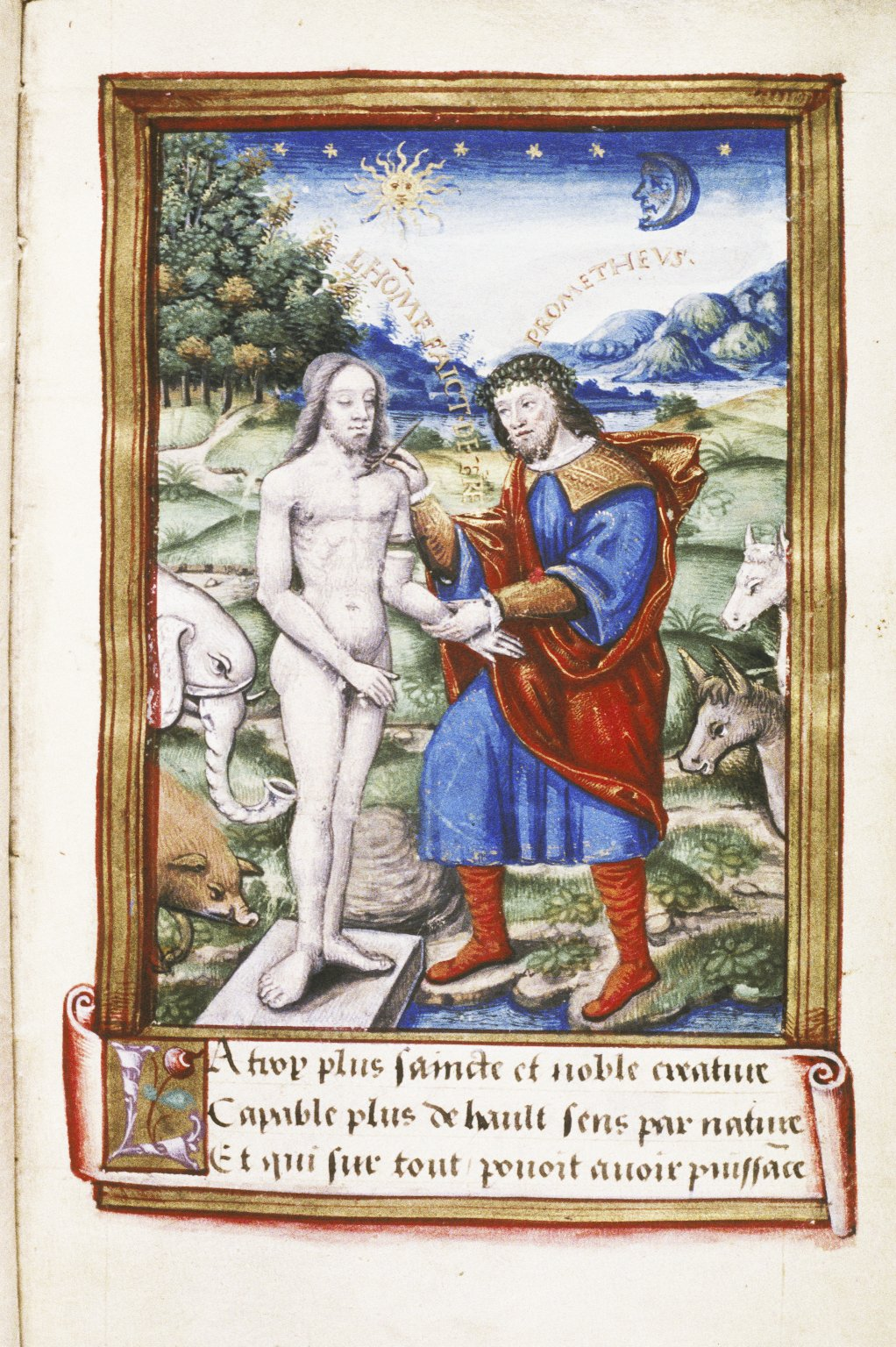
Prometheus als Schöpfer des ersten Menschen. Buchmalerei in einer Handschrift von Ovids Metamorphosen in französischer Übersetzung. Oxford, Bodleian Library, Douce 117, fol. 9r (erste Hälfte des 16. Jahrhunderts)

Einen bedeutenden, aber erst spät in die Breite wirkenden Impuls erhielt die neuzeitliche Rezeption durch die Wiederentdeckung des im Mittelalter außerhalb des Byzantinischen Reichs unbekannten Gefesselten Prometheus. Schon 1423 war die wichtigste Handschrift von Konstantinopel nach Florenz gelangt, 1518 erschien der erste Druck des griechischen Originaltextes. Es folgten ab 1555 lateinische Übersetzungen. Dennoch schenkten die Humanisten des 16. Jahrhunderts diesem Drama wenig Beachtung, es entsprach nicht ihrem Geschmack. Oft bezogen sie ihre Kenntnisse aus mythographischen Handbüchern. Im 17. Jahrhundert nahm das Interesse an der Sage deutlich ab. Erst in der zweiten Hälfte des 18. Jahrhunderts wurde der Gefesselte Prometheus ins Italienische, Englische, Französische und Deutsche übertragen.

### Philosophie
Der humanistische Philosoph Charles de Bouelles präsentierte 1510/1511 in seiner Schrift De sapiente Prometheus als Urbild des Weisen, des Menschen im eigentlichen Sinne, der sich dank seinem Intellekt über seinen ursprünglichen Naturzustand erhebe, die gesamte Welt erforsche und im Himmel – der geistigen Welt – das Kostbarste von allem erlange, das Feuer der Weisheit, das er dann zur Erde bringe. Auch Pietro Pomponazzi (1462–1525) identifizierte die mythische Figur mit dem Philosophen und Naturforscher, der sich ausschließlich der Wissenschaft widme und beim Ringen um die Lösung der Welträtsel Qualen erleide wie der antike Held, sowohl durch seine geistige Mühsal als auch durch die Verachtung und die Verfolgungen, denen er in einer verständnislosen Umgebung ausgesetzt sei.
Giordano Bruno schrieb in einem 1585 veröffentlichten satirischen Dialog, Prometheus habe das Feuer entwendet, um das Licht in der Vernunft zu entzünden. Dieser Mythos sei Metapher für dasselbe Thema wie die biblische Erzählung von Adam, der die Hände ausgestreckt habe, um die verbotene Frucht vom Baum der Wissenschaft zu pflücken. Bruno war der Überzeugung, Wissen werde erlangt, indem man es „jage“ oder „stehle“. Dazu sei erforderlich, dass der Mensch das göttliche Verbot übertrete und der Gottheit den Anspruch auf exklusives Wissen streitig mache. Nicht die eselhafte Geduld und der Gehorsam der Christen, sondern die Jägertugenden der Aufmerksamkeit und des schnellen Zugreifens führten zum Erfolg.
Francis Bacon widmete dem Titanen das Kapitel Prometheus oder Die Lage des Menschen in seiner 1609 publizierten Schrift über antike Weisheit. Ausführlich beschrieb er aus seiner Sicht die Bedeutung einzelner Episoden des Mythos, dessen Hauptziel es sei, den Menschen als Mittelpunkt und Zweck des ganzen Universums zu zeigen. Bacon ging von einer Version der Prometheussage aus, die in antiken Quellen überliefert ist, aber erst durch das 1551 gedruckte mythographische Handbuch des Gelehrten Natale Conti einer breiteren Öffentlichkeit bekannt geworden war. Nach Bacons Wiedergabe dieser Erweiterung der Legende erwiesen sich die Menschen als undankbar, nachdem Prometheus ihnen den Gebrauch des Feuers gezeigt hatte: Sie begaben sich zu Jupiter (Zeus) und klagten ihren Wohltäter bei ihm an. Als der Göttervater und die übrigen Götter von dem Diebstahl erfuhren, zürnten sie aber keineswegs, sondern waren sogar über das Geschehene entzückt. Sie ließen den Menschen nicht nur das Feuer, sondern machten ihnen ein weiteres Geschenk: die ewige Jugend. In übermäßiger Freude luden die Menschen diese Gabe auf den Rücken eines Esels, der sich damit auf den Heimweg machte. Unterwegs litt der Esel an großem Durst. Er gelangte zu einer Quelle, doch diese wurde von einer Schlange bewacht, die ihm das Trinken nur unter der Bedingung erlaubte, dass er ihr dafür das überließ, was er auf dem Rücken trug. Der arme Esel willigte ein, und so verloren die Menschen die ewige Jugend. – Bacon sah im Prometheus-Mythos eine symbolische Darstellung der Lage des Menschen. Die bei Jupiter erhobene Anklage gegen den Feuerbringer deutete er als berechtigte Klage des Menschen über die Unzulänglichkeit der bisherigen wissenschaftlichen Erkenntnis, die der Verbesserung bedürfe. Darin zeige sich die menschliche Unzufriedenheit mit dem bereits Erreichten, die Absage an den Stillstand und das fortdauernde Streben nach neuen Erfindungen. Dieser Wille zum Fortschritt habe Jupiter erfreut und zu der weiteren Gabe bewogen, denn eine solche Einstellung sei belohnenswert. Der Esel als träges Tier symbolisiert für Bacon die Langsamkeit eines auf bloßem Erfahrungswissen ohne theoretische Einsicht beruhenden Fortschritts der Wissenschaft. Die Menschen hätten den Fehler begangen, das Geschenk der Götter einem schwerfälligen, stumpfsinnigen Lasttier aufzuladen.
Thomas Hobbes zog in der 1647 erschienenen zweiten Auflage seiner Schrift De cive den Mythos für seine verfassungsgeschichtliche Argumentation heran. Er sah im Göttervater den Repräsentanten der ursprünglichen und überlegenen Staatsform, der Monarchie. Mit dem Feuerdiebstahl und der Schöpfertätigkeit des Titanen sei die Einführung der jüngeren Staatsformen Aristokratie und Demokratie gemeint. Diese seien dadurch zustande gekommen, dass der erfinderische menschliche Verstand (Prometheus) die Gesetzgebung und das Justizwesen der Monarchie (Jupiter) durch Nachahmung (den Feuerraub) entlehnt und mit diesem „Feuer“ ein aristokratisches oder demokratisches Kollektiv (das Geschöpf des Prometheus) erzeugt habe. Die Urheber und Förderer dieses Umsturzes würden wie der Titan bestraft: Statt unter der natürlichen Königsherrschaft sicher und behaglich zu leben, müssten sie beständig unter den Sorgen und Konflikten leiden, die sich aus ihren Staatsordnungen ergäben.
Die französischen Aufklärer des 18. Jahrhunderts hielten wenig von Mythologie und befassten sich daher relativ selten und nur beiläufig mit der Gestalt des Prometheus. Keiner von ihnen – mit Ausnahme von Voltaire – sah in dem Titanen den Repräsentanten eines revolutionären Geistes.
Jean-Jacques Rousseau fällte 1750 in seiner zivilisationskritischen Abhandlung über die Wissenschaften und die Künste ein vernichtendes Urteil über die Tat des Prometheus. Er befand, der Fortschritt der Wissenschaften und Künste habe die Sitten korrumpiert und die Menschen durch Luxus und Verweichlichung geschwächt und unglücklich gemacht. Die fruchtlose Wissbegierde habe lauter Übel hervorgebracht. Statt der Tugenden würden die Talente honoriert. Prometheus, der Erfinder der Wissenschaften, sei ein der Muße der Menschen feindlich gesinnter Gott, den die Griechen von den Ägyptern übernommen hätten. Sie hätten ihn ungünstig beurteilt, wie die Sage von seiner Bestrafung erkennen lasse.

### Belletristik

#### Dichterische Rezeption im 16. und 17. Jahrhundert
In der Lyrik der Renaissance wurde die Sage gewöhnlich in konventionellem Sinn und nur beiläufig thematisiert, oft ohne Bezug zu einem symbolischen Hintergrund. Die Qual des bestraften Titanen diente als Gemeinplatz bei der Darstellung von Leiden aller Art. Insbesondere in der Liebeslyrik zog man sie heran, um die Not einer unerfüllten Liebe durch einen drastischen Vergleich auszumalen, wobei dem Adler oder Geier die Rolle der quälenden Leidenschaft zufiel. Die begehrte Frau wurde mit der Unglücksbringerin Pandora oder mit dem gestohlenen Feuer verglichen. Zu den Dichtern, die den Stoff in diesem Kontext verwerteten, zählen Pierre de Ronsard, Joachim du Bellay und Maurice Scève. In einer anderen Interpretation setzte Ronsard Prometheus allegorisch mit dem biblischen Adam gleich, das heißt mit der menschlichen Natur, die von Christus erlöst worden sei wie der antike Dulder von Herakles. Den Adler identifizierte der Dichter hier mit dem unerbittlichen alttestamentlichen Gesetz, das von der Gnade Christi überwunden worden sei. Rémy Belleau widmete der Klage des gefesselten Prometheus über die Ungerechtigkeit seiner Bestrafung ein langes Gedicht.
Nur vereinzelt erscheint Prometheus in der Renaissance-Dichtung als Vorbild poetischer Schaffenskraft oder als Begründer der Poesie. Nach der Schilderung des lateinisch dichtenden Humanisten Marco Girolamo Vida in seiner 1527 publizierten Poetik hat die Menschheit ihrem mythischen Wohltäter nicht nur das Feuer zu verdanken, sondern auch die Dichtkunst. George Chapman griff dieses Motiv 1594 auf. Er stellte Prometheus als Schöpfer dar, der den Menschen ohne fremde Hilfe nach seinem eigenen Konzept geschaffen habe. Von solcher Art seien auch die genialen, übermenschlichen Dichter, die aus ihrer Phantasie eine Welt hervorzaubern; sie seien „Promethean Poets“.
Ein düsteres Bild zeichnete hingegen Luís de Camões in seinem portugiesischen Epos Die Lusiaden (1572). Er warf Prometheus vor, er habe als Schöpfer dem Menschen üble Leidenschaften eingepflanzt, zu deren Folgen die Kriege zählten. Camões beklagte, dass die prometheische Anmaßung unter den Menschen nicht ausrottbar sei.
Edmund Spenser führte im 1590 gedruckten zweiten Buch seines Epos The Faerie Queene Prometheus als Menschenschöpfer ein, der einen Körper aus Teilen vieler verschiedener Tierarten zusammengesetzt habe. Dann habe er im Himmel das Feuer gestohlen, um seine Kreatur, die er Elfe nannte, damit zu beseelen.
Der spanische Dichter Pedro Calderón de la Barca verarbeitete den Stoff in seiner Komödie La estatua de Prometeo (Die Statue des Prometheus), die 1677 erschien. Im Mittelpunkt steht der Gegensatz zwischen den Brüdern Prometheus und Epimetheus. Epimetheus ist ein Jäger, ein ungebildeter Kraftmensch, der die kriegerische Göttin Pallas verehrt. Prometheus hingegen strebt nach philosophischer Erkenntnis und widmet sich dem Kult der Weisheitsgöttin Minerva, der Schwester der Pallas. Nach dem Scheitern seines Vorhabens, auf die rohe Bevölkerung des Kaukasus belehrend und zivilisierend einzuwirken, zieht sich Prometheus in eine Höhle zurück und wendet sich der Kunst zu. Er schafft eine Statue der Minerva. Sein Bruder ist von der Schönheit der Skulptur begeistert und will dieser Göttin einen Tempel weihen. Damit erregt Epimetheus aber die Eifersucht der Pallas. Sie befiehlt ihm, die Statue zu zerstören. Epimetheus beschließt jedoch, das bewunderte Kunstwerk nicht zu vernichten, sondern zu entwenden, zu verstecken und für sich zu behalten. In der Höhle trifft er Prometheus. Dieser hat inzwischen dank Minervas Gunst den Himmel aufsuchen dürfen und dort einen Sonnenstrahl geraubt. Mit dem entwendeten himmlischen Licht erweckt er nun das Bildnis der Göttin zum Leben. Da greift Pallas zu einer List: Die belebte Statue, die den Namen Pandora trägt, erhält das Gefäß des Unheils. Die Übel entweichen, und sogleich setzt Zwietracht ein. Unter den Kaukasiern bilden sich zwei feindliche Parteien, es droht ein Krieg. Epimetheus ist in Pandora verliebt, doch sie lehnt ihn ab, ihre Neigung gilt Prometheus. Schließlich erscheint der Gott Apollon und führt eine Versöhnung herbei. Prometheus heiratet Pandora. – Mit diesem heiteren Stück wollte Calderón dem Publikum die Verwicklungen vor Augen führen, die sich aus dem Streben nach höheren Werten und dessen Spannungsverhältnis zur Leidenschaft ergeben.

#### Interpretationen und literarische Kontroversen der Aufklärungszeit
Der einflussreiche frühe Aufklärer Anthony Ashley Cooper, 3. Earl of Shaftesbury beschrieb 1710 sein Ideal eines Autors, der die Bezeichnung „Dichter“ wirklich verdiene. Ein solcher Dichter sei „in der Tat ein zweiter Schöpfer, ein wahrer Prometheus unter Jupiter“. Wie die Gottheit als höchster Werkmeister oder die allgemeine bildende Natur schaffe er ein stimmiges, wohlausgewogenes Ganzes. Die These vom Dichter als Prometheus und zweitem Schöpfer unter Jupiter wurde im 18. Jahrhundert geläufig.
Jonathan Swift verfasste 1724 ein satirisches Gedicht mit dem Titel Prometheus. In Swifts Satire ist am himmlischen Thron Jupiters eine herabhängende Goldkette befestigt, die bis zur Erde reicht und an deren unterem Ende alle menschlichen Belange hängen. Prometheus stiehlt diese Kette, ersetzt sie durch eine Messingkette und prägt aus dem Gold Münzen. Von dieser Zeit an bringen die Menschen dem Zeus keine Opfer mehr dar. Darauf wird der Übeltäter auf Jupiters Befehl mit seiner eigenen Kette gefesselt und seine Leber den Geiern zum Fraß gegeben. Den aktuellen Bezug enthüllte Swift selbst: Mit Jupiter meinte er König Georg I. und mit Prometheus den korrupten Münzmeister William Wood, dem er eine Bestrafung wie die des Prometheus wünschte, wobei Krähen die Rolle der Geier übernehmen sollten.
Voltaire verarbeitete den Stoff in seinem 1748 veröffentlichten „philosophischen“ Opernlibretto Pandore, in dem Prometheus den Tyrannen Jupiter herausfordert. Der himmlische Machthaber weigert sich aus Missgunst, die von Prometheus angefertigte Statue der Pandora zu beseelen. Darauf beschafft sich der Titan das himmlische Feuer und führt damit selbst die Belebung durch. Sogleich verliebt sich Pandora in ihren Schöpfer. Der eifersüchtige Jupiter lässt sie in sein Reich entführen, aber es gelingt ihm nicht, ihre Gunst zu gewinnen. Prometheus rebelliert und versucht mit den Titanen den Himmel zu erstürmen, um die Entführte zu befreien. Das Vorhaben misslingt, doch Pandora darf zu ihrem Geliebten zurückkehren. Sie hat von Jupiter das verhängnisvolle Kästchen erhalten. Gegen den Willen des Prometheus öffnet sie es in seiner Abwesenheit, worauf die Übel entweichen. Das Unheil breitet sich aus, doch dem Paar bleiben Liebe und Hoffnung. Die Liebenden werden am Rande von Abgründen leben, aber die Liebe wird die Abgründe mit Blumen bedecken. Erde und Himmel bleiben für immer getrennt. – Mit dem religionskritischen Bühnenwerk wollte Voltaire seine vorsichtig optimistische Einschätzung der Zukunft einer selbstbestimmten Menschheit zum Ausdruck bringen.
Im Gegensatz zu Voltaire, der für Emanzipation von religiöser Bevormundung warb, behandelten die zeitgenössischen Bühnenautoren Pierre Brumoy und Jean-Jacques Lefranc de Pompignan den Stoff aus christlicher Sicht. Sie wollten anhand ihrer Versionen des mythischen Geschehens die üblen Folgen eigenwilliger Missachtung der göttlichen Weltordnung zeigen.
Christoph Martin Wieland bekämpfte mit literarischen Mitteln die Kulturtheorie Rousseaus. In seine 1770 veröffentlichten Beyträge zur Geheimen Geschichte des menschlichen Verstandes und Herzens fügte er eine fiktionale Erzählung ein: In einem Traum begegnet der Autor dem gefesselten Prometheus, der ihn befragt, was aus seinen Geschöpfen, den Menschen, geworden sei. Wieland berichtet ihm unter anderem von Rousseaus These, der Zustand der Menschheit werde sich erst bessern, wenn sie die Zivilisation aufgebe und in den „Stand der Natur“ zurückkehre. Darüber machen sich beide lustig. Prometheus enthüllt den Grund, aus dem er den Menschen erschaffen hat: Er war auf den Einfall gekommen, die Erde zu bevölkern, weil er gerade nichts Besseres zu tun hatte. Es war ein bloßes Spiel. Im Jahr 1779 behandelte Wieland dieselbe Thematik in seinem satirischen Singspiel Pandora, in dem er Prometheus die Rolle des Schöpfers zuwies, der „vor lauter Langeweile“ die Menschen zu seiner eigenen Unterhaltung geschaffen hat und später über das Unheil erzürnt ist, in das sich seine Kreaturen verwickelt haben. Auch mit diesem Werk protestierte Wieland gegen die von Rousseau initiierte Idealisierung eines angeblich optimalen Urzustands der Menschheit. Sein Prometheus wollte den Menschen vollendete Glückseligkeit verschaffen, doch mit dieser Absicht machte er sie zu so gutmütigen, einfältigen und gleichartigen Wesen, dass ihr Leben dumpf und eintönig verlief. Sie kannten keine Herausforderung und keine Entwicklung. Daher hielt er es bei ihnen vor Langeweile nicht mehr aus und verließ sie.

#### Sturm und Drang
Für die Bewegung Sturm und Drang in der deutschen Literatur wurde Prometheus ab den 1760er Jahren zum herausragenden Repräsentanten ihres Lebensgefühls. Als rebellisches Genie von gewaltiger Schöpferkraft verkörperte er das Ideal der Genieästhetik, das dieser von jugendlichem Aufbruchsgeist geprägten Strömung vorschwebte. Er galt als Vorbild für eine Menschheit, die sich von traditionellen Autoritäten und deren Machtansprüchen emanzipiert und sozial, politisch und geistig nach uneingeschränkter Selbstbestimmung strebt. Zugleich betrachtete man ihn als Urbild der autonomen Künstler- oder Autorenpersönlichkeit, die sich selbstbewusst von den Fesseln herkömmlicher ästhetischer Normen befreit, Großes wagt, ihrer individuellen Natur und Bestimmung treu bleibt und ihre Werke schöpferisch wie ein Gott hervorbringt. Nach der Überzeugung der „Stürmer und Dränger“ erschafft ein solcher genialer Autor oder Künstler seine eigene Kunstwelt wie Prometheus die Menschenwelt. Dabei dachte man in erster Linie an das Dichtergenie.
Den Anstoß zur Statuierung des Prometheus als Symbolfigur der neuen Strömung gab Johann Gottfried Herder 1766/67 in seinem Versuch einer Geschichte der lyrischen Dichtkunst, wo er erklärte, jedes Volk habe seinen Prometheus, der den Feuerfunken des Genies vom Himmel gestohlen habe; die Dichtkunst sei göttlichen Ursprungs und sie sei allen Nationen natürlich. Shaftesburys Gedanken aufgreifend konstatierte Herder 1769, ein echter Dichter erschaffe seine Werke „als zweiter Prometheus“ und sei als solcher ein „Schöpfer unsterblicher Götter und sterblicher Menschen“.

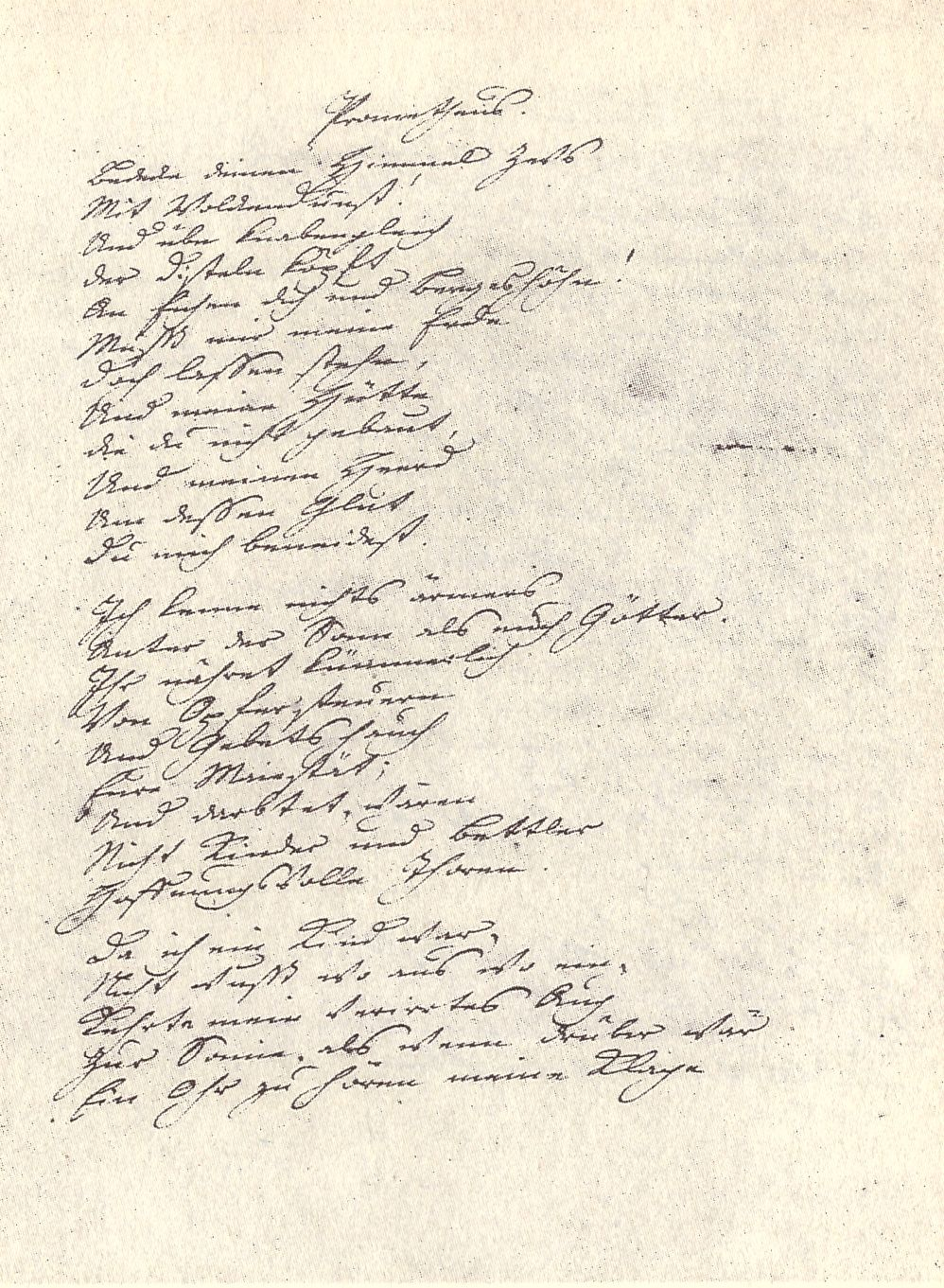
Eigenhändiges Manuskript von Goethes Prometheus-Hymne, Fassung von 1777, im Goethe- und Schiller-Archiv, Weimar

Der junge Johann Wolfgang von Goethe würdigte 1771 in seiner Rede Zum Schäkespears Tag Shakespeare mit den Worten: „Er wetteiferte mit dem Prometheus, bildete ihm Zug vor Zug seine Menschen nach, nur in kolossalischer Größe.“ Im Zeitraum zwischen 1773 und Anfang 1775 verfasste Goethe zwei Werke, in denen er sein Verständnis des Mythos literarisch gestaltete: das Dramenfragment Prometheus und ein gleichnamiges Gedicht, das gewöhnlich als „Hymne“ oder „Ode“ bezeichnet wird. Im Dramenfragment hat sich Prometheus im Trotz gegen seinen Vater Jupiter aus dem Götterhimmel entfernt, um die Statuen zu erschaffen, aus denen das Menschengeschlecht entstehen soll. Vergeblich versuchen ihn Merkur und Epimetheus nacheinander zum Gehorsam und zur Rückkehr zu überreden. Ein verlockendes Angebot der olympischen Götter lehnt er schroff ab, weil er niemandes Knecht sein will. Die Weisheitsgöttin Minerva tritt auf und will zunächst vermitteln, doch schließlich lässt sie sich vom Freiheitsideal des Rebellen so tief beeindrucken, dass sie zu seiner Helferin wird: Sie führt ihn zum „Quell des Lebens“, wo die Statuen beseelt werden. Merkur berichtet Jupiter empört von Minervas „Hochverrat“ und von der Erschaffung lebendiger Menschen, doch der Göttervater unternimmt nichts dagegen, denn er ist sich sicher, dass dieses „Wurmgeschlecht“ ihm, dem Herrscher der Welt, künftig unterworfen sein wird. Prometheus jedoch hält Jupiter stolz und unbeugsam entgegen, er habe die Menschen nach seinem eigenen Bilde geformt – „zu leiden, weinen, zu genießen und zu freuen sich / und dein nicht zu achten / wie ich!“. Das Hauptmotiv des Dramas ist Prometheus’ Erfahrung seiner selbst als eines autonomen Subjekts. Sein Konflikt mit Jupiter wird als Konfrontation zwischen einem ungerechten, autoritären Vater und seinem freiheitsliebenden Sohn inszeniert – eine im Sturm und Drang beliebte Thematik. Mit der Entlarvung und Demontage des tyrannischen Vatergotts verbindet sich die Selbstvergötterung des genialen, schöpferischen Sohnes. Dasselbe Gedankengut drückt Goethes Prometheus-Hymne aus. Seine Gestaltung des mythischen Stoffs war auch eine Absage an Gehorsam fordernde Autoritäten seiner Zeit, an das christliche Gottesbild und den Machtanspruch der Fürsten. Allerdings ist im Dramenfragment auch Goethes hintergründige Ironie erkennbar. Prometheus erstrebt zwar aus der Sicht des Autors mit Recht ein individuelles, freies Leben, ist aber – wie Jupiter – in der Einseitigkeit seines Selbstgefühls befangen. Mit seiner Selbstherrlichkeit und seiner Verachtung anderer isoliert er sich von der Ganzheit des Kosmos. Er distanziert sich von einem Ganzen, in das er sich früher oder später unvermeidlich wieder einordnen muss. Goethe ironisiert die sich absolut setzende schöpferische Selbstherrlichkeit.

#### Frühe Klassik und Frühromantik
Nach dem Ende der Epoche von Sturm und Drang kam Herder noch mehrmals auf den Mythos zurück. Im Jahr 1795 schrieb er den Dialog Voraussicht und Zurücksicht, in dem Prometheus und Epimetheus rückblickend ihre unterschiedlichen Haltungen und Vorgehensweisen besprechen. Sieben Jahre später schuf Herder das dramatische Gedicht Der entfesselte Prometheus, in dem er den Leidensweg des Titanen als Triumph der Beharrlichkeit darstellte. Hier findet das Werk des Rebellen schließlich die Zustimmung der Götter, die „reine Menschlichkeit“ als größtes Göttergeschenk wird verwirklicht.
Ein Nachklang von Herders Optimismus findet sich in August Wilhelm Schlegels 1797 entstandenem frühromantischem Gedicht Prometheus. Es beginnt mit wehmütiger Erinnerung an den Frieden und das Glück des vergangenen Goldenen Zeitalters, mit dessen Ende ein furchtbarer Niedergang eingesetzt hat. Da die alte Menschheit nicht mehr zu retten ist, schafft Prometheus eine neue. Nach seinen Worten darf die „goldne Kindheit“ der Menschheit, die „im weichen Schooß der Lust verstrich“, nicht wiederkehren. Gefragt ist jetzt kreative Anstrengung; im entbehrungsreichen Kampf gegen übermächtig scheinende Hindernisse hat sich der Mensch, der auf seine innere Kraft vertraut, zu bewähren. Um sein Geschöpf zu beseelen, beschafft Prometheus das Feuer. Da tritt ihm seine kulturpessimistisch eingestellte Mutter Themis entgegen, warnt ihn vor den verhängnisvollen Folgen seiner Tat und schildert ihm weissagend seine künftige Bestrafung durch Zeus. Ihren düsteren Voraussagen stellt er seine Hoffnung auf die menschliche Entwicklungsfähigkeit entgegen. Er sieht im Menschen das freie Wesen, das auf seinem Weg durch Irrtümer zur Vollendung schreitet und „sich zu schaffen nur geschaffen ist“.

### Bildende Kunst
In der bildenden Kunst der Frühen Neuzeit war Prometheus ein sehr beliebtes Sujet. Gewöhnlich wurde eine der bekannten Szenen aus dem mythischen Geschehen herausgegriffen. Als Menschenschöpfer erscheint der Titan – teils mit dem Feuer, mit dem er seine Geschöpfe beseelt – unter anderem auf Fresken von Domenico Beccafumi (1524/25) und Giovanni Francesco Barbieri, genannt „il Guercino“ (um 1616), einer Zeichnung von Parmigianino (um 1524/1527), einem Deckengemälde von Francisco Pacheco (1603) und Ölgemälden von Pompeo Batoni (1740/43) und Franz Anton Maulbertsch (um 1788). Als Feuerträger ist er auf einem Gemälde von Jan Cossiers (um 1636/38) abgebildet. Weitaus am zahlreichsten sind Darstellungen der Bestrafung; dabei ist Prometheus manchmal mit Vulcanus (Hephaistos) zu sehen, am häufigsten mit dem fressenden Adler. Motive dieser Art zeigen unter anderem ein Emblem im Emblembuch von Andrea Alciato (1531, mit Adler), ein Fresko von Benvenuto Tisi „il Garofalo“ (1540, mit Adler), Ölgemälde von Gregorio Martínez y Espinosa (zwischen 1590 und 1596, mit Adler), Peter Paul Rubens (1618 vollendet; den Adler malte Frans Snyders), Dirck van Baburen (1623, Prometheus und Vulcanus), Jusepe de Ribera (um 1630/31, mit Adler), Theodoor Rombouts (vor 1637, mit Adler), Paulus Moreelse (um 1634/38, mit Adler), Jacob Jordaens (1642, mit Adler), Gioacchino Assereto (vor 1649, mit Adler), Jacques de l’Ange (um 1640/1650), Salvator Rosa (um 1648/1650, mit Adler), Frans Wouters (vor 1659, mit Adler), Luca Giordano (um 1660, mit Adler) und Francesco Foschi (vor 1780, mit Adler), Zeichnungen von George Romney (um 1778/1779), John Flaxman (1794) und Richard Cosway (um 1785/1800, mit Adler), Bronzeskulpturen von Philippe Bertrand (1703, mit Adler) und François Dumont (1710, mit Adler), eine Bronzestatuette von Giovanni Battista Foggini (vor 1716, Prometheus und Merkur mit Adler) und eine Marmorskulptur von Nicolas Sébastien Adam (1762, mit Adler). Seltener wurde die Befreiung als Thema gewählt; sie ist das Sujet von Gemälden von Nicolas Bertin (1703) und Johann Heinrich Füssli (1781/1785) sowie einer Bronzestatuette von François Lespingola (um 1675/1700). Mehrere Motive aus der Prometheussage vereinen zwei zwischen 1510 und 1515 entstandene Truhenbilder (cassoni) des Malers Piero di Cosimo. Auf einem Deckenfresko von Francesco Morandini „il Poppi“ (1570) überreicht Natura, die Personifikation der Natur, Prometheus eine Gabe, mit der sie ihn wohl zum Herrn der Künste ernennt und ihm die Schöpferrolle überträgt. Wandteppiche des 16. Jahrhunderts präsentieren Prometheus nicht antikisierend, sondern in zeitgenössischem Kostüm.

Prometheus als Schöpfer auf einem Truhenbild von Piero di Cosimo, 1510/1515. In der Mitte auf dem Sockel die geformte Figur, links Epimetheus, rechts Prometheus. Alte Pinakothek, München
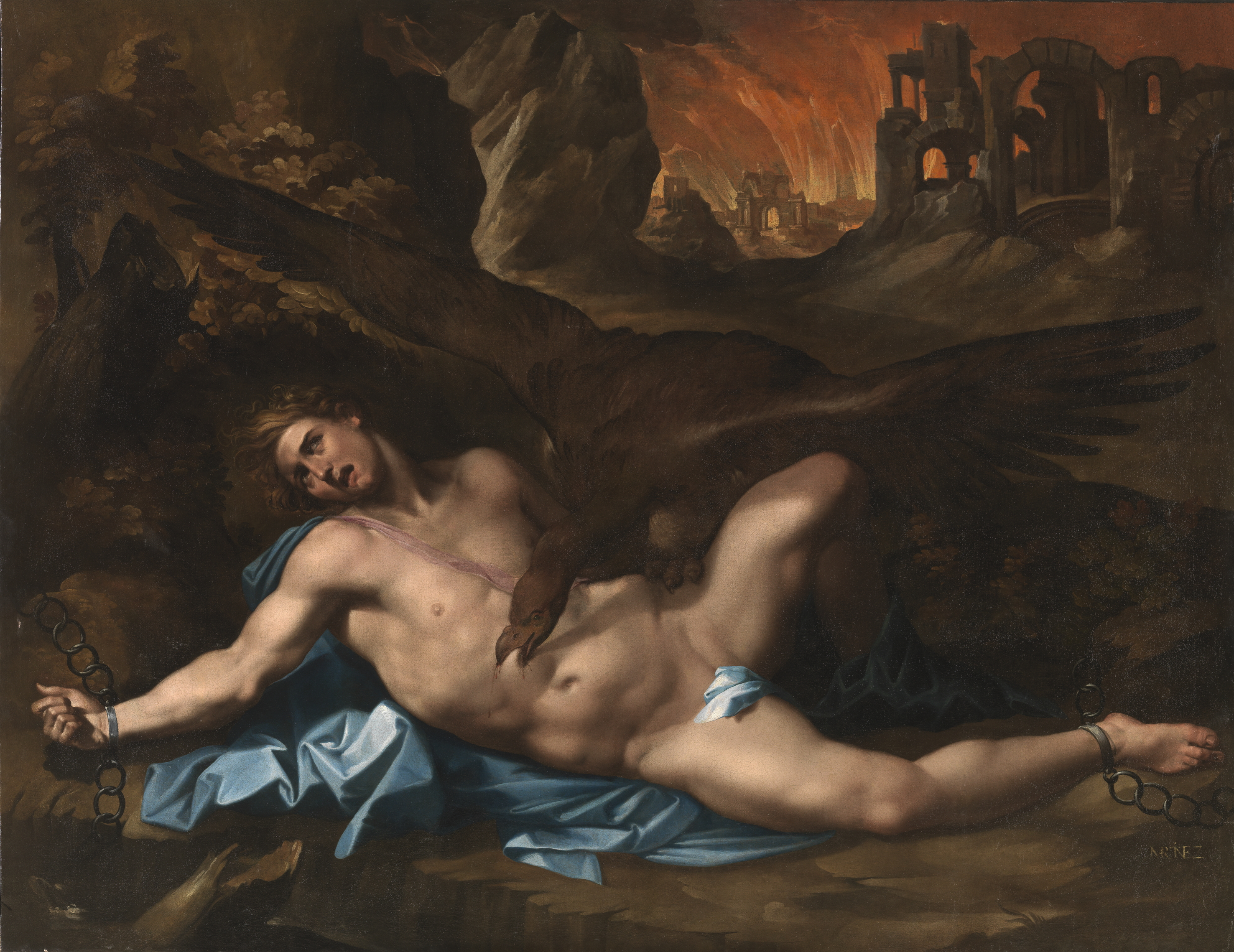
Prometheus mit dem Adler auf einem Gemälde von Gregorio Martínez y Espinosa, 1590/1596. Museo del Prado, Madrid
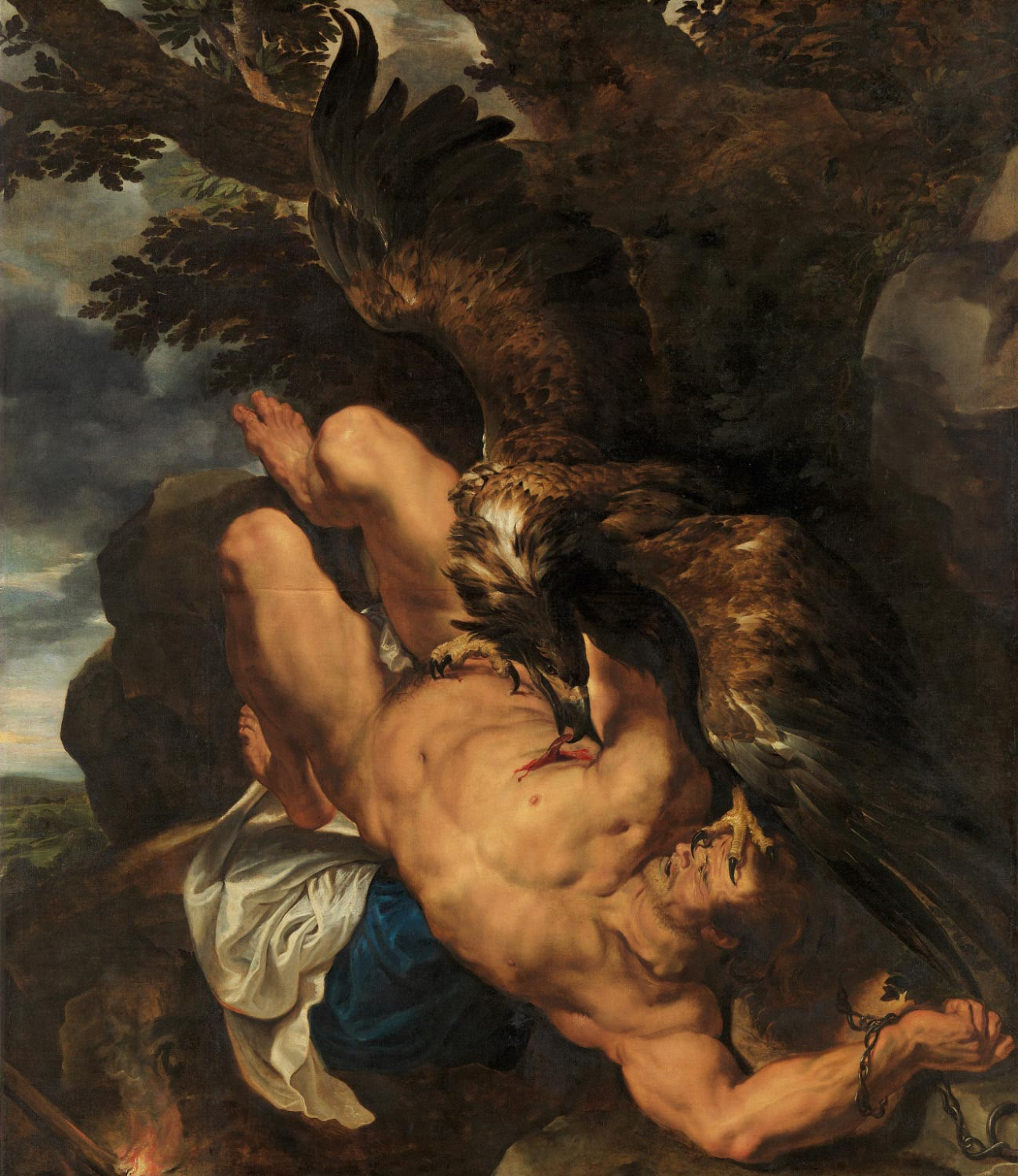
Prometheus mit dem Adler auf einem Gemälde von Peter Paul Rubens und Frans Snyders, spätestens 1618 vollendet. Philadelphia Museum of Art, Philadelphia
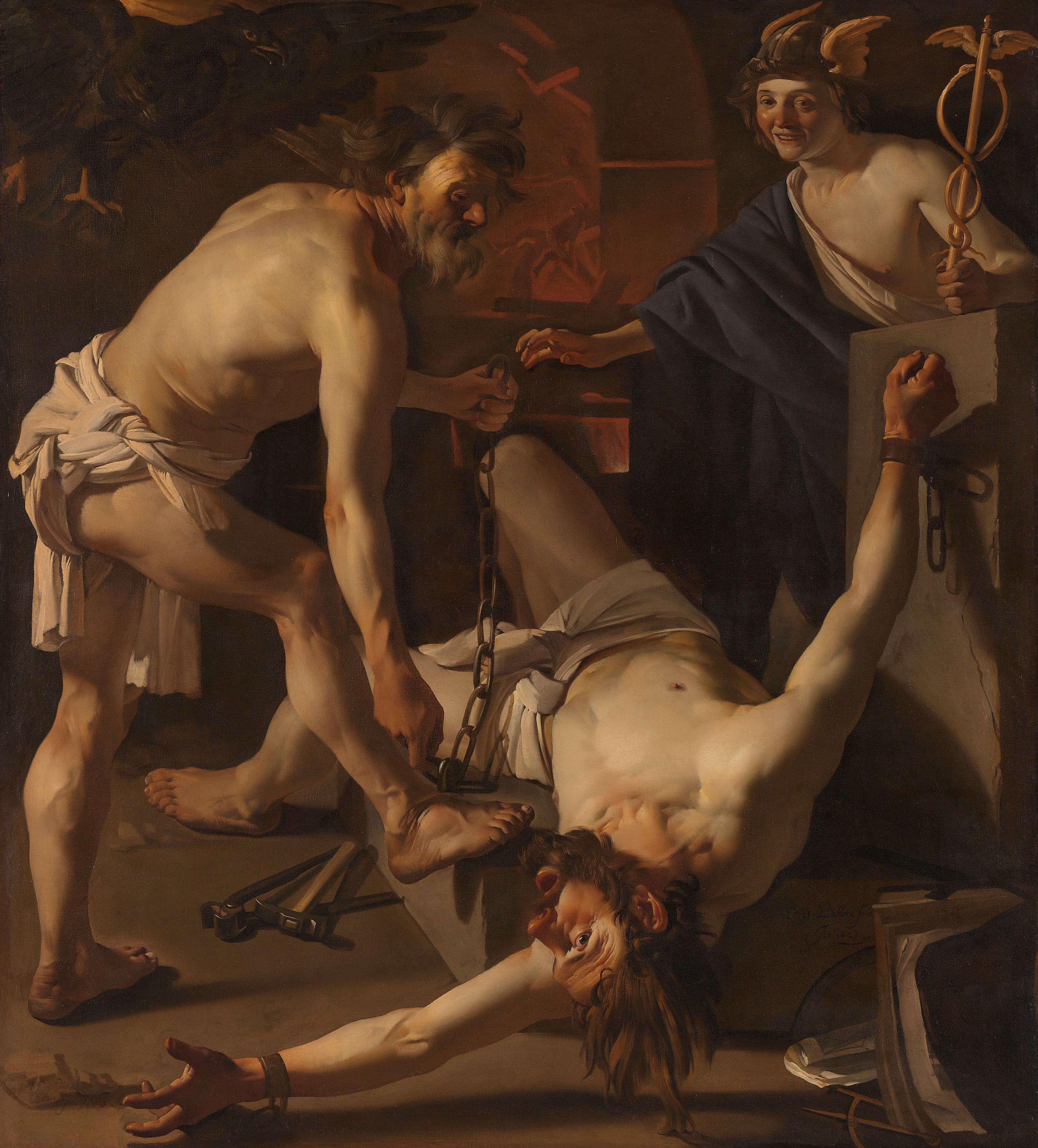
Die Fesselung des Prometheus auf einem Gemälde von Dirck van Baburen, 1623. Rijksmuseum, Amsterdam
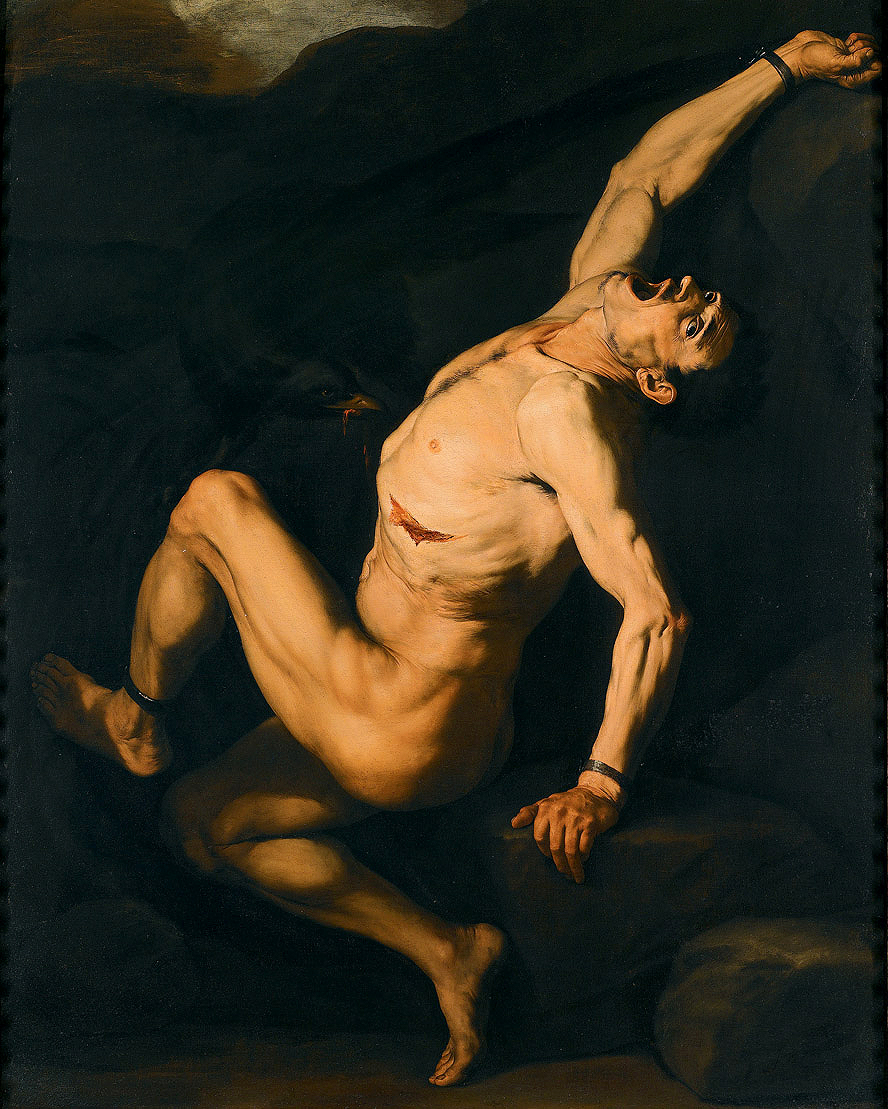
Prometheus mit dem Adler auf einem Gemälde von Jusepe de Ribera, um 1630/31. The Barbara Piasecka Johnson Collection, Monte-Carlo
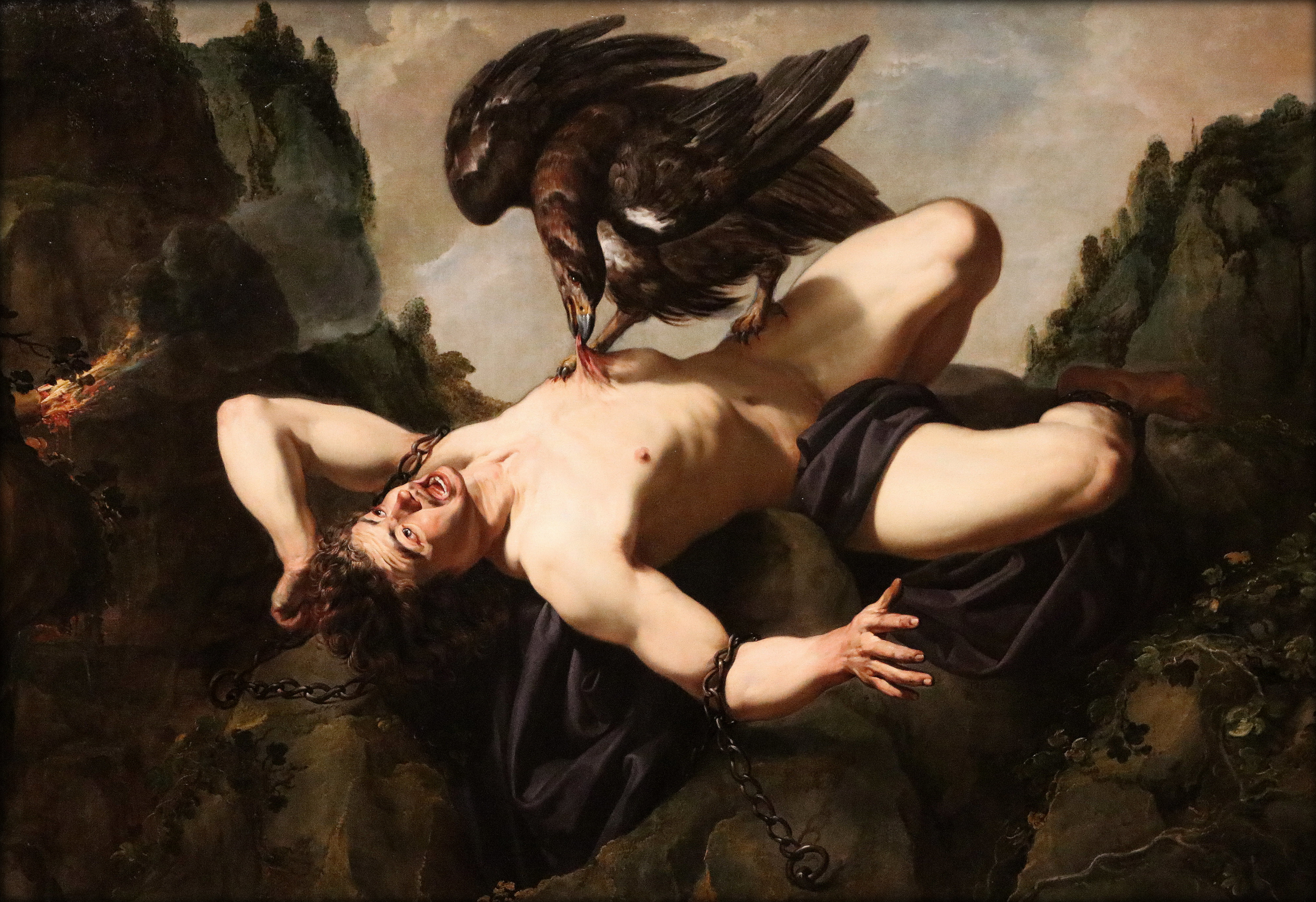
Prometheus mit dem Adler auf einem Gemälde von Theodoor Rombouts, vor 1637. Königliche Museen der Schönen Künste, Brüssel
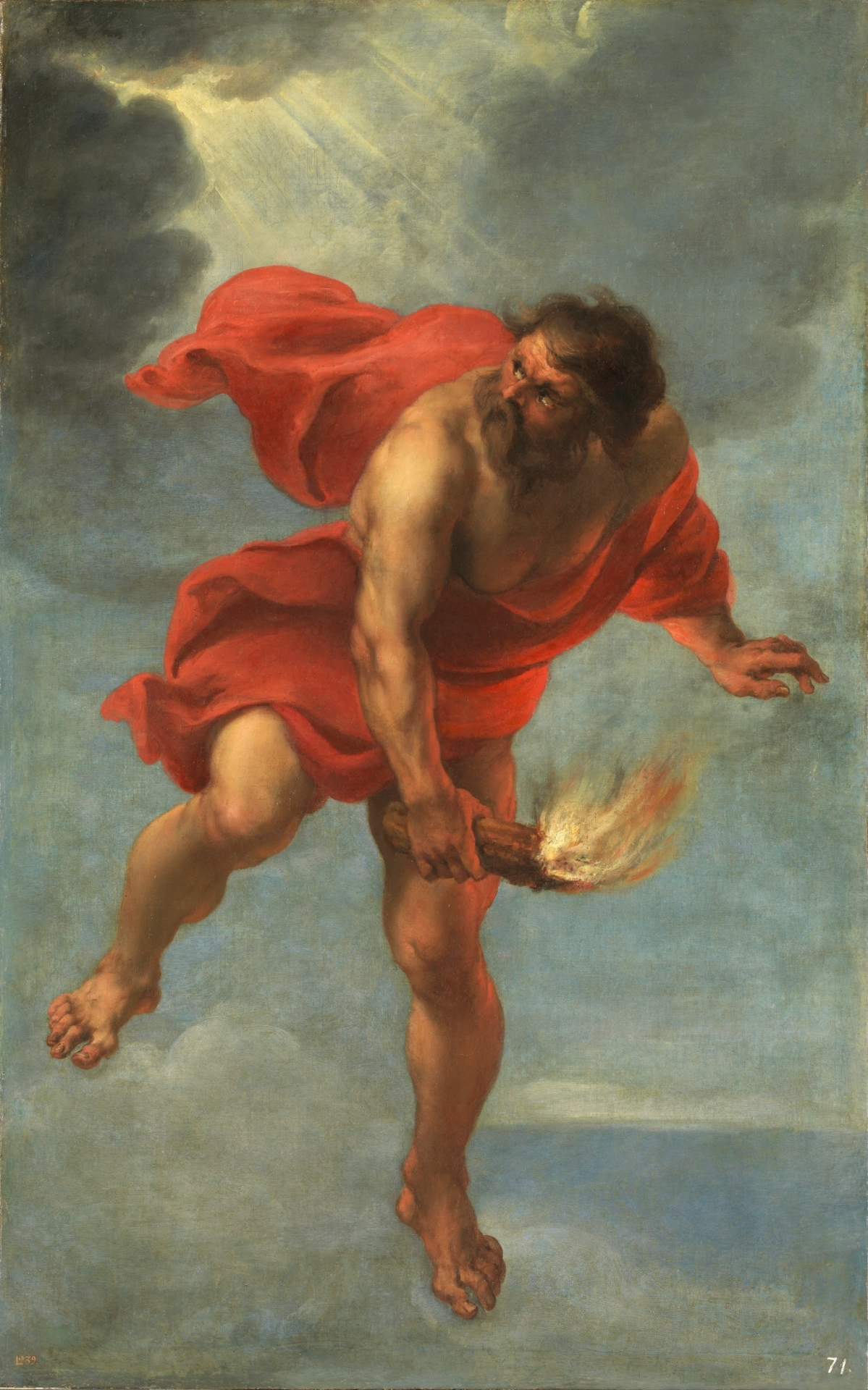
Prometheus als Feuerträger auf einem Gemälde von Jan Cossiers, um 1636/38. Museo del Prado, Madrid
Prometheus mit dem Adler auf einem Gemälde von Jacob Jordaens, 1642. Wallraf-Richartz-Museum, Köln
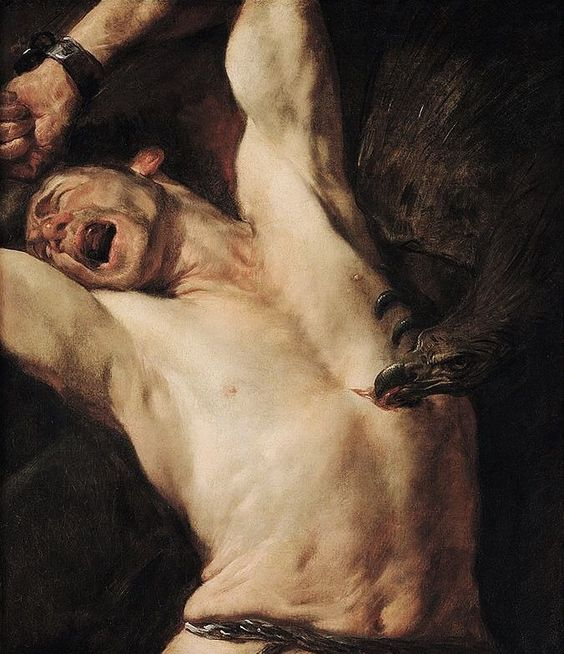
Prometheus mit dem Adler auf einem Gemälde von Gioacchino Assereto, vor 1649. Musée de la Chartreuse, Douai
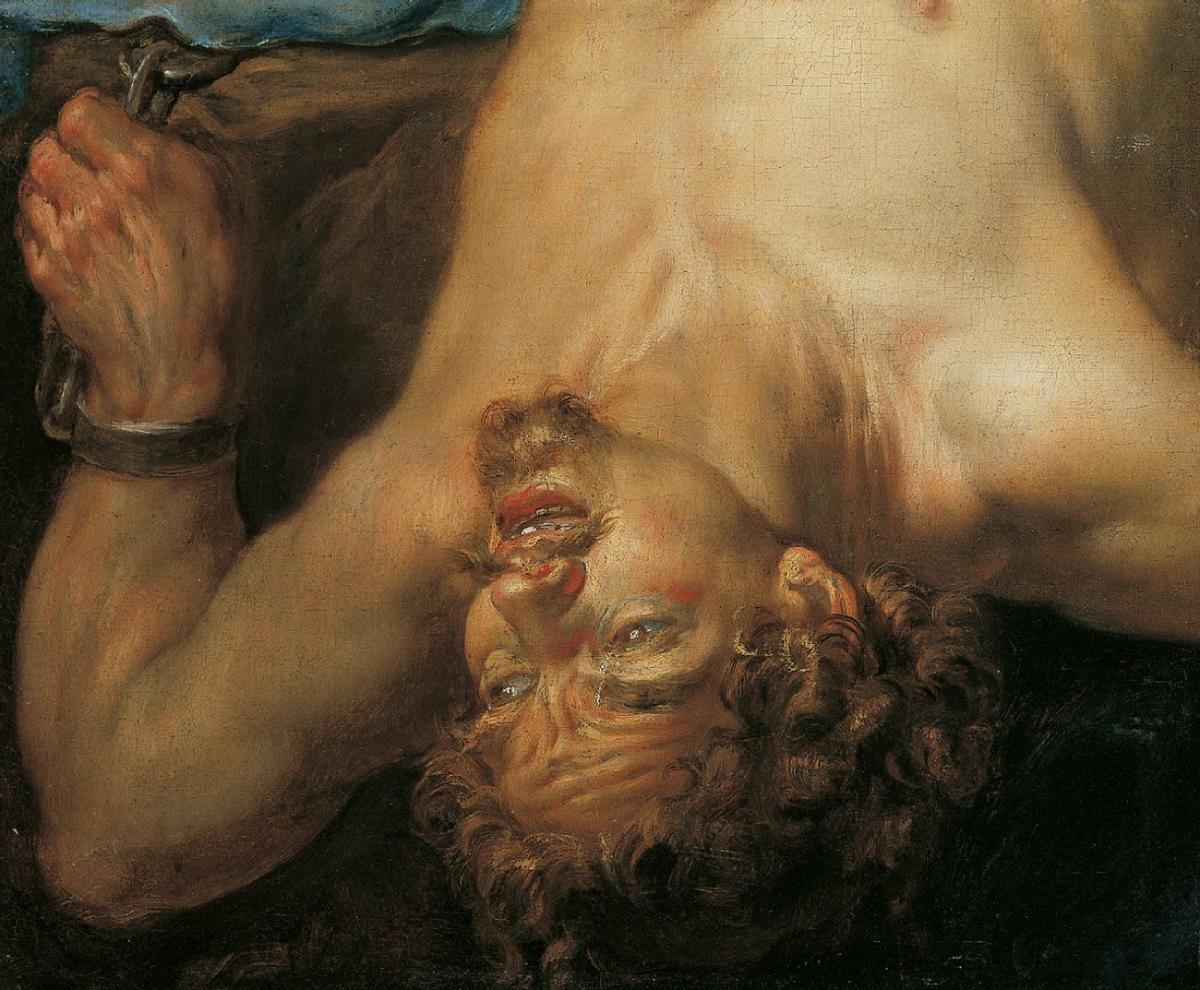
Der gefesselte Prometheus auf einem Gemälde von Jacques de l’Ange, um 1640/1650. Heutiger Standort unbekannt
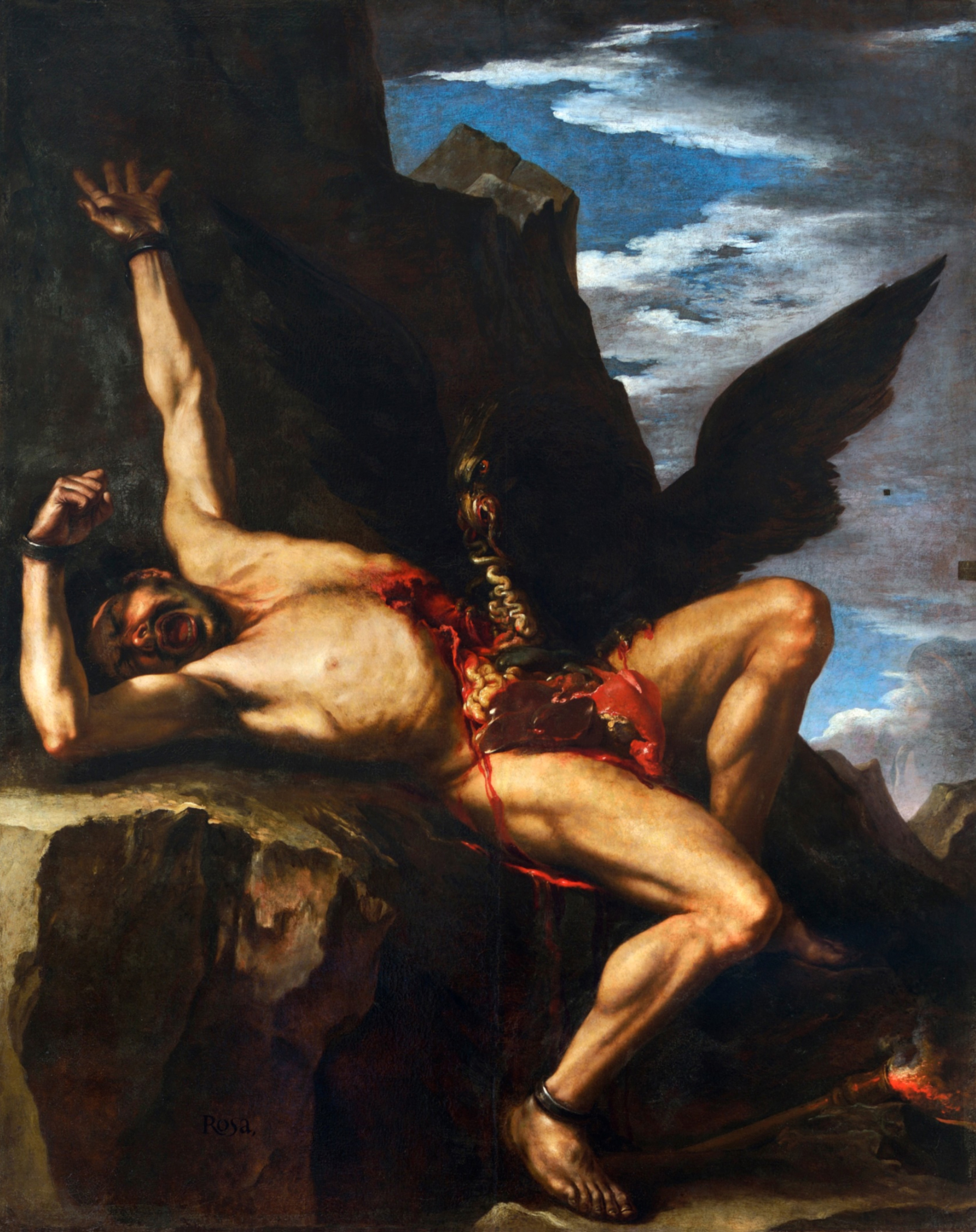
Prometheus mit dem Adler auf einem Gemälde von Salvator Rosa, um 1648/1650. Galleria Nazionale d’Arte Antica, Palazzo Corsini, Rom
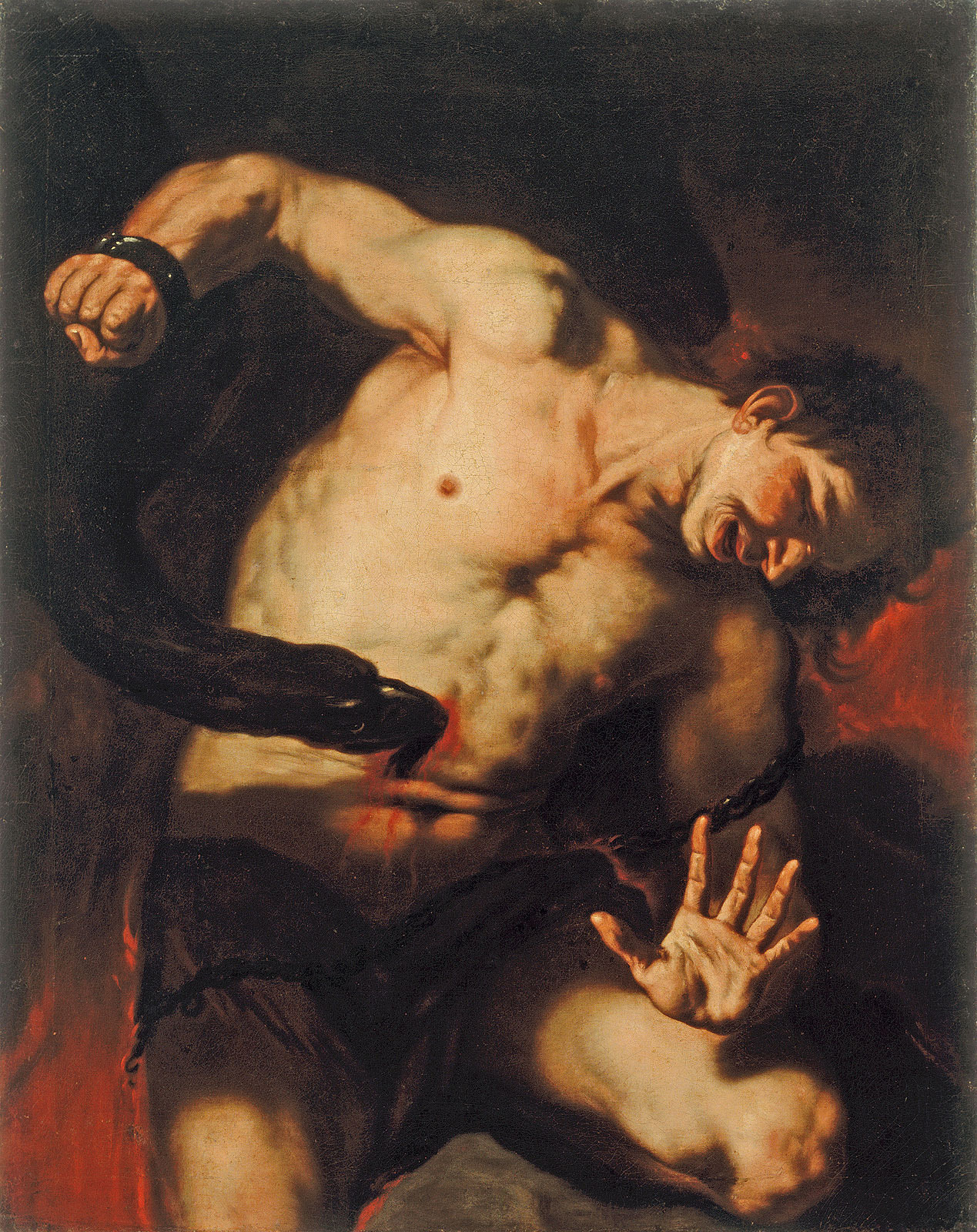
Prometheus mit dem Adler auf einem Gemälde von Luca Giordano, um 1660. Szépművészeti Múzeum, Budapest
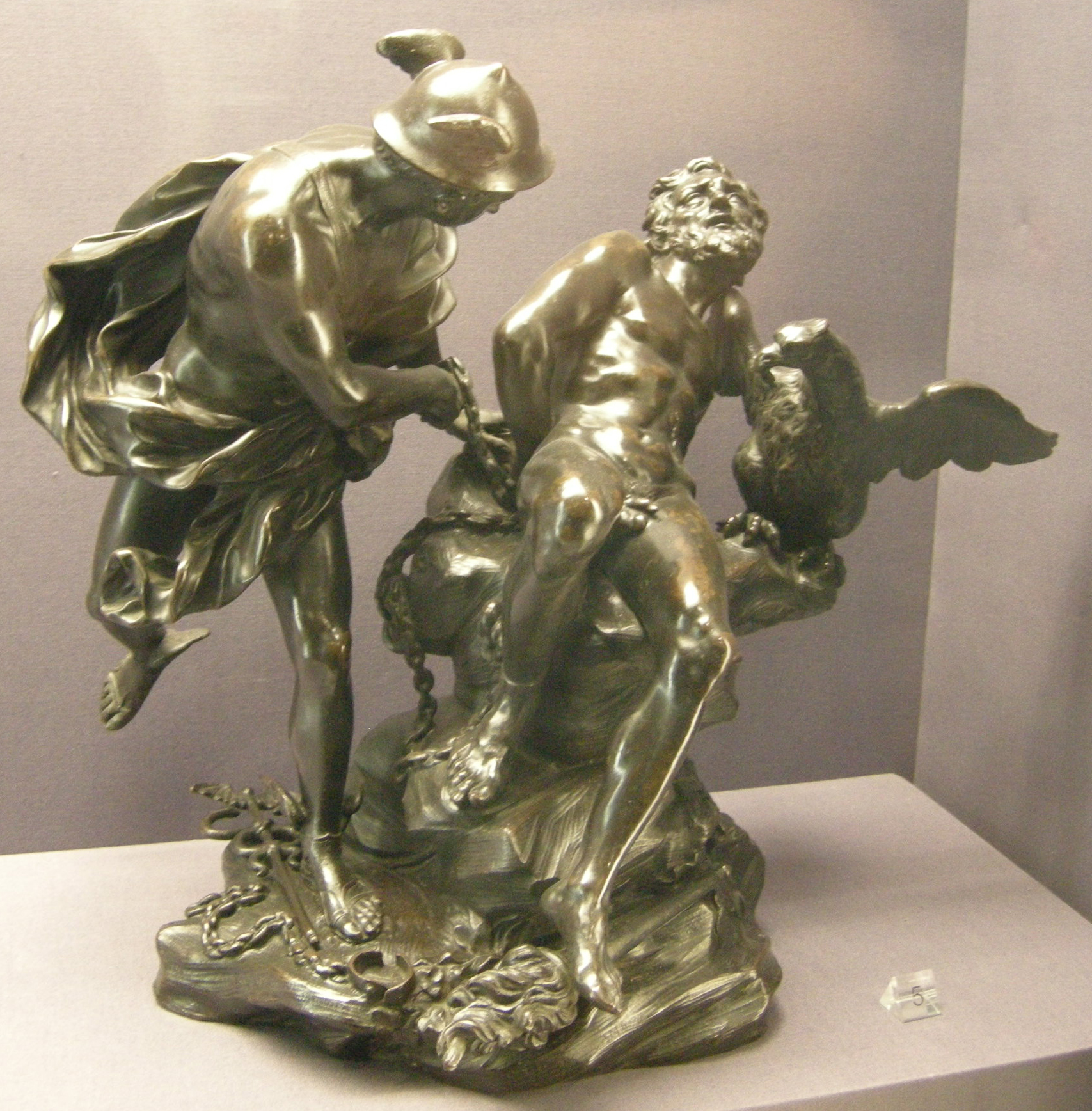
Prometheus und Merkur mit dem Adler. Bronzestatuette von Giovanni Battista Foggini, vor 1716. Victoria and Albert Museum, London
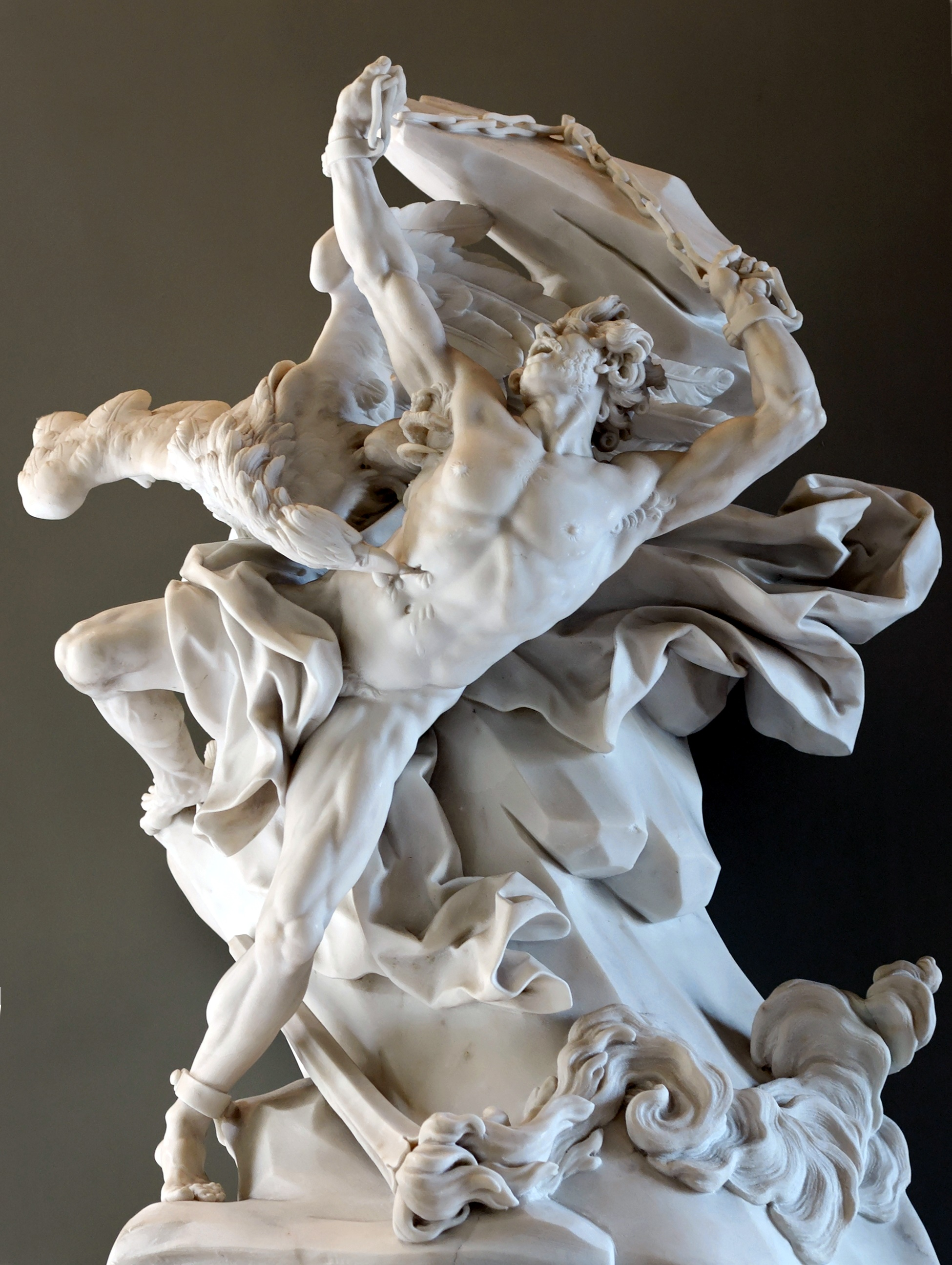
Prometheus mit dem Adler. Marmorskulptur von Nicolas Sébastien Adam, 1762. Louvre, Paris
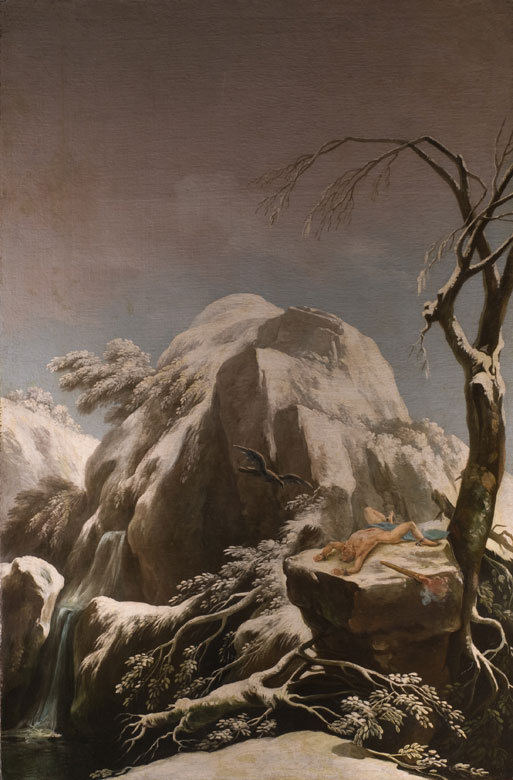
Prometheus mit dem Adler auf einem Gemälde von Francesco Foschi, vor 1780. Heutiger Standort unbekannt

### Musik
In der Musik der Frühen Neuzeit war die Rezeption des Mythos gering. In der 1613 veröffentlichten Masque The Lords Maske von Thomas Campion wird die prometheische Menschenschöpfung thematisiert. 1669 wurde im kaiserlichen Palast in Wien Antonio Draghis Oper El Prometeo gespielt. Giovanni Battista Bassani schuf die 1683 uraufgeführte Oper Prometeo liberato. Georg Christoph Wagenseil komponierte die Serenade Il Prometeo assoluto (Prometheus befreit, Uraufführung 1762) und John Abraham Fisher die Ouvertüre für die Pantomime Prometheus (Uraufführung 1775). Zum Ausklang der Frühen Neuzeit kreierte Ludwig van Beethoven in den Jahren 1800/1801 seine Ballettmusik „Die Geschöpfe des Prometheus“.

## Moderne
Die moderne Rezeption des Mythos knüpfte zunächst an die Sichtweise des Sturm und Drang an. Im 19. Jahrhundert, vor allem in der Epoche der Romantik, wurde die prometheische Auflehnung gegen den Machtanspruch einer fragwürdigen etablierten Autorität verherrlicht und auf die jeweilige Gegenwart bezogen. Auch das damit verbundene Motiv der Emanzipation der Menschheit von ihrer anfänglichen Unwissenheit und Hilflosigkeit entfaltete eine starke Faszinationskraft. Philosophen, Dichter, Schriftsteller und Künstler nutzten die Interpretations- und Gestaltungsmöglichkeiten, die ihnen der Stoff bot. Der Name Prometheus stand für wissenschaftlichen und technischen Fortschritt, Wissen und Zivilisation, zugleich auch für die Zurückweisung unterdrückerischer religiöser Dogmen und für den politischen Kampf gegen Tyrannei. Die antike mythische Gestalt wurde zum Symbol für den Menschen schlechthin, für sein kraftvolles Aufbegehren und seinen Kampf gegen widrige Mächte. Fortschrittsoptimisten feierten den Triumph des „prometheischen“ Menschen, der sich als autonomes Wesen konstituiert und sein Schicksal selbst in die Hand nimmt. Für manche Autoren war dabei Goethes Prometheusbild aus der Zeit von Sturm und Drang wegweisend. Die jungdeutsche Bewegung der 1830er Jahre berief sich darauf und zog daraus revolutionäre politische Konsequenzen, vor denen Goethe selbst zurückgeschreckt war.
Daneben machten sich aber auch gegenläufige Tendenzen bemerkbar, und ab dem späten 19. Jahrhundert wurden vermehrt kritische Stimmen laut. Das prometheische Ideal des autoritätsfreien, schöpferischen Individuums, das dank seinem Wissen selbst die Rolle der entthronten Götter übernimmt und eine glänzende Zukunft schafft, wurde angezweifelt. Skeptiker und Kulturpessimisten kritisierten das prometheische Bewusstsein als fragwürdige Selbstvergötterung und problematisches Streben nach grenzenloser Macht. Im 20. Jahrhundert wurde der von Prometheus verkörperte unbedingte Selbstverwirklichungswille verstärkt als zwiespältig wahrgenommen. Man bemühte sich um Ausleuchtung der Chancen und der Gefahren, die in der Natur der prometheischen Revolte liegen.

### Mythenforschung
In vielen Teilen der Welt sind Erzählungen entstanden, denen zufolge der menschliche Feuergebrauch mit einem Diebstahl oder Betrug begann: Das Feuer wurde einer Gottheit gestohlen oder aus dem Himmel oder einem Märchenland entwendet, oder das Wissen über seine Erzeugung wurde durch Überlistung des ursprünglichen Besitzers erlangt. Oft wird der Diebstahl als Tat eines legendären Helden beschrieben, eines listigen Kulturheros vom Typus des Tricksters. Den Hintergrund solcher Erzählungen bildet die Annahme eines antagonistischen Verhältnisses zwischen Göttern und Menschen. Die Menschen sind nicht durch die Gunst des ursprünglichen göttlichen Eigentümers des Feuers, sondern durch den Wagemut eines schlauen Helfers in den Besitz des kostbaren Guts gelangt.
In der älteren Forschung erregten die Übereinstimmungen zwischen den Feuersagen zahlreicher Ethnien große Aufmerksamkeit. Schon 1859 untersuchte Adalbert Kuhn, ein Pionier der vergleichenden Mythenforschung, die Ähnlichkeit des Prometheusstoffs mit indischem Sagengut. Seine Hypothese, dieser Befund deute auf Abhängigkeit der ältesten griechischen Fassung von einem indischen Urmythos, fand beträchtliche Resonanz, unter anderem bei Louis Séchan, stieß aber auf den Widerspruch von Georges Dumézil. Eine umfangreiche Zusammenstellung und Untersuchung des Überlieferungsmaterials publizierte 1930 der Religionsethnologe James George Frazer. Die neuere Forschung ist von der Vermutung eines geschichtlichen Zusammenhangs zwischen der griechischen und der indischen Überlieferung abgekommen. Es wird aber mit der Möglichkeit gerechnet, dass die ältesten griechischen Gestalter des Mythos Rohmaterial aus dem vorderasiatisch-anatolischen Kulturraum vorfanden, das sie für ihre Zwecke grundlegend umformten. Außerdem bestehen auffällige Übereinstimmungen zwischen der Prometheussage und Legenden aus der Kaukasusregion sowie der skandinavischen Loki-Sage. Dabei geht es um die Fesselung und Folterung eines Riesen bzw. Gottes, der bestraft wird. Ein historischer Zusammenhang gilt als wahrscheinlich, eine Ursage als gemeinsame Ausgangsbasis scheint plausibel, doch fehlt es an zuverlässigen Anhaltspunkten für eine Bestimmung der Entwicklung des Sagenmaterials.
Johann Jakob Bachofen brachte 1861 in seiner Untersuchung Das Mutterrecht den Wesensunterschied zwischen Prometheus und Epimetheus mit dem „Gegensatz in der Denkweise der Muttervölker und der Vatergeschlechter“ in Zusammenhang. Aus Bachofens Sicht dominiert bei den matriarchal organisierten „Muttervölkern“ das stoffliche Prinzip der passiven, formlosen, ungestalteten Hyle, bei den Vatergeschlechtern das geistige Prinzip der formgebenden Idee, des Eidos. Der fremdbestimmte Epimetheus repräsentiert das matriarchale Übergewicht des Stoffs und der unbewussten Naturnotwendigkeit, während der Menschenschöpfer Prometheus als Symbol männlicher Gestaltungskraft das geistige Prinzip vertritt. Das Vaterprinzip, das auf die Sonne hinweist, gelangt „durch prometheische Leiden hindurch zum endlichen Siege“.
Hans-Georg Gadamer untersuchte die Geschichte und Symbolik der Sage 1946 in seinem Aufsatz Prometheus und die Tragödie der Kultur. Er meinte, im Prometheusmythos habe sich von früh an „die abendländische Menschheit in ihrem eigenen Kulturbewußtsein gedeutet“. Die Geschichte der Deutung dieses „Schicksalsmythos des Abendlandes“ sei „die Geschichte der abendländischen Menschheit selbst“. Nach Gadamers Interpretation besteht das Wesentliche der Tat des Prometheus darin, dass er den Menschen, indem er ihnen die Kultur brachte, die Fähigkeit zur Selbsthilfe gab, die zuvor ein Vorrecht der Götter gewesen war. Somit war die Kultur selbst ein Frevel gegen die Götter. Die Problematik der dadurch entstandenen Lage der Menschheit zeigt sich in einem tragischen Widerspruch „im Herzen der menschlichen Kultur“: Der „Stolz des menschlichen Kulturwillens“ ist – so Gadamer – „unmäßig und verzweifelt zugleich“, weil der Mensch zwar Herrliches erschaffen, aber die Vergänglichkeit nicht aufheben kann. Hierin sieht Gadamer den Hintergrund des Gefesselten Prometheus: „Kulturbewußtsein ist immer schon Kulturkritik“.
Der Religionswissenschaftler Karl Kerényi widmete der Gestalt des Prometheus 1946 eine Untersuchung, in der er die Sage in den Zusammenhang des Weltbilds der antiken Griechen am Anfang ihrer Geistesgeschichte einordnete und den Protagonisten als Sinnbild des Menschen auffasste. Nach seinen Worten wird im Mythos vom Handeln und Leiden des Feuerbringers „das unvermeidliche Unrechttun als ein Grundzug der menschlichen Existenz“ dargestellt. Unvermeidlich ist es, weil die Menschheit ohne das Feuer zugrunde gegangen wäre; Unrecht ist es, weil der Mensch auf ein Gut, das ihm nicht gehört, keinen Anspruch erheben kann. Das Bekenntnis des reuelosen Prometheus zu seiner bewusst und gern begangenen Tat und deren Folgen zeigt nach Kerényis Verständnis die Richtigkeit der „Deutung des prometheischen Schicksals als selbsterwählte menschliche Existenz“.
Ein wichtiges Forschungsthema ist die Frage nach der vorhesiodischen Urfassung des Mythos. Es wird angenommen, dass Hesiod für seine Schilderung den Stoff einer älteren, heute verlorenen Erzählung verwertete und umgestaltete. Dabei handelte es sich offenbar um eine naiv-lustige, wohl in epischer Form dargebotene Geschichte, in der Zeus eine unvorteilhafte Rolle spielte. Nach diesem alten Schwank wurde der Göttervater nicht nur beim Feuerraub bestohlen, sondern auch bei der Teilung des Opfers in Mekone von Prometheus hereingelegt. Das missfiel dem frommen Hesiod. Da Hesiod an der Übertölpelung des göttlichen Weltherrschers beim Opfer Anstoß nahm, behauptete er, Zeus habe von Anfang an durchschaut, dass List im Spiel war. Unproblematisch war für ihn hingegen der Umstand, dass Zeus beim Feuerraub der Bestohlene war, denn ein solches Getäuschtwerden durch heimlichen Frevel minderte in seinen Augen die göttliche Größe nicht. Eine Allwissenheit im Sinne des christlichen Begriffs schrieb er dem Göttervater nicht zu, nur als Betrogenen wollte er ihn nicht sehen.
Unterschiedlich gedeutet wird das Opfer des Prometheus bei Hesiod. Jean Rudhardt verwirft die gängige Interpretation, nach der es sich um das erste Opfer handelt, das den Göttern dargebracht wurde. Vielmehr gehe es in Hesiods Erzählung um die Trennung von Göttern und Menschen, die nach dem Mythos damals stattgefunden habe; das erste Opfer sei ein späterer Akt der Wiederannäherung der beiden getrennten Welten gewesen, den Deukalion nach der Flut vollzogen habe. Den Aspekt der Scheidung und Entfremdung von Göttern und Menschen betont auch Jean-Pierre Vernant, der aber in Prometheus den Begründer der Opfer sieht.

### Philosophie
Georg Wilhelm Friedrich Hegel legte in seinen Berliner Vorlesungen den Mythos aus. Prometheus habe den Menschen das „Sittliche, Rechtliche“ nicht gegeben, sondern „nur die List gelehrt, die Naturdinge zu besiegen und zum Mittel menschlicher Befriedigung zu gebrauchen“. Als Titan habe er zu den „alten“ Göttern gehört. Daher sei er im Gegensatz zu den neuen, olympischen Göttern unfähig gewesen, etwas „Geistigeres und Sittlicheres“ – die „Staatseinrichtung“ – zu vermitteln. Die Feuerverwendung sei zunächst nur „in den Dienst der Selbstsucht und des Privatnutzens“ gestellt worden. Der nie endende Schmerz, den der nagende Geier verursachte, drücke den Umstand aus, dass die bloße Befriedigung natürlicher Bedürfnisse nie zur Sättigung führe, denn das Bedürfnis wachse immer fort wie die Leber des Prometheus.
Im Marxismus fand der Mythos in der Gestalt, die er im Gefesselten Prometheus erhalten hatte, von Anfang an hohe Wertschätzung. Karl Marx schrieb 1841 in der Vorrede zu seiner Dissertation, Prometheus sei „der vornehmste Heilige und Märtyrer im philosophischen Kalender“; seine radikale Absage an die Götterwelt sei das eigene Bekenntnis der Philosophie, „ihr eigener Spruch gegen alle himmlischen und irdischen Götter, die das menschliche Selbstbewußtsein nicht als die oberste Gottheit anerkennen“.
Arthur Schopenhauer deutete 1851 Prometheus als Personifikation der menschlichen Vorsorge, des Denkens an morgen. Dieses Privileg habe der Mensch zwar gegenüber den Tieren, doch müsse er dafür durch die unablässige Qual der Sorge büßen, die der nagende Geier verkörpere.
Friedrich Wilhelm Joseph Schelling († 1854) äußerte sich in einer späten Vorlesung zur Bedeutung der Prometheus-Gestalt. Er betrachtete sie als Verkörperung des Gedankens, „in dem das Menschengeschlecht, nachdem es die ganze Götterwelt aus seinem Innern hervorgebracht, auf sich selbst zurückkehrend, seiner selbst und des eigenen Schicksals bewußt wurde“. Prometheus sei „in seinem Recht“, er habe nicht anders handeln können, denn er sei durch eine sittliche Notwendigkeit dazu getrieben worden. Doch auch seine Bestrafung sei notwendig gewesen, denn „nur um solchen Preis erkauft sich die Freiheit und Unabhängigkeit von Gott“. Dieser Widerspruch könne nicht aufgehoben werden; das Schicksal der Menschheit sei „von Natur ein tragisches“.
Friedrich Nietzsche befand 1872 in seiner Schrift Die Geburt der Tragödie aus dem Geiste der Musik, der innerste Kern der Prometheussage sei die dem titanisch strebenden Individuum gebotene Notwendigkeit des Frevels. Nach Nietzsches Deutung stellt der Feuerdiebstahl „einen peinlichen unlösbaren Widerspruch zwischen Mensch und Gott hin“ und rückt ihn „wie einen Felsblock an die Pforte jeder Cultur“. Die Menschheit erkämpft sich selbst ihre Kultur; sie erringt das Beste und Höchste, dessen sie teilhaftig werden kann, durch einen Frevel und muss dann dessen Folgen, eine Flut von Leiden und Kümmernissen, hinnehmen. Der Gefesselte Prometheus verherrlicht den herben Stolz und die aktive Sünde des titanischen Schöpfers. Die „erstaunliche Schreckenstiefe“ dieser Tragödie liegt für Nietzsche darin, dass „die Werdelust des Künstlers, die jedem Unheil trotzende Heiterkeit des künstlerischen Schaffens nur ein lichtes Wolken- und Himmelsbild“ ist, „das sich auf einem schwarzen See der Traurigkeit spiegelt“.
Der Schriftsteller Alfred Döblin befasste sich 1938 in seinem kulturphilosophischen Essay Prometheus und das Primitive mit dem „Promethismus“, der „Technik und Haltung des Feuermachens, der Werkzeuge und Waffen“, die er als „Außentechnik“ den religiösen Praktiken und Maßnahmen, der „Innentechnik“, gegenüberstellte. Die Innentechnik versuche die Verbindung der Individuen mit dem Urzustand, der vor der Individuation bestanden habe, herzustellen. Prometheus sei das Sinnbild des Menschen, der diesen Urzustand verlasse und dann als „primitiv“ abwerte. Mit seinem „forschenden technischen Trieb“ eile er der Natur, die vor ihm zurückweiche, nach. Bei ihm müsse es zur Überhebung und zu Tragik kommen. Döblin analysierte in seinem Essay die psychischen und kulturgeschichtlichen Folgen der Vorherrschaft des „prometheischen Triebs“.
Albert Camus stellte 1946 in seinem Essay Prométhée aux enfers (Prometheus in der Hölle) die Frage nach der Bedeutung des Mythos für die Gegenwart. Nach seinem Befund waren seine Zeitgenossen taub für den großen Schrei der prometheischen Revolte. Der antike Held – so Camus – hat den Menschen zugleich das Feuer und die Freiheit gegeben, die Techniken und die Künste; aus seiner Sicht gehören Maschine und Kunst zusammen. Der moderne Mensch jedoch, der sich einseitig der Faszination der Technik hingibt und dabei seinen Geist sterben lässt, hat das nicht begriffen. Er begeht Verrat an seinem Wohltäter Prometheus.
Herbert Marcuse beschrieb 1955 Prometheus als den „Archetypus des Helden des Leistungsprinzips“. Der Kulturheld zeige sich in dieser Gestalt wie in den meisten Fällen als der schlaue Betrüger und leidende Rebell gegen die Götter, „der die Kultur um den Preis dauernden Leids schafft“. Er symbolisiere die Produktivität, die rastlose Anstrengung das Leben zu meistern. Aus solcher Produktivität resultiere ein Fortschritt, der mit Mühsal und Unterdrückung unlösbar verflochten sei. In der Welt des Prometheus erscheine Pandora, das weibliche Prinzip, das für Sexualität und Lust stehe, zersetzend und zerstörend. Den entgegengesetzten Pol zu dieser „Arbeitswelt der Kultur“ bilde die alternative Wirklichkeit, für die Orpheus und Narziss stünden: Freude und Erfüllung. Diese beiden Gestalten hätten niemals Kulturhelden der westlichen Welt werden können.
Ernst Bloch ging 1959 in seinem Hauptwerk Das Prinzip Hoffnung auf den „unaufgeblühten Glauben an Prometheus“ ein. Der „Prometheusglaube“ sei die Religion der griechischen Tragödie, dort sei sein Tempel und sein Kult. Der Gefesselte Prometheus sei die griechische Zentraltragödie. Alle griechischen Tragödienhelden seien zu Masken des Feuerbringers geworden. Allerdings sei dieser Glaube unaufgeblüht geblieben, weil ihm ein sozialer Auftrag gefehlt habe und weil seine Stiftung in der Betrachtung des Schauspiels steckengeblieben sei.
Die marxistische, insbesondere von Bloch formulierte Wertschätzung für den prometheischen Impuls in der Menschheitsgeschichte bezog sich sowohl auf die Rebellion gegen inhumane Ideologien und unterdrückerische Machtverhältnisse als auch auf den zivilisatorischen Aspekt. Das Feuerbringen wurde als Umgestaltung der menschlichen Lebenswelt durch wissenschaftlichen Erkenntnisgewinn aufgefasst. Bloch sah im technischen „Umbau der Natur“ die materielle Basis der erhofften Verwirklichung seiner Utopie einer Optimierung der Lebensverhältnisse durch sozialistische Humanisierung. Als sich in der zweiten Hälfte des 20. Jahrhunderts die Debatten über Chancen und Risiken der stürmischen technologischen Entwicklungen intensivierten, diente Prometheus als Symbol für den wissenschaftlich-technischen Fortschritt und für das Vertrauen auf dessen Segnungen. Auch Technikskeptiker wie Lewis Mumford, Günther Anders und Hans Jonas machten von dieser Symbolik Gebrauch, sie verbanden damit aber andere Bewertungen als die Fortschrittsoptimisten. Jonas eröffnete 1979 das Vorwort seines Hauptwerks Das Prinzip Verantwortung mit der Metapher vom endgültig entfesselten Prometheus, dem die Wissenschaft nie gekannte Kräfte und die Wirtschaft den rastlosen Antrieb gebe. Diese Macht müsse von der Ethik gezügelt werden, sonst werde sie zum Unheil. Die Verheißung der modernen Technik sei in Drohung umgeschlagen. Im neueren technikkritischen Diskurs wird der „technische Prometheismus“ als Ausdruck einer „naiv utopieträchtigen Fortschrittsgläubigkeit“ angeprangert. Das „prometheische Prestige“ der Technik führe zur Verkennung der Gefahren der Hochtechnologie. Günther Anders prägte den Begriff der „prometheischen Scham“. Diese sei Ausdruck der „Antiquiertheit des Menschen“; der Mensch sei zum „Hofzwerg seines eigenen Maschinenparks“ geworden und schäme sich seiner Unzulänglichkeit angesichts der Perfektion seiner Apparaturen.
Hans Blumenberg legte 1979 in seinem Buch Arbeit am Mythos eine detaillierte Interpretation der Prometheussage und ihres Fortlebens vor. Er deutete sie als Versuch der menschlichen Selbstbehauptung gegenüber dem „Absolutismus der Wirklichkeit“. Hinter der mythischen Welterklärung stehe die Absicht, das Entsetzen angesichts der Unheimlichkeit und Ungeheuerlichkeit der Welt zu bewältigen und das Schreckliche erträglich zu machen. Nach Blumenbergs Auslegung befriedigte der Mythos das Grundbedürfnis nach Selbstbehauptung, indem er verkündete, dass Zeus weder den Feuerraub rückgängig machen noch den Willen des Titanen brechen konnte. Die Unumkehrbarkeit der Tat des Prometheus bot den Menschen eine gewisse Sicherheit. Sie verbürgte ihnen die Dauerhaftigkeit ihres Kulturbesitzes und milderte damit die Verzweiflung über die Hilflosigkeit der Sterblichen und die Grausamkeit des Schicksals. Der Verstoß des Prometheus gegen die Weltordnung besteht für Blumenberg darin, dass er die Aufwertung des zuvor verächtlichen Menschengeschlechts zu einer Weltgröße erzwungen hat.

### Psychologie
Sigmund Freud veröffentlichte 1932 seinen Aufsatz Zur Gewinnung des Feuers, in dem er eine psychoanalytische Deutung der Prometheussage vortrug. Er sah den historischen Kern des Mythos in einer Niederlage des Trieblebens infolge eines notwendig gewordenen Triebverzichts, den die Hinwendung zur Kultur erfordert habe. Nach Freuds Auslegung ist Zeus hier der Repräsentant des eigentlich übermächtigen, aber unter bestimmten Umständen um seine Befriedigung betrogenen Trieblebens. Die harte Bestrafung des Prometheus drückt „unverhohlen den Groll aus, den die triebhafte Menschheit gegen den Kulturheros verspüren mußte“, denn die Durchsetzung eines Triebverzichts ruft Aggressionslust hervor.
Eine andere Deutung vertrat Carl Gustav Jung. Seinem Ansatz zufolge ist psychisch jeder Schritt zu einem größeren Bewusstsein eine Art prometheischer Schuld. Durch die Erkenntnis wird gewissermaßen ein Feuerraub an den Göttern begangen, indem etwas, das Eigentum der unbewussten Mächte war, aus diesem naturhaften Zusammenhang herausgerissen und der Willkür des Bewusstseins unterstellt wird. Die Verlassenheit des angeschmiedeten Prometheus im Kaukasus interpretierte Jung als die Einsamkeit desjenigen, der eine neue Erkenntnis gewonnen hat, die sein Bewusstsein erweitert: Ein solcher Entdecker hat sich zwar einem gottähnlichen Zustand angenähert, aber zugleich seiner menschlichen Umgebung entfremdet. Die Qual seiner Einsamkeit ist die Rache der Götter für die „Usurpation“ von Erkenntnis, die – wie im biblischen Mythos vom Sündenfall – eine Tabuverletzung darstellt.
Der Philosoph Gaston Bachelard erörterte 1937 in seiner Untersuchung Psychoanalyse des Feuers die sozialen und psychologischen Aspekte des Feuergebrauchs. Dabei versuchte er das Interesse begreiflich zu machen, „auf das der an sich recht dürftige Mythos vom Vater des Feuers noch immer stößt“. Bachelard ging von der Beobachtung aus, dass für die Kinder das Feuer „ursprünglich Gegenstand eines allgemeinen Verbotes“ ist, und folgerte, das soziale Verbot sei „die erste allgemeine Erkenntnis, die wir über das Feuer haben“. Die Ehrfurcht vor dem Feuer sei nicht natürlich, sondern erlernt, denn zuerst werde eine soziale Hemmschwelle geschaffen, die der natürlichen Erfahrung vorangehe. Daher werde das Problem der persönlichen Erkenntnis des Feuers zum Problem der listigen Übertretung, denn das Kind versuche hinter dem Rücken seines Vaters das verbotene Phänomen zu erkunden. So entstehe der „Prometheuskomplex“. Diesen definierte Bachelard als die Gesamtheit der Strebungen, „die uns dazu drängen, ebensoviel zu wissen wie unsere Väter, mehr zu wissen als unsere Väter“. Der Prometheuskomplex sei „der Ödipuskomplex des intellektuellen Lebens“.

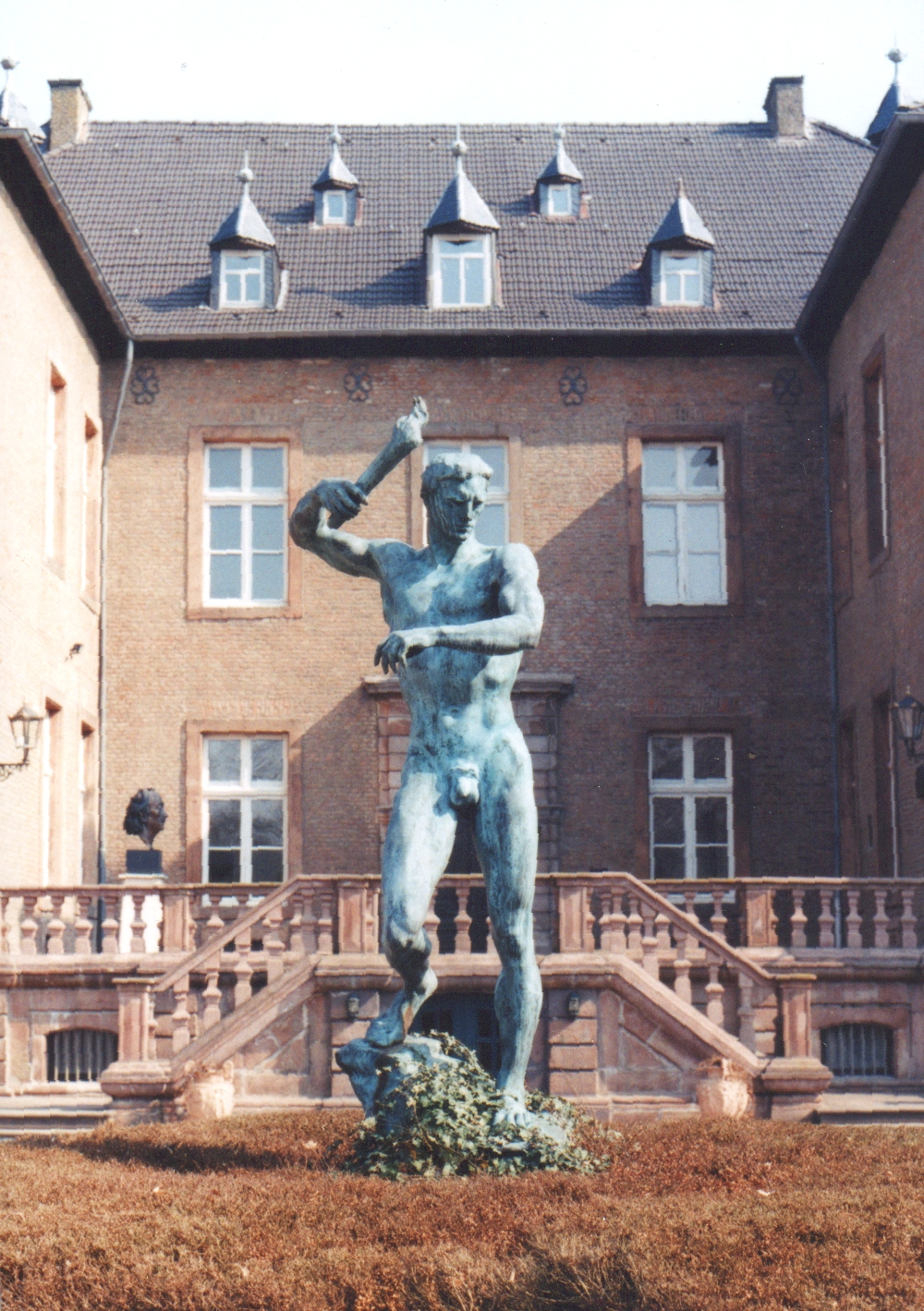
Arno Brekers Prometheus im Museum Arno Breker, Nörvenich

### Nationalsozialismus
In der nationalsozialistischen Rezeption des Mythos stand die Verherrlichung der heroischen Willensstärke neben dem Aspekt des Schöpfertums im Vordergrund. Schon 1925 bezeichnete Adolf Hitler im ersten Band seiner Programmschrift Mein Kampf den Arier als den „Prometheus der Menschheit, aus dessen lichter Stirne der göttliche Funke des Genies zu allen Zeiten hervorsprang“. In den 1930er Jahren schufen die Bildhauer Arno Breker und Willy Meller Prometheus-Skulpturen. Mellers Fackelträger-Figur wurde in der NS-Ordensburg Vogelsang auf dem Sonnwendplatz aufgestellt. Diese muskulöse Prometheus-Gestalt wurde dem Führungsnachwuchs der NSDAP als Verkörperung des nationalsozialistischen Führerideals vor Augen gestellt. Das Theater feierte Hitler als neuen Prometheus. Nur als kraftvoller Held kam der Titan ins Blickfeld, die Bestrafung und der tragische Aspekt des Mythos wurden ausgeblendet.

### Belletristik
In der ersten Hälfte des 19. Jahrhunderts griffen Dichter und Schriftsteller der Romantik das vom Sturm und Drang geprägte Motiv des Rebellen Prometheus auf und gestalteten es auf ihre Weise neu. Der Feuerbringer symbolisierte die Vergöttlichung des Menschen, die Entmachtung des mit Zeus gleichgesetzten biblischen Schöpfergottes und die Überwindung der Finsternis von Aberglauben und Furcht. Außerdem wurde der Widersacher der etablierten Weltordnung als Sozialreformer dargestellt. Diese Strömung setzte sich in der zweiten Jahrhunderthälfte und um die Jahrhundertwende fort, der Gegenspieler des Göttervaters wurde als Sinnbild des militanten Atheismus und Materialismus aufgefasst. Daneben machten sich zwei andersartige Stränge der Rezeption geltend: In manchen Werken erschien ein bereuender, von den Ergebnissen seines Emanzipationsdrangs und seiner Wissbegier enttäuschter Prometheus, in anderen wurde der Titan zum Muster der einsamen überragenden Persönlichkeit, die in ihrem eigenen Reichtum Erfüllung findet und keinen Gott benötigt. Ein Mittel zur Illustration der Problematik der menschlichen Daseinsbedingungen war die Schilderung der Verzweiflung des Prometheus, der alles durchgemacht hat und dann über die Welt tief enttäuscht ist. Im 20. Jahrhundert zersplitterte das überlieferte Motivgut in eine Vielzahl von unterschiedlichen Neuinterpretationen und Weiterentwicklungen.
Eine Sonderform der Rezeption war der in der klassischen und romantischen Belletristik thematisierte Gedanke, dass Napoleon Bonaparte mit seinem titanischen Macht- und Gestaltungswillen und seinem dramatischen Scheitern der moderne Prometheus sei.

#### Dramatische Literatur
Jahrzehnte nach seinen ersten Bearbeitungen des mythischen Stoffs unternahm Goethe 1807/1808 mit seinem Festspielfragment Pandora – anfangs Pandoras Wiederkehr genannt – eine neue dramatische Umgestaltung der antiken Thematik, die er als ihm immer gegenwärtige „Fixidee“ bezeichnete. Hier erscheint Prometheus als Kontrastfigur zu Epimetheus in negativem Licht und erweist sich als Unglücksbringer. Er ist ein auf Technik und materielle Produktion konzentrierter Tat- und Machtmensch, während sich der träumerische Epimetheus den schöngeistigen Belangen widmet. Goethe wollte das Spannungsverhältnis zwischen diesen gegensätzlichen Grundhaltungen demonstrieren.

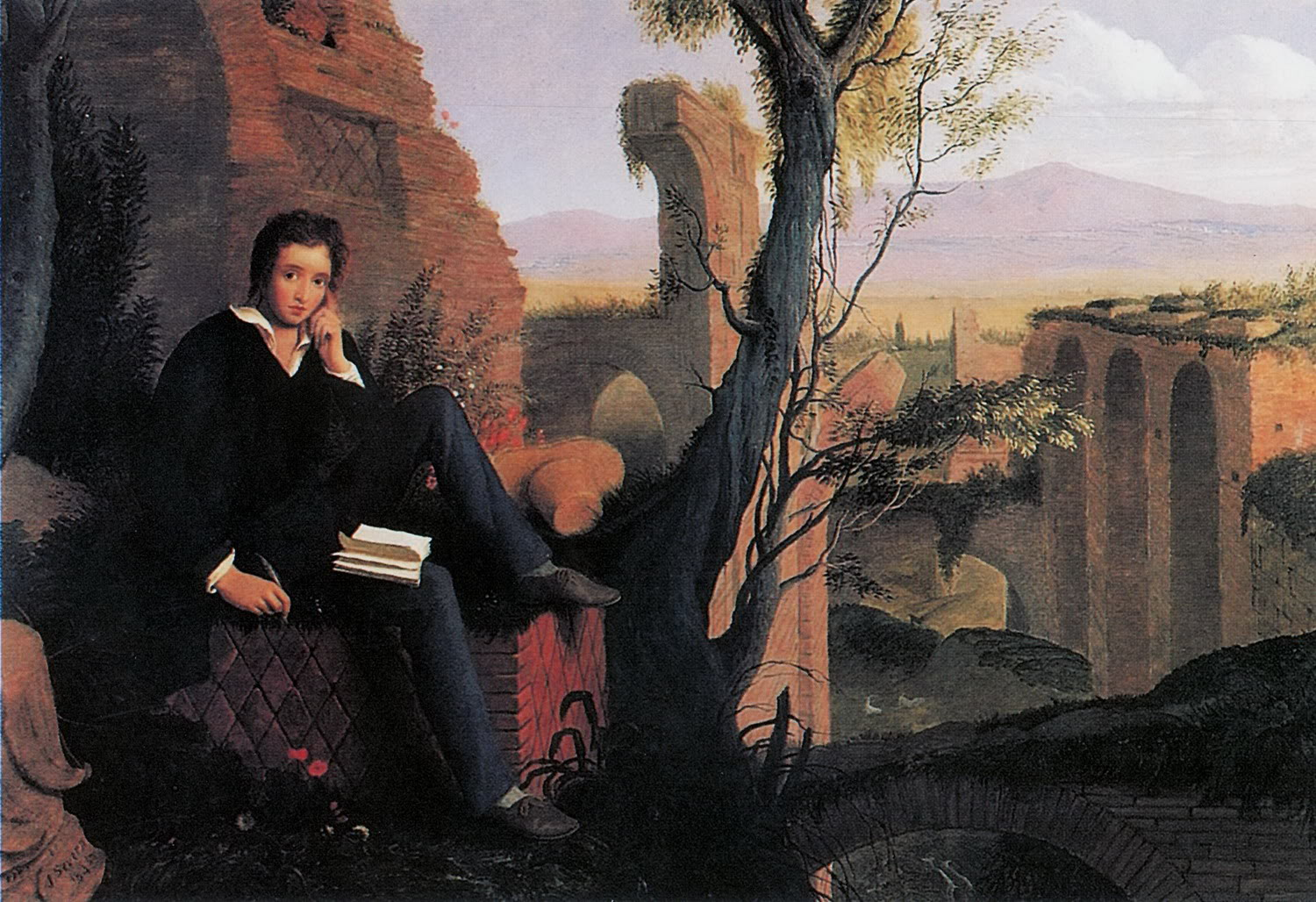
Percy B. Shelley bei der Abfassung seines Prometheus Unbound. Ölgemälde von Joseph Severn, 1845, im Keats-Shelley House, Rom

Die bekannteste romantische Bearbeitung des mythischen Stoffs ist das lyrische Lesedrama in vier Akten Prometheus Unbound (Der entfesselte Prometheus), das der Dichter Percy Bysshe Shelley 1818/1819 verfasste und 1820 veröffentlichte. Im ersten Akt schildert der schon seit dreitausend Jahren angekettete Prometheus in einem Monolog seine Leiden. Er hat einst den Despoten Jupiter verflucht, aber dann im Lauf der Zeit Einsicht gewonnen und sich von seinem Rachedurst gelöst; sein eigenes Leid hat ihn belehrt. Nach einem grundlegenden Sinneswandel widerruft er nun den Fluch, da er keinem lebenden Wesen Leid wünscht. Er widersteht den Drohungen Merkurs, der ihn dazu drängt, das Geheimnis der Jupiter drohenden Gefahr zu verraten. Im zweiten Akt wartet Asia, die Geliebte des Prometheus, auf seine Befreiung. Benötigt wird dafür das Eingreifen des Demogorgon, einer Macht der Unterwelt, die diejenigen Veränderungen des Weltzustands durchführt, die von den Erdenbewohnern durch geistige Akte vorbereitet und damit ermöglicht worden sind. Da Prometheus mit der Rücknahme des Fluchs die Voraussetzung für einen universalen Umschwung geschaffen hat, kann Demogorgon im dritten Akt Jupiter entmachten und den Kosmos von der Tyrannei erlösen. Prometheus wird von Herkules befreit und vereinigt sich mit Asia. Die Menschen bleiben zwar den Lebensrisiken und der Vergänglichkeit sowie ihren eigenen Leidenschaften ausgesetzt, aber von nun an erleben sie die Nöte des Daseins im Bewusstsein ihrer Freiheit mit einer fundamental veränderten Haltung. Im vierten Akt feiern Elementarwesen mit Tanz und Gesang das Erlösungswerk. – Shelleys Prometheus verkörpert den Freiheitswillen der unterdrückten Menschheit und ihre Rebellion gegen tyrannische Willkür. Den Weg zur Befreiung bahnt aber nicht der Wille zum Umsturz und zur eigenen Machtergreifung, sondern die Erkenntnis, die dem Helden zuteilwird, seine Abwendung vom Hass und vom Vergeltungsprinzip. Zugleich wird mit der Darstellung der Rolle Jupiters dem strafenden und belohnenden christlichen Schöpfergott eine Absage erteilt.
In der Folgezeit schuf eine Vielzahl von Autoren Dramen, Dramenfragmente und dramatische Gedichte über die mythische Thematik. Zu ihnen zählen Hartley Coleridge (unvollendetes dramatisches Gedicht Prometheus, 1820), Alfred des Essarts (dramatisches Gedicht Prométhée, 1835), Edgar Quinet (Versdramen-Trilogie: Prométhée, inventeur du feu; Prométhée enchaîné; Prométhée délivré, 1838), Leopold Schefer (dramatisches Gedicht Prometheus und der Nachtwächter, 1848), Paul Defontenay (Drama Prométhée délivré, 1854), Édouard Grenier (Versdrama Prométhée délivré, 1857), Richard Henry Horne (lyrisches Drama Prometheus the Fire-Bringer, 1864), Richard Paul (Versdrama Der entfesselte Prometheus, 1875), Charles Grandmougin (dramatisches Gedicht Prométhée, 1878), Alexandre Saint-Yves d’Alveydre (Versdrama Le mystère du progrès, 1878), Robert Bridges (Maskenspiel Prometheus the Firegiver, 1883), Eugen von Jagow (Versdrama Prometheus, 1894), Joséphin Péladan (Versdramentrilogie La Prométhéide, 1895), Christian von Ehrenfels (Versdramentetralogie Der Kampf des Prometheus, 1895), Adolf Schafheitlin (dramatisches Gedicht Das Zeitalter der Cyclopen, 1899), Iwan Gilkin (dramatisches Gedicht Prométhée, 1899), Trumbull Stickney (Versdrama Prometheus Pyrphoros, 1900), William Vaugn Moody (Versdrama The Fire-Bringer, 1904), Mécislas Golberg (Drama Prométhée repentant, 1904), Élémir Bourges (Drama La Nef, 1904 und 1922), Bernard Drew (dramatisches Gedicht Prometheus delivered, 1907), Reinhard Sorge (dramatischer Entwurf Prometheus, 1911), Wjatscheslaw Iwanowitsch Iwanow (Tragödie Prometej, 1919), Victor Eftimiu (Verstragödie Prometeu, 1919), Alberto Casella (dramatisches Gedicht Prometeo, 1923), Nikos Kazantzakis (Versdramentrilogie Promitheas, 1943–1945), Max Garric (Tragödie Prométhée Olympien, 1947), James McAuley (Maskenspiel Prometheus, 1947/1948), Erich Brock (Drama Prometheus, 1954) und Peter Hacks (Drama Pandora, 1979). In vielen dramatischen Werken der Moderne spiegelt das Prometheusbild die weltanschaulichen Überzeugungen des Autors. Das Spektrum reicht vom bereuenden Prometheus, der seinen Irrtum einsieht und sich reumütig der Gottheit unterwirft, bis zum unbeirrbaren und unbeugsamen Feind jeder Gottesverehrung.
Mit der kulturschöpferischen Tätigkeit des Prometheus befasste sich der polnische Dichter Cyprian Kamil Norwid in seinem 1851 publizierten, zwei Versdialoge und einen Prosaepilog umfassenden Werk Promethidion. Dort legte Norwid seine Überzeugung dar, dass es die Aufgabe des Künstlers sei, mit seiner schöpferischen Kraft den Alltag des Volkes zu durchdringen und das soziale Leben umzugestalten.
Der schwedische Schriftsteller und Dichter Viktor Rydberg stellte 1877 in seinem Dialoggedicht Prometeus och Ahasverus (Prometheus und Ahasverus) den Titanen dem „Ewigen Juden“ Ahasverus gegenüber. Ahasverus besucht den gefesselten Prometheus. In dem Dialog der beiden Unglücklichen tritt Prometheus als Vertreter des Gerechtigkeitsprinzips auf, das er der Unrechtsherrschaft Jupiters entgegenstellt. In dieser Rolle findet er Halt und Trost. Er verlässt sich auf den „Gott der Ewigkeit“, der in seiner eigenen Brust spreche. Ahasverus hält dem entgegen, das abstrakte Gerechtigkeitsprinzip sei „inhaltslos und leer“. Er rät zur demütigen Unterwerfung, da nur Machtverhältnisse real seien und das Recht vom Machthaber definiert werde.
Heiner Müller schrieb 1967/1968 das Drama Prometheus, eine Bearbeitung des antiken Gefesselten Prometheus, die 1969 im Schauspielhaus Zürich uraufgeführt wurde. Müller ließ die Widersprüche und Schwächen des Titanen hervortreten. Das Aushalten der Qualen, die sein Protagonist erleidet, fasste er als eine Form von „Arbeit“ auf.

#### Epik
Der Schriftsteller Siegfried Lipiner schrieb bereits als Gymnasiast das Epos Der entfesselte Prometheus, das 1876 gedruckt wurde. Dieses Werk fand zeitweilig den Beifall von Nietzsche, der sich anfangs enthusiastisch äußerte. Es brachte dem Autor eine Schar begeisterter Anhänger ein, darunter Gustav Mahler, der ihn für ein Genie hielt. Lipiner verband ein prometheisches mit einem christlichen Motiv. Er ließ Prometheus in der Begegnung mit Christus bereit werden, durch größtes Leid eine Wiedergeburt der gesamten Menschheit zu bewirken. Dahinter stand die Vorstellung eines nur Auserwählten erfahrbaren Schmerzerlebnisses, das Lipiner als wirkendes Prinzip der Heilsgeschichte auffasste.
Der Schweizer Epiker Carl Spitteler griff auf das traditionelle mythologische Namensreservoir zurück, ohne sich inhaltlich an der antiken Überlieferung zu orientieren. Die Charaktere und Schicksale seiner Gestalten sind freie Schöpfungen seiner eigenen Phantasie. Für zwei seiner Figuren, ein Brüderpaar, wählte er die sprechenden Namen Prometheus und Epimetheus wegen deren Bedeutungen „Vorausdenker“ und „Hintendreindenker“; außerdem machte er sich dabei die gängigen affektiven Konnotationen dieser Namen zunutze. In seinem 1880–1881 veröffentlichten Erstlingswerk, dem Epos Prometheus und Epimetheus in frei rhythmisierter Prosa, schilderte er die Geschicke der beiden sehr unterschiedlich veranlagten Brüder, die bei ihm keine Titanen, sondern Menschen sind. Erst 1924, im Todesjahr des Autors, erschien eine gekürzte und überarbeitete Versfassung des Epos mit dem Titel Prometheus der Dulder.
In Spittelers Epos verlässt Prometheus in jugendlichem Übermut zusammen mit seinem Bruder die Menschengemeinschaft, denn er will „anders werden als die Vielen, die da wimmeln in dem allgemeinen Haufen“. Die beiden bauen sich Häuser in einem stillen Tal. Sie nehmen keine Sitte an und folgen keiner Gottheit außer der eigenen Seele. Der Engel Gottes, der die Welt lenkt, hat die geistige Kraft des Außenseiters Prometheus erkannt und will ihn zum König der gesamten Menschheit machen. Zunächst fordert er den Auserwählten auf, seine Selbstbestimmung aufzugeben, auf den Rat seiner Seele zu verzichten und stattdessen einem „Gewissen“ zu folgen, das er ihm geben will. Dieses – bei Spitteler negativ bewertete – Gewissen soll ihm „-heit“ und „-keit“ – zu Normen erhobene Begriffe – beibringen, die ihm zur Richtschnur werden sollen. Prometheus lehnt das ab, er hält sich lieber an das „geliebte Flüstern“ seiner Seele. Epimetheus hingegen bringt dem Engel das verlangte Opfer und empfängt von ihm das Gewissen. Darauf verschafft ihm der Engel die Königsherrschaft, Prometheus muss ins Exil gehen. Der kurzsichtige Epimetheus ist seiner Aufgabe jedoch nicht gewachsen. Unter seiner Regierung treten Verwicklungen ein, welche die Welt in höchste Gefahr bringen, und es entsteht allgemeine Verwirrung. Schließlich greift Prometheus als Retter ein. Er allein kann das Unheil abwenden, da seine Seele ihm die nötige Kraft verleiht. Nachdem dies gelungen ist, bietet ihm der Engel die Königsherrschaft an, doch Prometheus schlägt das Angebot aus und kehrt in seine Einsiedelei zurück. – Spittelers Anliegen war die Darstellung des Spannungsverhältnisses zwischen einem weitsichtigen Außenseiter und der verblendeten Masse der Unfähigen. Dieser Gegensatz führt im Epos weder zur Selbstverleugnung und Anpassung des überlegenen Einzelnen noch zu seiner Machtübernahme und monarchischen Herrschaft; beides widerspräche seiner Bestimmung. Prometheus kann beide Fehler vermeiden, weil er der Stimme seiner Seele folgt.
Ein Prometheus-Epos schuf auch der Philosoph, Schriftsteller und Dichter Rudolf Pannwitz. Sein 1902 veröffentlichter Prometheus in Hexametern, ein Jugendwerk in klassizistischem Stil, stellt den Titanen als Helden dar, der sein Schicksal überwindet, indem er sich selbst überwindet und verwandelt.

#### Lyrik
In der modernen Lyrik fanden die einprägsamen Motive der Prometheussage ein mannigfaltiges Echo. Insbesondere die Bestrafung des Titanen mit ihrer großen Symbolkraft wurde häufig aufgegriffen. Viele Lyriker zogen den antiken Mythos im Kontext ihrer Auseinandersetzung mit modernen Verhältnissen heran, beispielsweise bei der Charakterisierung der „prometheischen“ Persönlichkeit und Tätigkeit Napoleons; andere orientierten sich stärker an der antiken Überlieferung. Oft diente Prometheus als poetisches Sinnbild, wenn Dichter die Härte und Ungerechtigkeit des Schicksals beklagten oder Tyrannei und religiösen Zwang anprangerten oder wenn sie den Fortschritt und die Emanzipation der Menschheit entweder feierten oder als fragwürdig hinstellten. Ein beliebtes Thema war die Absage an religiöse Bindungen und Hoffnungen und die Hinwendung zu einer rein irdischen Bestimmung des Menschen. Manche Dichter priesen diese Lebenseinstellung, andere stellten das Streben nach innerweltlicher Erfüllung als vergeblich dar. Eine besondere Vorliebe für den Prometheus-Mythos zeigte Victor Hugo (1802–1885). Er schätzte den Titanen als Märtyrer der Freiheit, als Aufklärer und als Symbol des Fortschritts und des Vertrauens auf eine bessere Zukunft der Menschheit.
Zu den bekannteren lyrischen Werken der Moderne, in denen Prometheus im Mittelpunkt steht, zählen Gedichte von George Gordon Byron (Prometheus, 1816), Friedrich von Sallet (Prometheus, 1835), James Russell Lowell (Prometheus, 1843), Henry Wadsworth Longfellow (Prometheus, or The Poet’s Forethought, 1855), Louise-Victorine Ackermann (Prométhée, 1865), Olegario Víctor Andrade (Prometeo, 1877), Richard Dehmel (Der befreite Prometheus, 1891) und Johannes R. Becher (Prometheus, 1940).
In der DDR, wo Goethes Hymne zum Schulstoff gehörte, bot der Mythos Lyrikern Gelegenheit, aktuelle Erfahrungen, Anschauungen und Vorschläge poetisch zu reflektieren. Teils wurde der Titan als Repräsentant des „menschlichen Wesens“ aufgefasst, teils ging es um die Problematik des Verhältnisses zwischen dem erfinderischen Individuum und der Gesellschaft oder um den Verlust der prometheischen Kraft im Alltag. Während in der Frühzeit konventionelle, affirmative Gedichte im Vordergrund standen und der Titan als proletarischer Held besungen wurde, kam später die Ambivalenz des technischen und gesellschaftlichen Fortschritts ins Blickfeld. Im Sinne solcher Skepsis dichtete Rainer Kirsch 1982: „Groß in Gesängen rühmten die Alten den Schaffer Prometheus, / Weil er das Feuer uns gab; wir heute schlucken den Rauch.“

#### Roman und Erzählung
Der in der DDR lebende Schriftsteller Franz Fühmann wollte die Prometheus-Legende im Rahmen einer Sagensammlung für jugendliche Leser nacherzählen. Aus diesem Vorhaben entwickelte sich das Projekt eines großen Jugendromans, das unvollendet blieb. Im Jahr 1974 erschien der erste Teil mit dem Titel Prometheus. Die Titanenschlacht. Im Nachlass des 1984 gestorbenen Autors fanden sich Texte zur geplanten Fortsetzung, Prometheus II, die 1996 veröffentlicht wurden. In dem Romanfragment wird Prometheus von Zeus aus dem Reich der Götter vertrieben, worauf er sich der Erde und der Erschaffung der Menschheit zuwendet. Fühmanns Prometheus ist als mutiger Rebell gegen einen ungerechten Herrscher ein Held im Sinne des Realsozialismus. Seine Schöpfung ist ihm aber nicht gelungen, da die Menschen nicht bereit sind, Initiative zu entwickeln und Verantwortung zu übernehmen. Die Veröffentlichung des Romans stieß in der DDR auf Schwierigkeiten, da er als politisch brisant eingeschätzt wurde.
Der albanische Schriftsteller Ismail Kadare verfasste eine Erzählung über die Gefangenschaft und Befreiung des Prometheus. Am Ende beschleicht den Befreiten der Verdacht, dass die Menschen möglicherweise sein Opfer nicht verdient haben. Dies ist für ihn die grausamste Folter, schlimmer als der Schnabel des Adlers.

#### Besondere Umgestaltungen des Stoffs
In manchen modernen literarischen Bearbeitungen bildet nicht die traditionelle Konzeption der antiken Sage die Grundlage. Stattdessen werden nur herausgegriffene Elemente der mythischen Überlieferung auf Verhältnisse in anderen – modernen oder fiktiven – Zeiten übertragen oder der mythische Diskurs wird als solcher durch Umformung diskreditiert. Verfremdungseffekte sollen zum Weiterdenken anregen.
Mary Shelley veröffentlichte 1818 ihren Schauerroman Frankenstein oder der moderne Prometheus. Shelleys neuer Prometheus ist der Chemiker Victor Frankenstein, der im Labor einen monströsen Menschen erzeugt und zum Leben erweckt und schließlich seinem eigenen Geschöpf, das gegen ihn rebelliert, zum Opfer fällt. Frankenstein ist Zeus und Prometheus zugleich.
Unter einem anderen Gesichtspunkt beschäftigte sich Giacomo Leopardi mit der Schöpfertätigkeit des Prometheus. In seinem 1824 verfassten sarkastischen Dialog La scommessa di Prometeo (Die Wette des Prometheus) behauptet der Menschenschöpfer Prometheus, seine Geschöpfe seien die beste Erfindung aller Zeiten. Er meint dies beweisen zu können und schließt darüber mit dem skeptischen Gott Momos eine Wette ab. Zur Klärung der strittigen Frage durch Augenschein begeben sich die beiden zur Erde. Dort stoßen sie dreimal auf Untaten, die so monströs sind, dass sich Prometheus geschlagen gibt.
Stark verfremdet ist der mythische Stoff in André Gides 1899 erschienenem Werk Le Prométhée mal enchaîné (Der schlechtgefesselte Prometheus), das nach Angabe des Autors zur Literaturgattung „Sotie“ zählt. Es handelt sich um eine grotesk-satirische Erzählung, die in einem phantastischen Milieu voller Absurditäten spielt. Die Titelfigur Prometheus hat sich selbst von der schlechten Fesselung befreit und hält sich nun im modernen Paris auf. Zeus, der hier ein Bankier ist, führt durch grundloses, aber folgenreiches Handeln (action gratuite) die Ausgangskonstellation herbei, eine Begegnung in einem Lokal, die das Leben der Beteiligten verändert. Er löst eine Kette von Ereignissen aus, indem er einen ihm unbekannten Mann namens Kokles ohrfeigt und einem anderen Unbekannten, Damokles, dessen Anschrift er von Kokles erhalten hat, einen Briefumschlag, der eine 500-Franc-Banknote enthält, anonym zukommen lässt. Damit setzt Zeus die Schicksale der beiden Männer in Bewegung: Kokles und Damokles, die sich – jeder auf seine Art – mit dem Geschehenen auseinandersetzen, treffen in dem Lokal auf Prometheus und kommen mit ihm ins Gespräch. Für alle drei hat die action gratuite des Zeus weitreichende Folgen. Kokles verliert ein Auge, das ihm der Adler des Prometheus, der ins Lokal hereingeflogen ist, ausschlägt. Damokles, der sein unbegreifliches Erlebnis bewältigen und seine „Schuld“ begleichen will, wird von der Rätselhaftigkeit des Vorgangs so gequält, dass er an der Unlösbarkeit zugrunde geht; er erkrankt und stirbt. Prometheus macht einen Lernprozess durch und gibt seine Erkenntnisse weiter. Er erläutert die Funktion des fressenden Adlers im menschlichen Leben. Dieser ist demnach das, was eine Person begleitet und „verschlingt“, was von ihr Besitz nimmt und zur fixen Idee wird. Jeder hat seinen persönlichen Adler, den er füttert, beispielsweise seinen Glauben an den Fortschritt, sein Pflichtgefühl oder eine Leidenschaft. Der jeweilige Adler gibt der Lebensgeschichte ihre individuelle Prägung. Er wird zum Daseinszweck und verleiht dem Menschen Existenzberechtigung. Die Geschichte der Menschheit ist die Geschichte der Adler. Das muss aber, wie Prometheus nun meint, nicht zwangsläufig so sein. Nachdem Prometheus seinen Adler lange hingebungsvoll genährt hat, ändert er schließlich seine Haltung grundlegend: Er tötet den Vogel und serviert dessen wohlschmeckendes Fleisch den Gästen im Lokal. – Mit diesem Ausgang wendet sich André Gide gegen das traditionelle heroische Prometheusbild und ironisiert jede Form von sinngebender Weltdeutung, insbesondere das Weltbild der Christen und das der Fortschrittsoptimisten, die ihre Hoffnungen auf eine idealisierte Zukunft setzen.
Franz Kafka verfasste im Januar 1918 einen kurzen Prosatext, der erst postum veröffentlicht wurde und unter dem nicht authentischen Titel Prometheus bekannt ist. Kafka behauptete, es gebe vier über Prometheus berichtende Sagen, und gab deren Inhalt knapp wieder. Die erste entspricht ungefähr dem antiken Bestrafungsmythos, allerdings ist von mehreren Adlern die Rede; die anderen drei sind Kafkas eigene Fiktion. Nach der zweiten Sage drückte sich Prometheus im Schmerz immer tiefer in den Felsen, bis er mit ihm eins wurde; nach der dritten wurde die Tat, für die er bestraft wurde, im Lauf der Jahrtausende vergessen, auch von ihm selbst. Laut der vierten Sage wurde man des „grundlos Gewordenen“ müde: Die Götter ermüdeten, die Adler auch, „die Wunde schloß sich müde“. – Mit der Aneinanderreihung seiner Versionen trat Kafka der Vorstellung entgegen, der „Wahrheitsgrund“ des Mythos lasse sich durch korrekte Deutung aufdecken. Aus seiner Sicht sind alle Sagen zwangsläufig vergebliche Versuche, Unerklärliches zu erklären. Bei Kafka wird der Mythos als möglicher Träger eines erkennbaren Sinns entmachtet.
Heiner Müller wandte sich 1972 in seinem Theaterstück Zement, das in der Sowjetunion spielt, erneut dem Mythos zu. Am Schluss der Szene Befreiung des Prometheus wird eine neue Version erzählt. Hier kommt Herakles nach drei Jahrtausenden als Befreier zu Prometheus. Dieser ist vom Adlerkot, der seine einzige Nahrung bildet, bedeckt. Herakles hält den betäubenden Gestank kaum aus, daher gelingt es ihm erst nach langen Bemühungen, den Adler zu töten. Prometheus ist ihm jedoch nicht dankbar, sondern weint um den Vogel, der sein einziger Gefährte und Ernährer war. Er beschimpft seinen Befreier als Mörder und wehrt sich brüllend. Herakles muss ihn gewaltsam vom Gebirge schleppen. Vergeblich versuchen die Götter dies mit einem Wirbel von Gesteinsbrocken zu verhindern. Prometheus beteuert den Göttern, laut gegen den Himmel schreiend, seine Unschuld an der Befreiung. Nach dem Scheitern ihrer Bemühungen bringen sich die Götter schließlich um. Nun setzt sich Prometheus auf die Schultern seines Befreiers und nimmt eine Siegerpose ein.
Michael Scott ließ im 2010 veröffentlichten vierten Teil der Fantasyreihe Die Geheimnisse des Nicholas Flamel mit dem Titel Der unheimliche Geisterrufer den Menschenschöpfer Prometheus auftreten. Sein Prometheus zeigt nur entfernte Ähnlichkeit mit der herkömmlichen Figur.

### Bildende Kunst
In der bildenden Kunst der Moderne wurde der mythische Stoff weiterhin häufig aufgegriffen. Im 19. Jahrhundert dominierten traditionelle Darstellungen, wobei die Bestrafung ein sehr beliebtes Sujet war. Daneben setzte aber bereits die Tendenz zur Neugestaltung und Verfremdung ein, die sich dann im 20. Jahrhundert ausbreitete. In der künstlerischen Auseinandersetzung mit dem Motiv der Zivilisationsschöpfung kam die Ambivalenz des technischen Fortschritts in den Blick.
In seiner Eigenschaft als Kulturschöpfer wurde Prometheus zum Versatzstück für die Dekoration der zahlreichen im Lauf des 19. Jahrhunderts gegründeten Museen und Akademien. Vor allem in Deutschland bestand eine ausgeprägte Affinität zu ihm als Patron der Künste und Initiator jeglicher Bildung. Darstellungen des Titanen gehörten zum Standardrepertoire der Museumsausstattung und zierten auch Universitäten und Technische Hochschulen.
Im Bewusstsein der gebildeten Öffentlichkeit war der Aspekt der Stiftung von Künsten und Wissenschaften eng mit dem der Menschenschöpfung verbunden. Bei der Erschaffung des Menschen wurde Prometheus manchmal zusammen mit Athene (Minerva) dargestellt. Zu den Kunstwerken, deren Sujet dieser Akt ist, zählen Deckengemälde von Jean-Simon Berthélemy (1802) und Christian Griepenkerl (1878 vollendet), mehrere Reliefs von Bertel Thorvaldsen (1807–1808 und später), eine Kohlezeichnung und ein Fresko von Peter von Cornelius (1829/1830), eine Marmorskulptur von Ludwig Schaller (1840), zwei Zeichnungen (1908) und eine Lithographie (1924) von Ernst Barlach und ein Ölgemälde von Otto Greiner (1909).
Der Feuerraub ist auf einem Deckenfresko von Giuseppe Collignon (1814) abgebildet. Den Feuerbringer zeigen Gemälde von Heinrich Friedrich Füger (1817), Jean Delville (1907, mit leuchtendem Stern statt Fackel), Maxfield Parrish (1919) und Ludwig Valentin Angerer (2011/2016), eine Zeichnung von William Rimmer (erste Hälfte des 19. Jahrhunderts) und eine Bronzeskulptur von Ossip Zadkine (1964). Auf einem Wandgemälde von José Clemente Orozco (1930) versucht Prometheus die von oben über die Menschheit hereinbrechenden Flammen – moderne Folgen des Feuerraubs – abzuwenden. François Rude schuf 1837–1840 das Basrelief Prometheus belebt die Künste. Auf einem Gemälde von Josef Abel (1814) ist Prometheus, der die Fackel hält, mit Merkur (Hermes) und Pandora, die er zurückweist, zu sehen.
Besondere Bedeutung erlangte die monumentale vergoldete Bronzefigur des Feuerbringers von Paul Manship, die im 1934 eingeweihten Prometheus-Brunnen des Rockefeller Center in New York aufgestellt wurde. Sie war als Zeichen für Demokratie, Fortschritt und Völkerverständigung gedacht und ist die nach der Freiheitsstatue bekannteste Skulptur New Yorks.
Ein beträchtlicher Teil der zahlreichen Darstellungen der Bestrafung des Titanen orientierte sich am Vorbild des Gemäldes von Rubens, doch daneben machte sich schon im 19. Jahrhundert ein Bestreben zu neuartiger Auseinandersetzung mit dem Sujet geltend. Den gefesselten Prometheus zeigen unter anderem Gemälde von Claude-Félix-Théodore Aligny (1837), Thomas Cole (1847), Joseph Lies (1850), Arnold Böcklin (drei Gemälde: 1858, 1882 und 1885), Carl Rahl (vor Juli 1865), William Blake Richmond (1874 ausgestellt), Briton Rivière (1889), Giorgio de Chirico (1909), Christian Rohlfs (um 1912), Franz von Stuck (mehrere Ausführungen, die erste um 1926) und Max Beckmann (1942), ein Wandgemälde von Pierre Puvis de Chavannes (1895/1896, Prometheus mit Okeaniden, im Vordergrund Aischylos), Deckengemälde von Anselm Feuerbach (1875, Prometheus mit Okeaniden) und Oskar Kokoschka (1950, Triptychon Prometheus), eine Zeichnung von Washington Allston (vor Juli 1843) sowie Skulpturen von Paul Bouré (1845, Bronze), Eduard Müller (1868–1879, Marmor, mit Okeaniden), Reinhold Begas (um 1900, Marmor, mit Geier), Paul Landowski (1924, Gips), Gerhard Marcks (1948 und 1981, beide Bronze), Leonard Baskin (Bronzerelief, 1970) und Menashe Kadishman (mehrere Ausführungen, eine davon 1986/1987, Cortenstahl). Die Szene der Fesselung des Prometheus durch Hephaistos, Kratos und Bia ist das Sujet einer Zeichnung von Johann Heinrich Füssli (um 1800/1810).
Weniger zahlreich sind die Werke, deren Motiv die Befreiung des Gefesselten bildet. Zu ihnen zählen ein Fresko von Peter von Cornelius und Joseph Schlotthauer (1830, mit Geier), ein Deckengemälde von Christian Griepenkerl (1878 vollendet), ein Ölgemälde von William Blake Richmond (1882), eine Radierung von Max Klinger (1894) und eine Lithographie von Hans Erni (1980). Auf dem Felsen, aber ungefesselt ist Prometheus auf einem Gemälde von George Frederic Watts (1904 beendet, mit Okeaniden) und einer Lithographie von Henry Moore (1950) zu sehen.
Manche Künstler wichen bei ihrer Gestaltung des Sagenstoffs erheblich von der Tradition ab. Zu ihnen gehört William Etty, der 1825/1830 ein Gemälde schuf, das den gefesselten Prometheus zeigt, der statt des Adlers vom Pfeil des Herakles getroffen worden ist. Auf einem 1868 entstandenen Gemälde von Gustave Moreau steht der gefesselte Prometheus aufrecht am Felsen und blickt in die Ferne, ohne den gefräßigen Geier neben sich zu beachten; ein weiterer Geier liegt erlegt am Boden, womit die bevorstehende Befreiung angedeutet ist. Hier ist Prometheus zur Erlöserfigur stilisiert. Ein Marmorkopf von Constantin Brâncuși (1911) zeigt Prometheus als schlafenden Knaben; das Kind symbolisiert die Kreativität des Kulturschöpfers. Eine Bronzeskulptur von Jacques Lipchitz, deren erste Ausführung 1937 ausgestellt wurde, stellt Prometheus dar, der den Geier erwürgt. Negativ wird das Motiv des Zivilisationsschöpfers auf dem Ölgemälde von Otto Dix Prometheus – Grenzen der Menschheit (1919) präsentiert: Hier ist Prometheus ein moderner Kriegsversehrter mit Blindenbrille; die Voraussicht, die sein Name ihm zuschreibt, ist ihm abhandengekommen.
Im 20. Jahrhundert verwendeten manche Künstler bei der Auseinandersetzung mit der Prometheus-Thematik ausschließlich Gestaltungsmittel der abstrakten Kunst; so Ernst Wilhelm Nay (Ölgemälde Prometheus I, Prometheus II und Prometheus III, 1948), Barnett Newman (Gemälde Prometheus Bound, 1952, Kunstharz auf Leinwand), Jean Dewasne (Gemälde Prometheus, 1952–1965, Lackfarbe auf Aluminium) und William Turnbull (Holzskulptur, 1961).
Sozialistische Karikaturisten des 19. Jahrhunderts griffen auf das Motiv des gefesselten Prometheus zurück, um die Unterdrückung der Pressefreiheit durch die Zensur und die Ausbeutung des Proletariats durch den Kapitalismus anzuprangern. Auch die Werbung machte sich den Mythos zunutze. Nachdem im späten 19. Jahrhundert die elektrische Beleuchtung aufgekommen war, wurde aus dem Feuerbringer ein Werbeträger. Plakate des frühen 20. Jahrhunderts zeigen ihn als Lichtbringer mit Glühlampe statt Fackel.

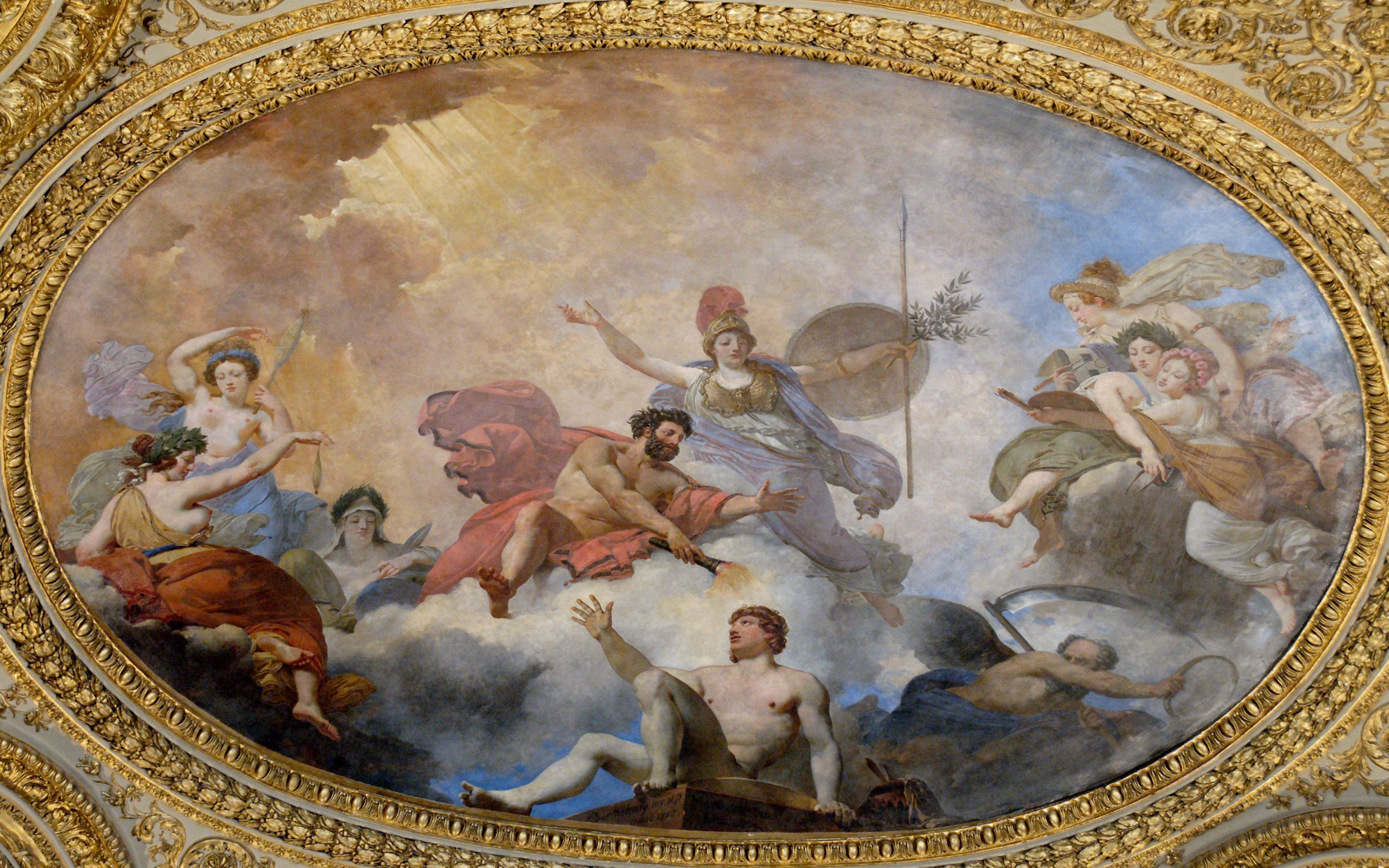
Prometheus erschafft den Menschen, Minerva beseelt ihn. Gemälde von Jean-Simon Berthélemy, 1802 (restauriert). Louvre, Paris
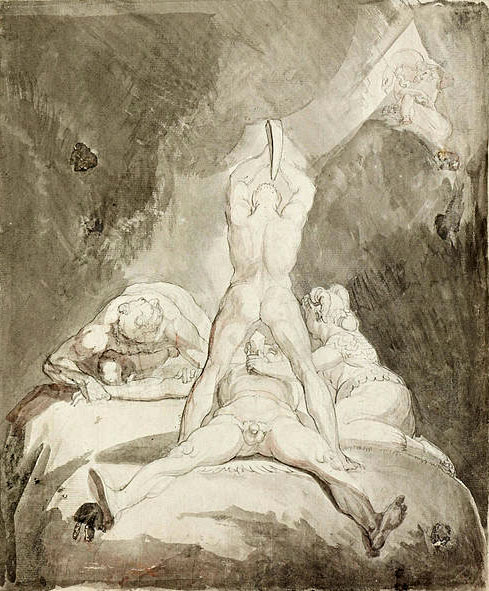
Hephaistos, Kratos und Bia fesseln Prometheus. Zeichnung von Johann Heinrich Füssli, um 1800–1810. Auckland Art Gallery, Auckland
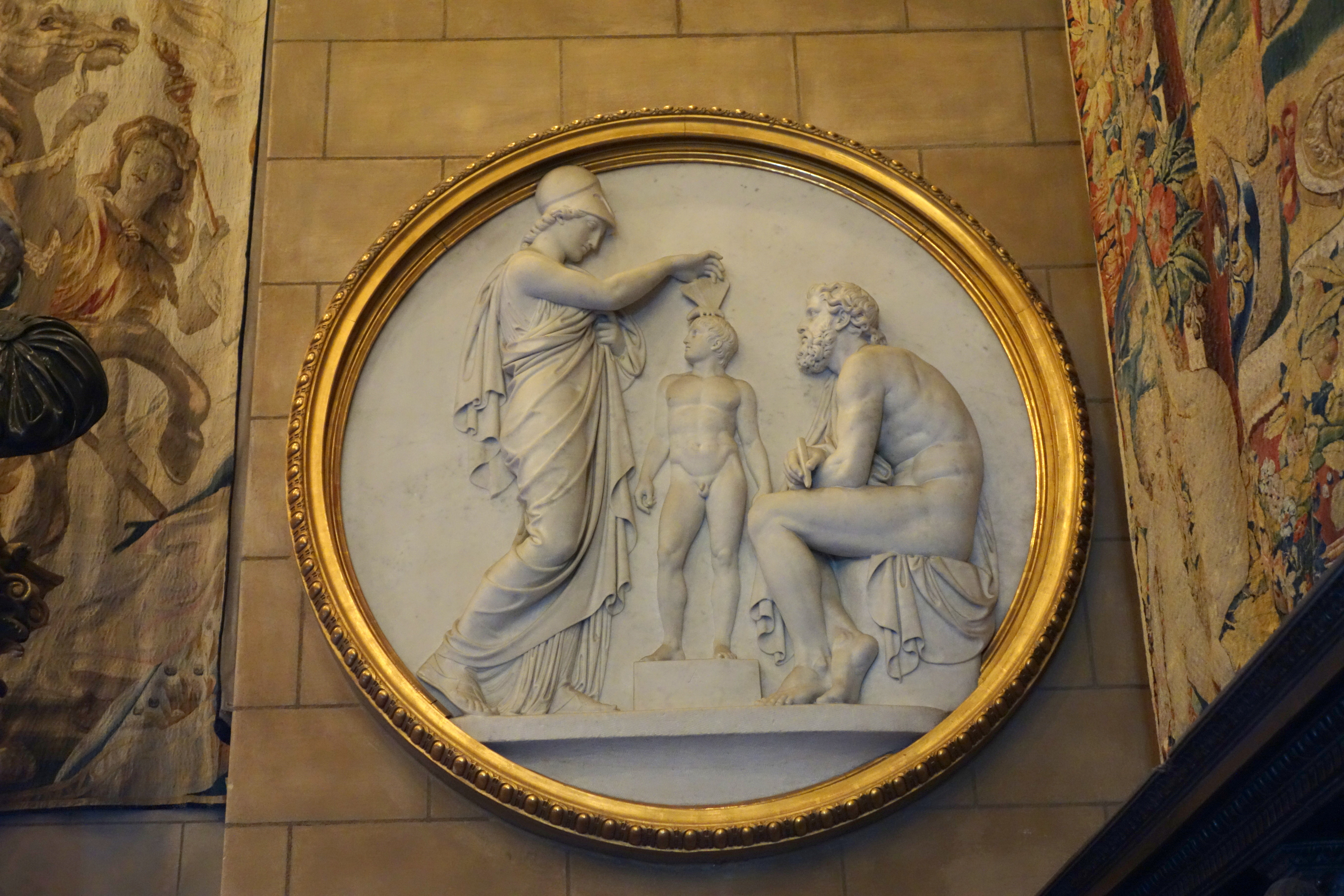
Prometheus und Minerva erschaffen den Menschen. Marmorrelief von Bertel Thorvaldsen nach dem Original von 1807/1808. Hearst Castle, San Simeon (Kalifornien)
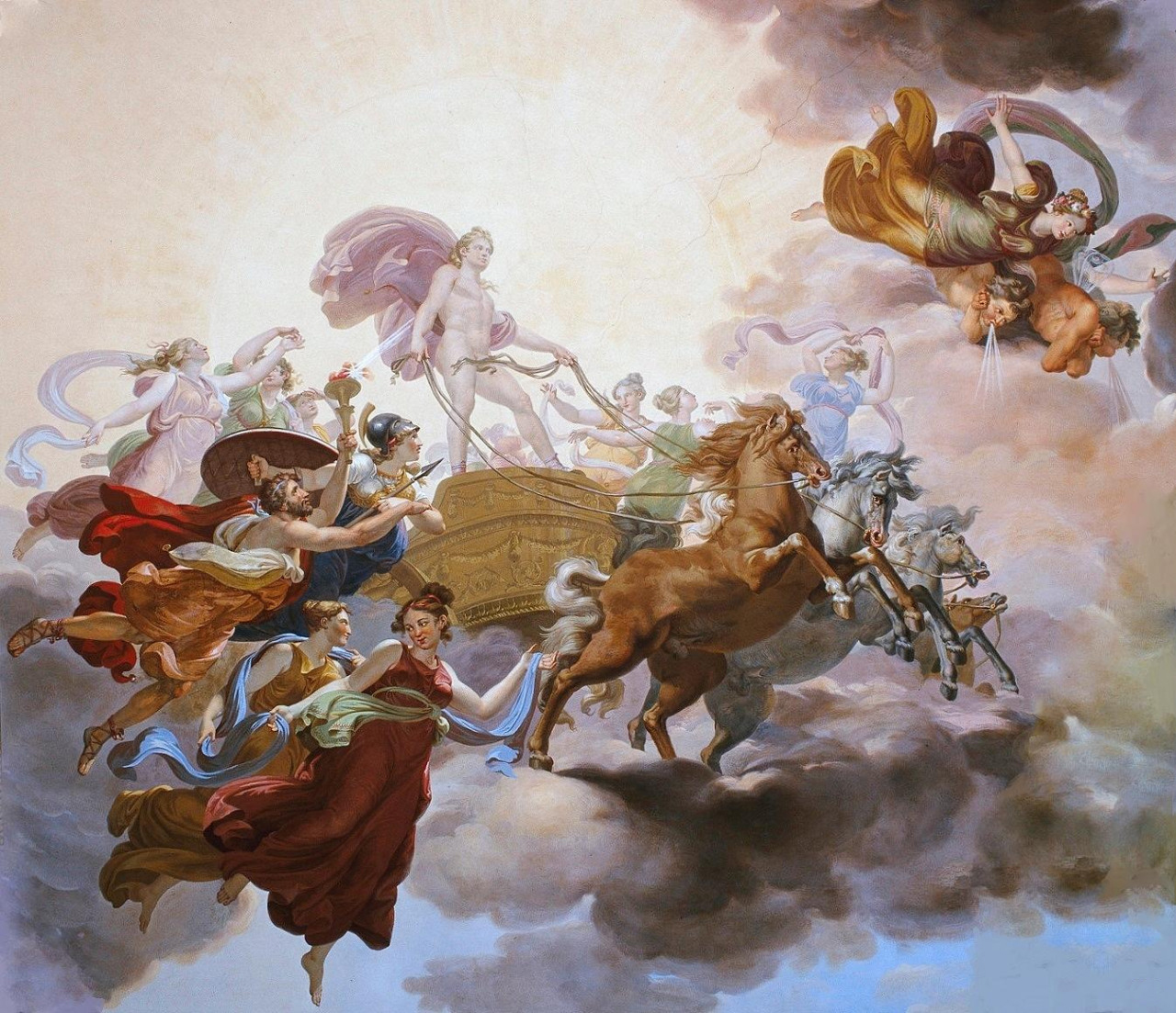
Der Feuerraub des Prometheus auf einem Deckenfresko von Giuseppe Collignon, 1814. Palazzo Pitti, Florenz
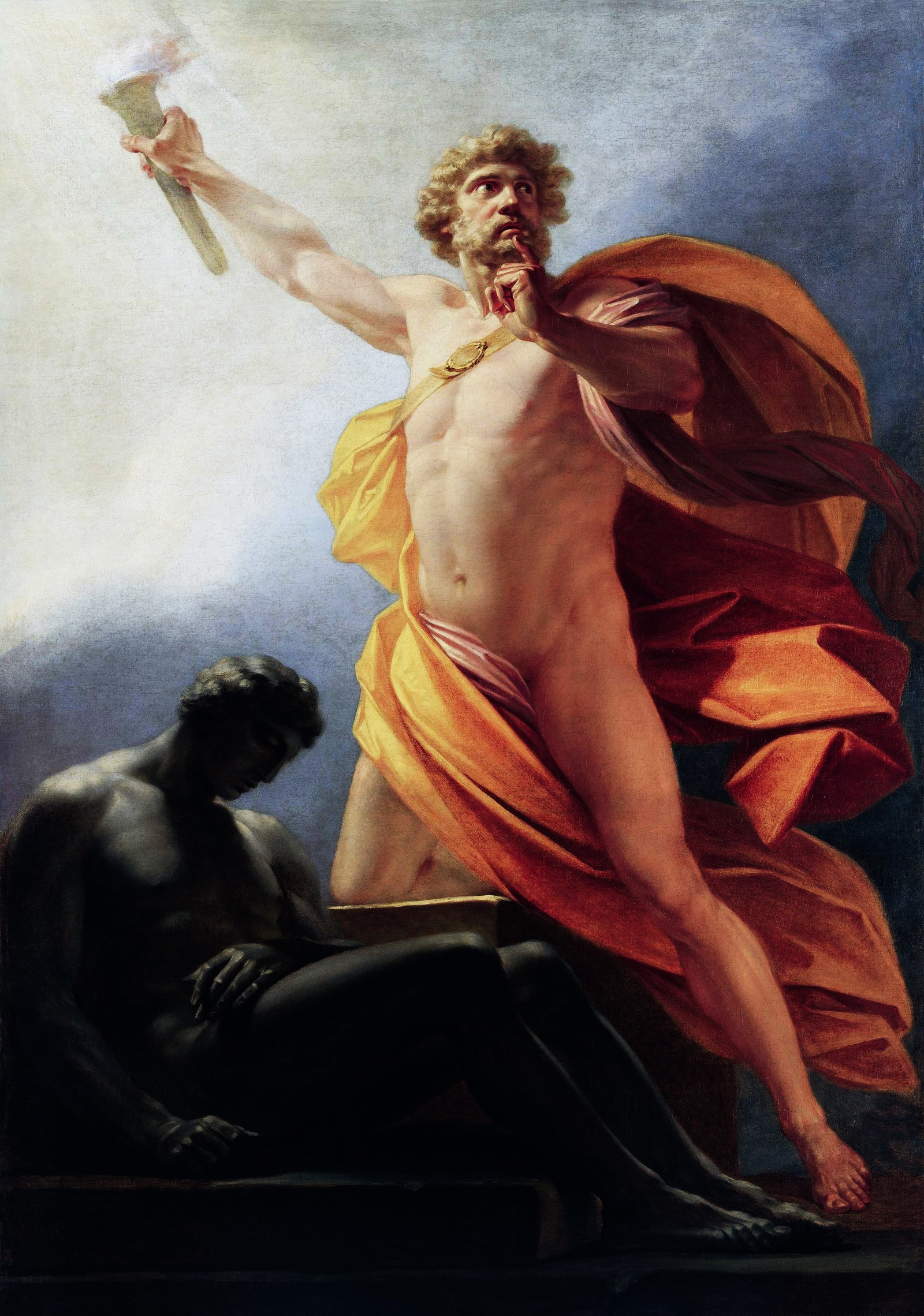
Prometheus als Feuerbringer auf einem Gemälde von Heinrich Friedrich Füger, 1817. Palais Liechtenstein, Wien
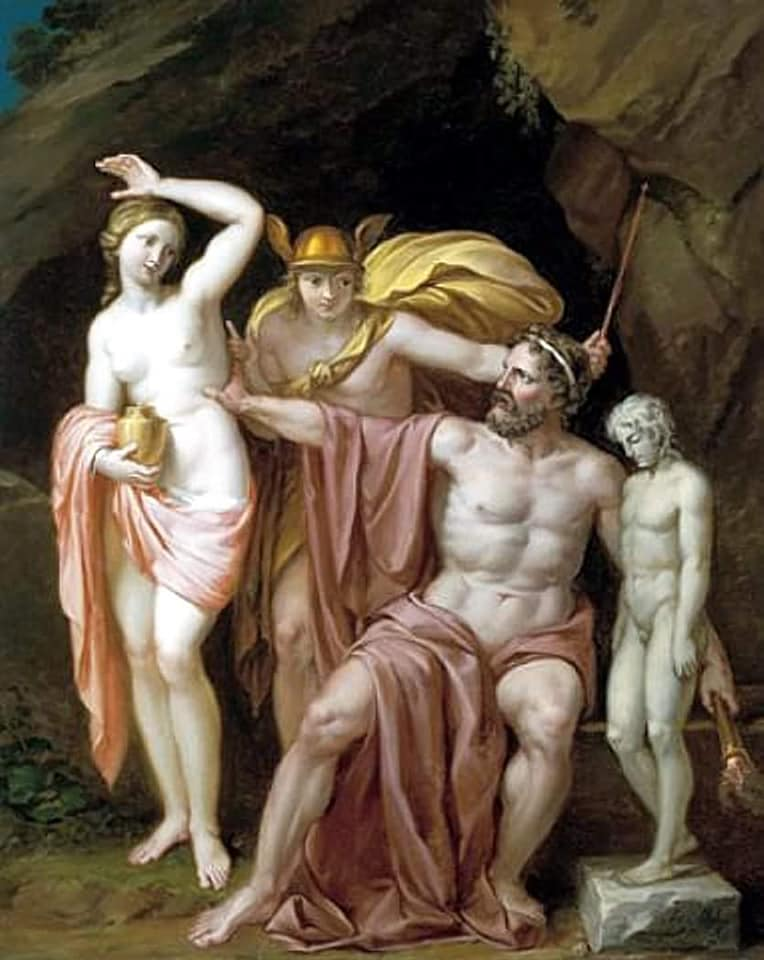
Prometheus, Merkur und Pandora auf einem Gemälde von Josef Abel, 1814. Heutiger Standort unbekannt
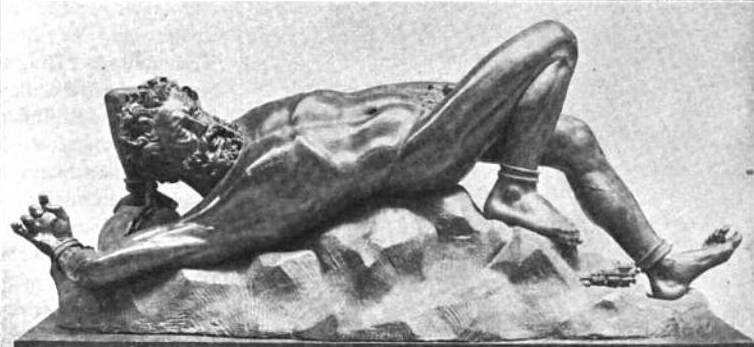
Der gefesselte Prometheus. Bronzeskulptur von Paul Bouré, 1845 (Abguss). Königliche Museen der Schönen Künste, Brüssel
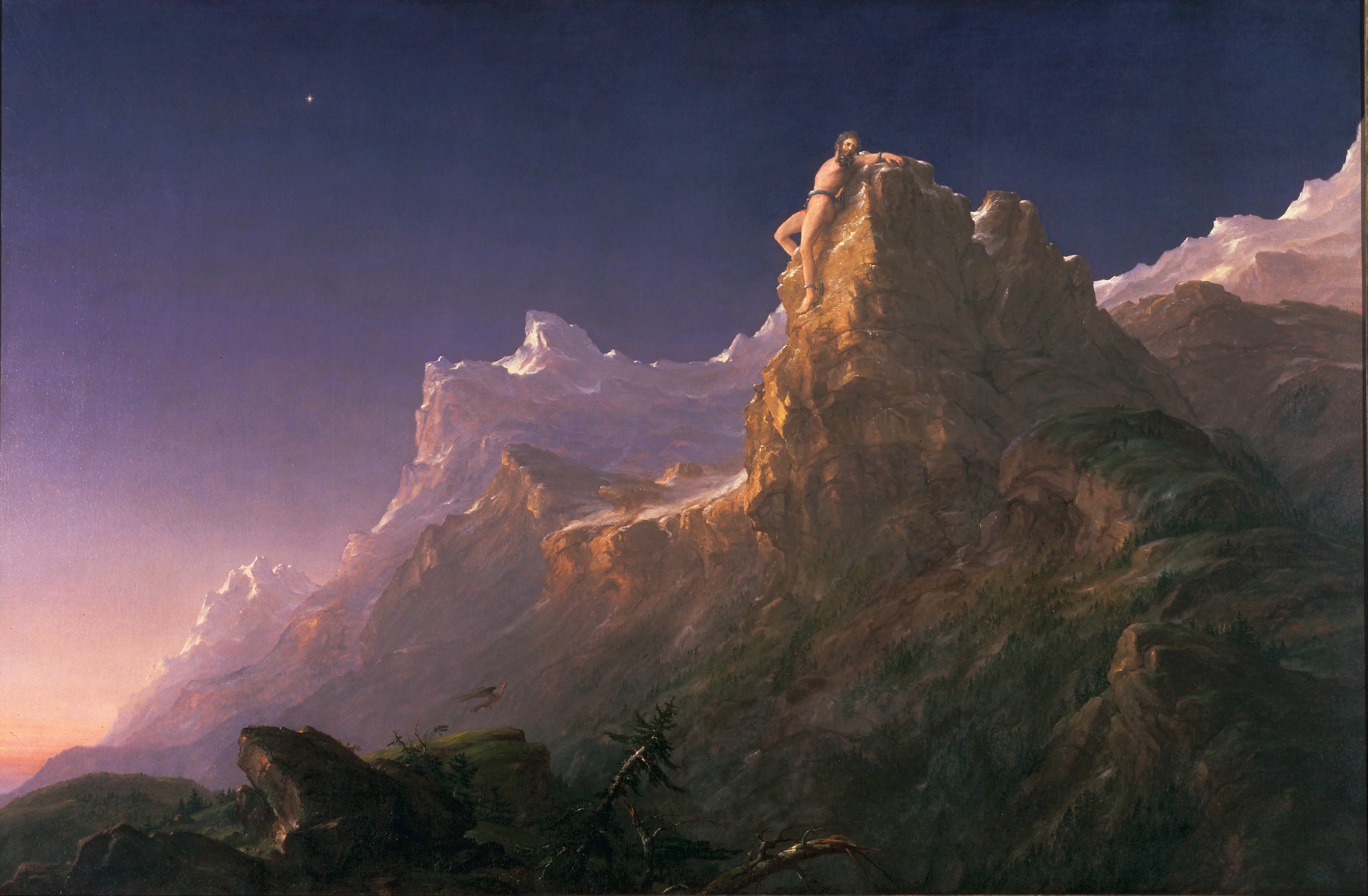
Der gefesselte Prometheus auf einem Gemälde von Thomas Cole, 1847. Fine Arts Museums, San Francisco
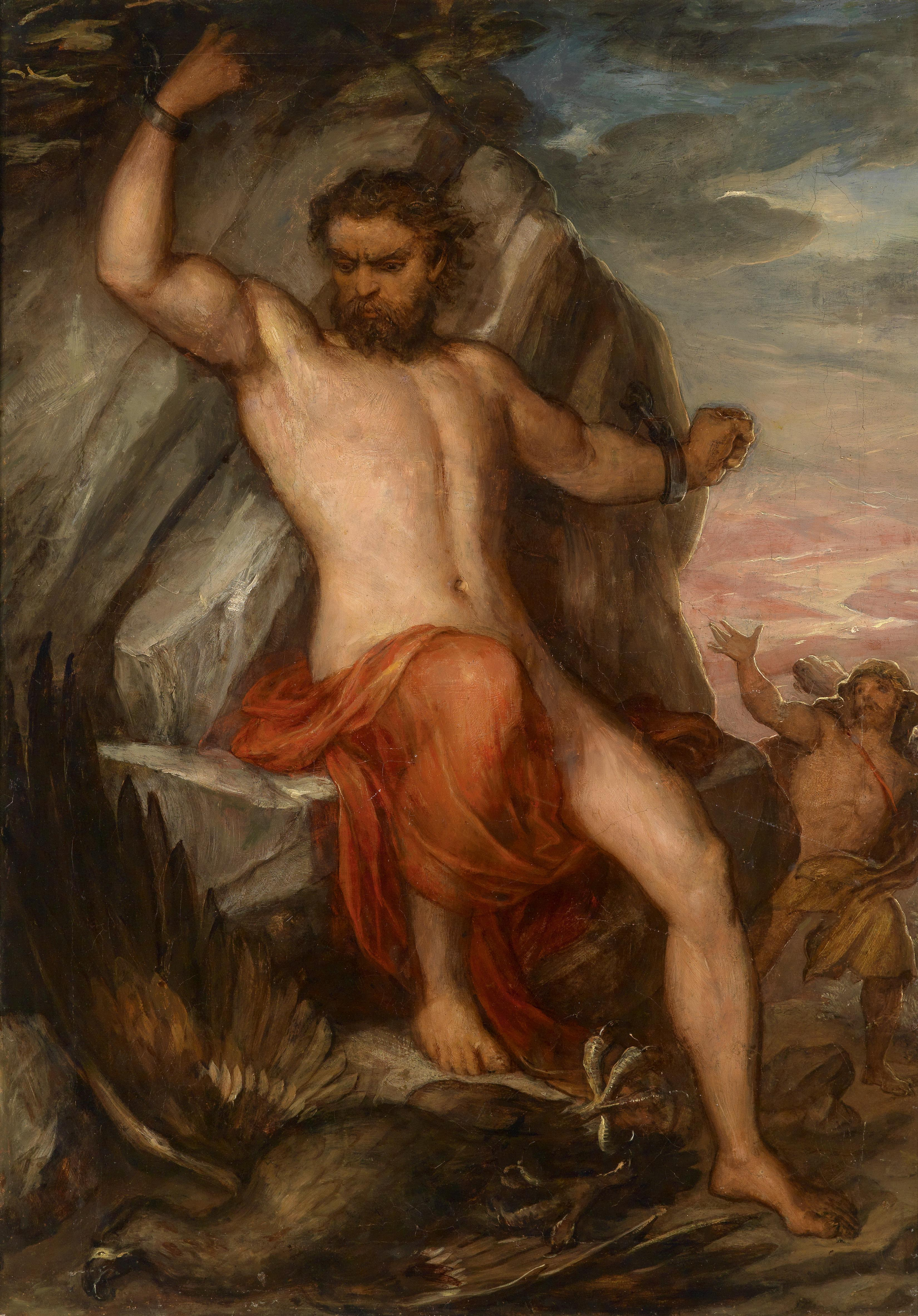
Der gefesselte Prometheus auf einem Gemälde von Carl Rahl, vor Juli 1865. Heutiger Standort unbekannt
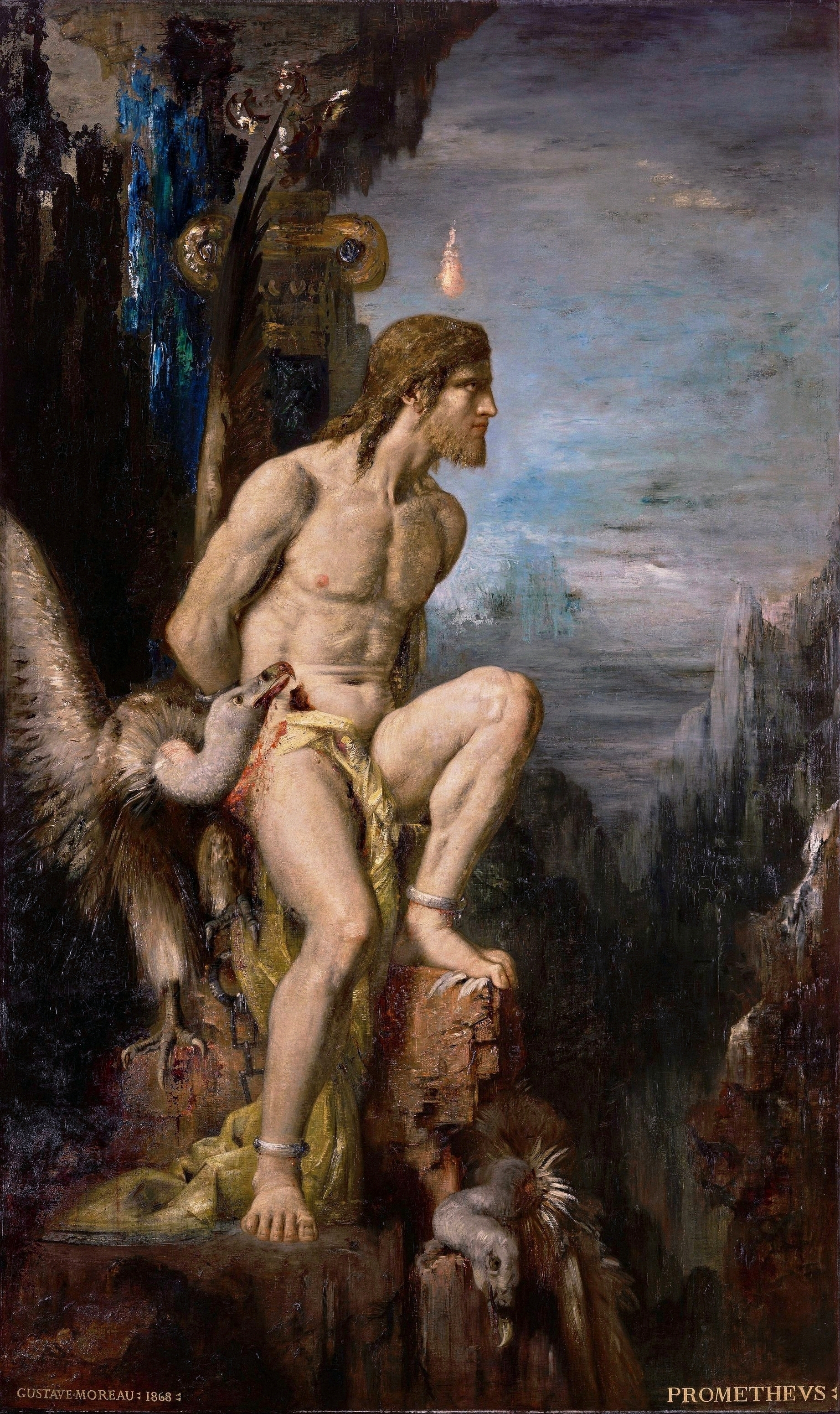
Der gefesselte Prometheus auf einem Gemälde von Gustave Moreau, 1868. Musée Gustave Moreau, Paris
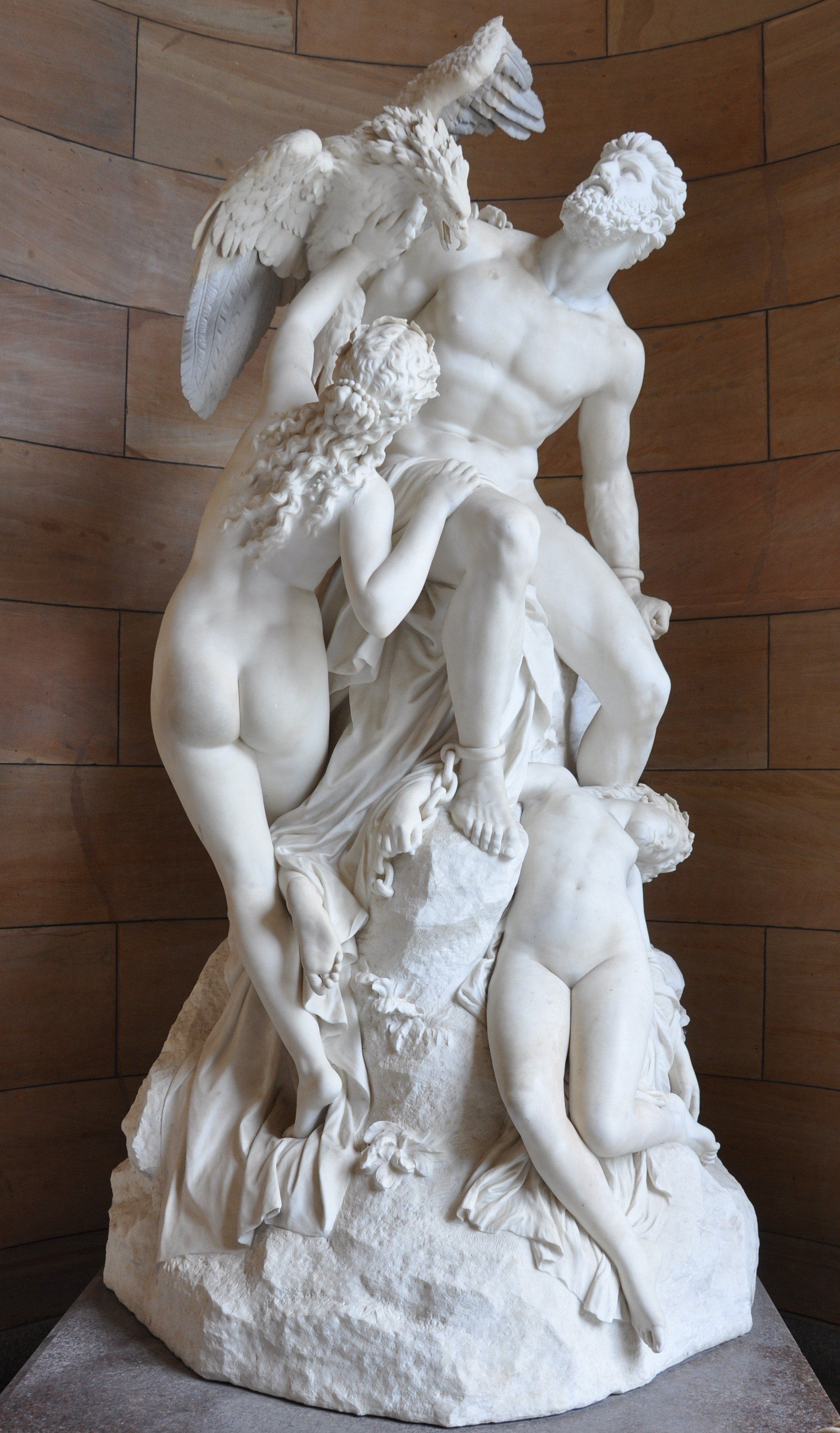
Der gefesselte Prometheus mit Okeaniden. Marmorskulptur von Eduard Müller, 1868–1879. Alte Nationalgalerie, Berlin
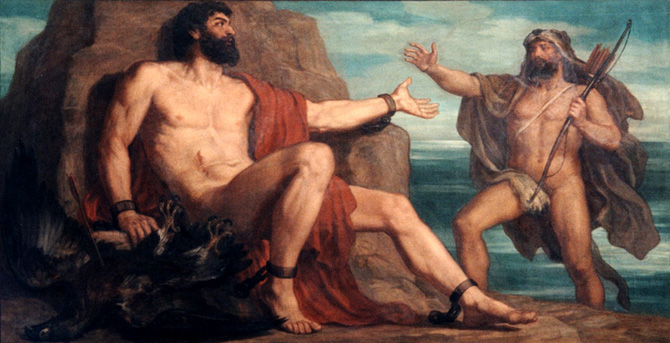
Die Befreiung des Prometheus auf einem Deckengemälde von Christian Griepenkerl, 1878 vollendet. Augusteum, Oldenburg
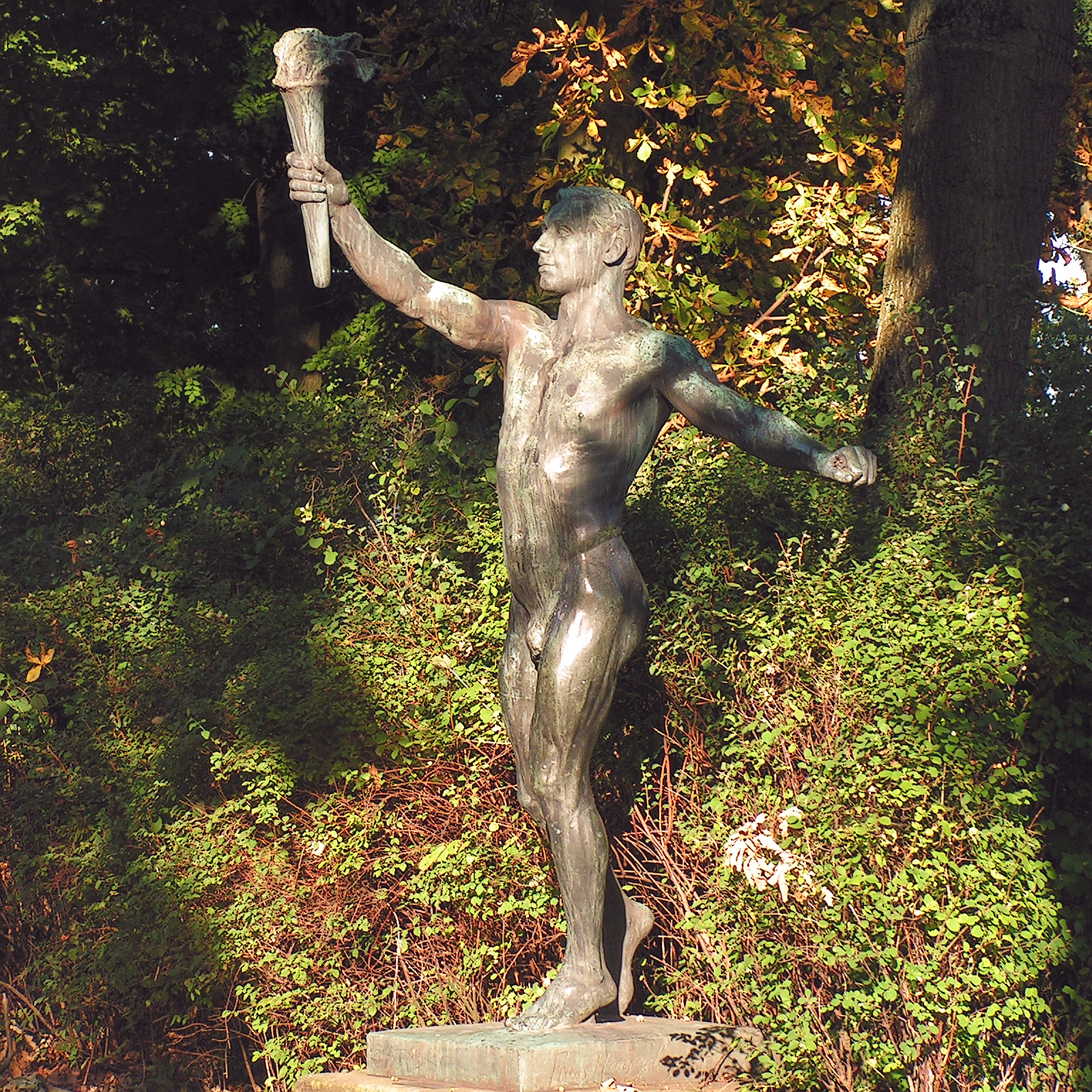
Prometheus mit Fackel. Bronzeplastik von Frans Huygelen, 1905. Grüner Hügel, Bayreuth
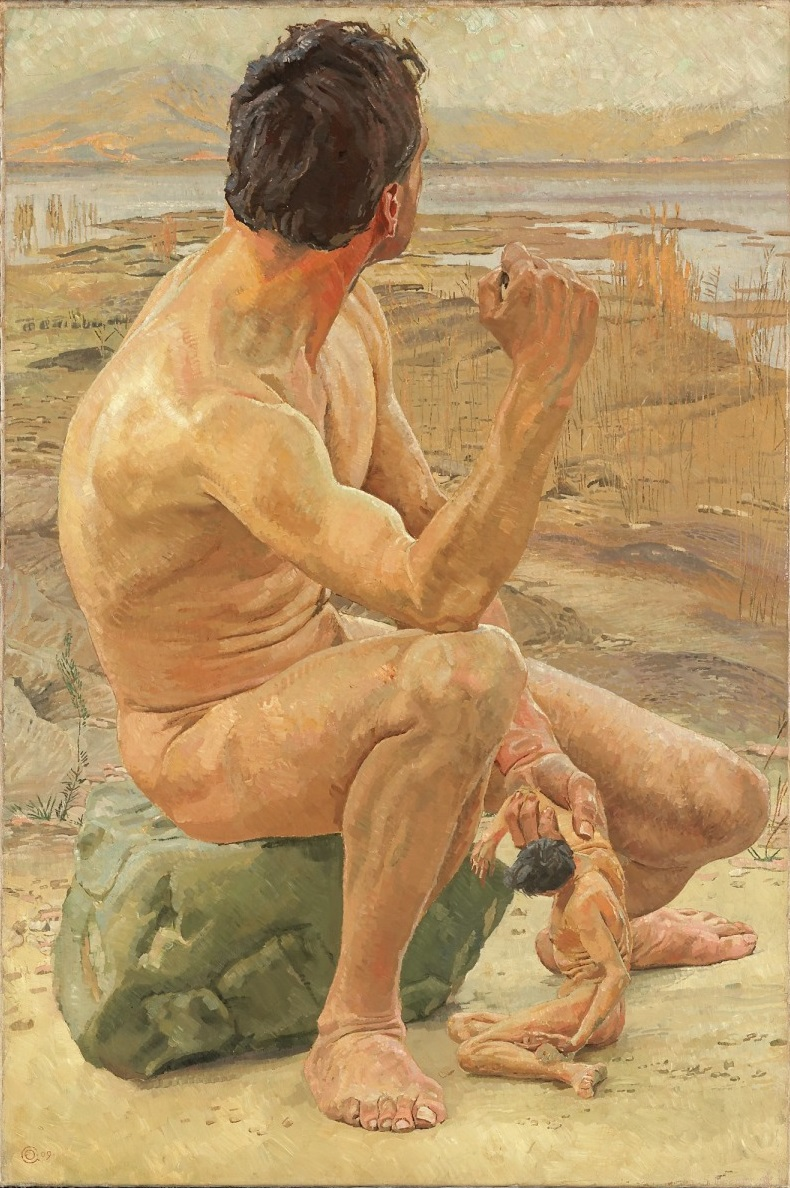
Prometheus als Menschenbildner auf einem Gemälde von Otto Greiner, 1909. National Gallery of Canada, Ottawa
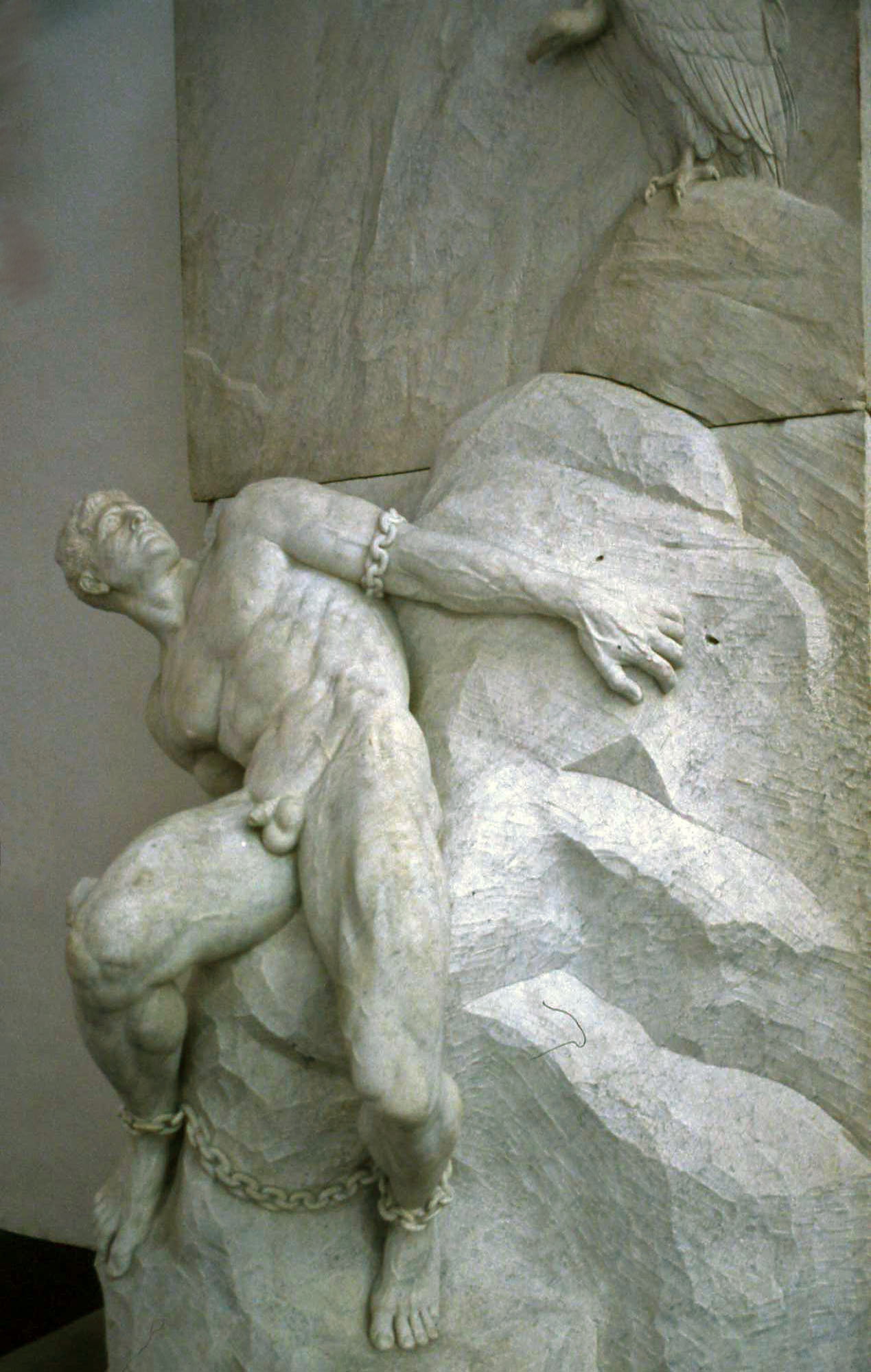
Der gefesselte Prometheus. Marmorskulptur von Reinhold Begas, um 1900. Akademie der Künste, Berlin
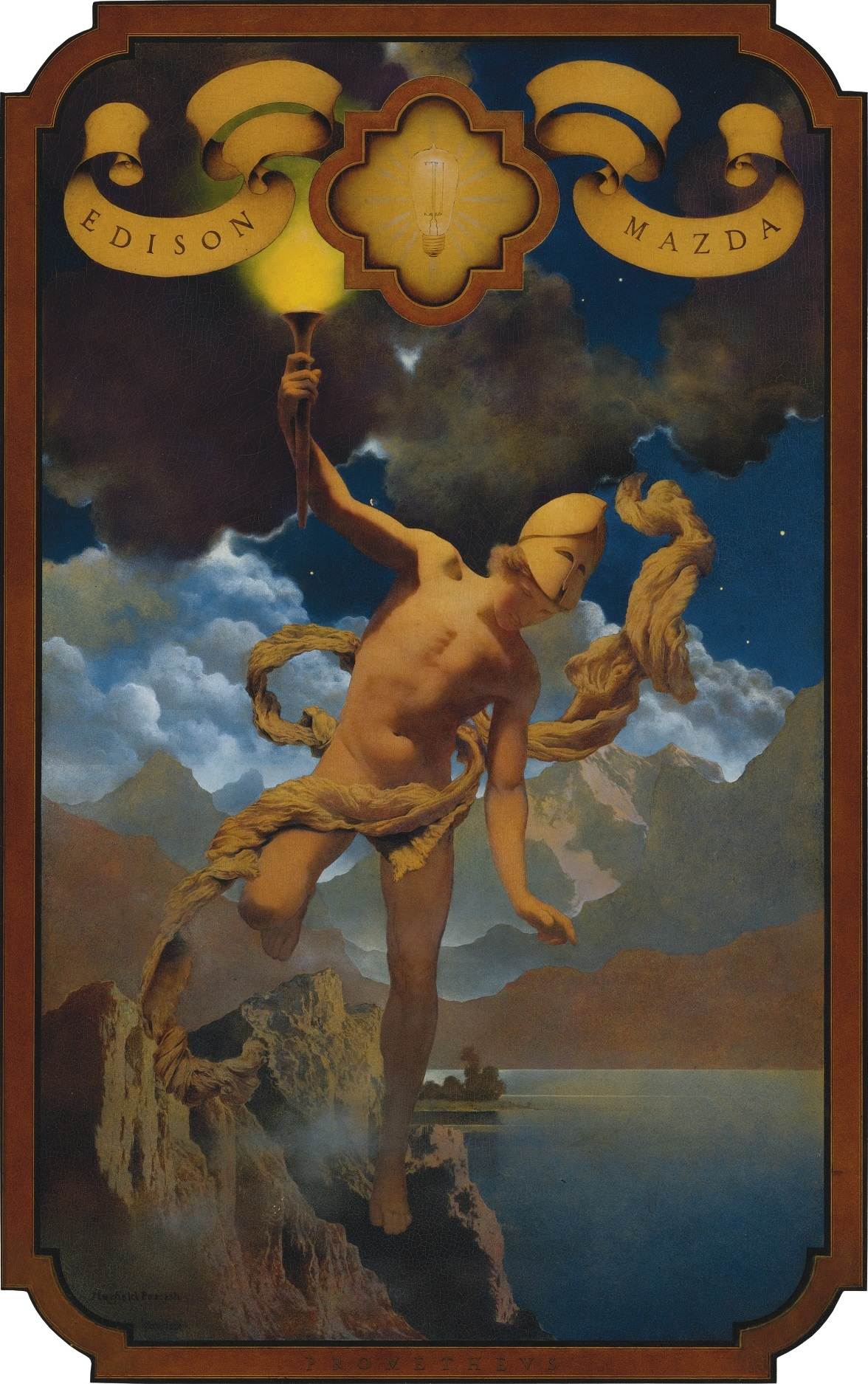
Prometheus als Feuerbringer auf einem Gemälde von Maxfield Parrish, 1919. Heutiger Standort unbekannt
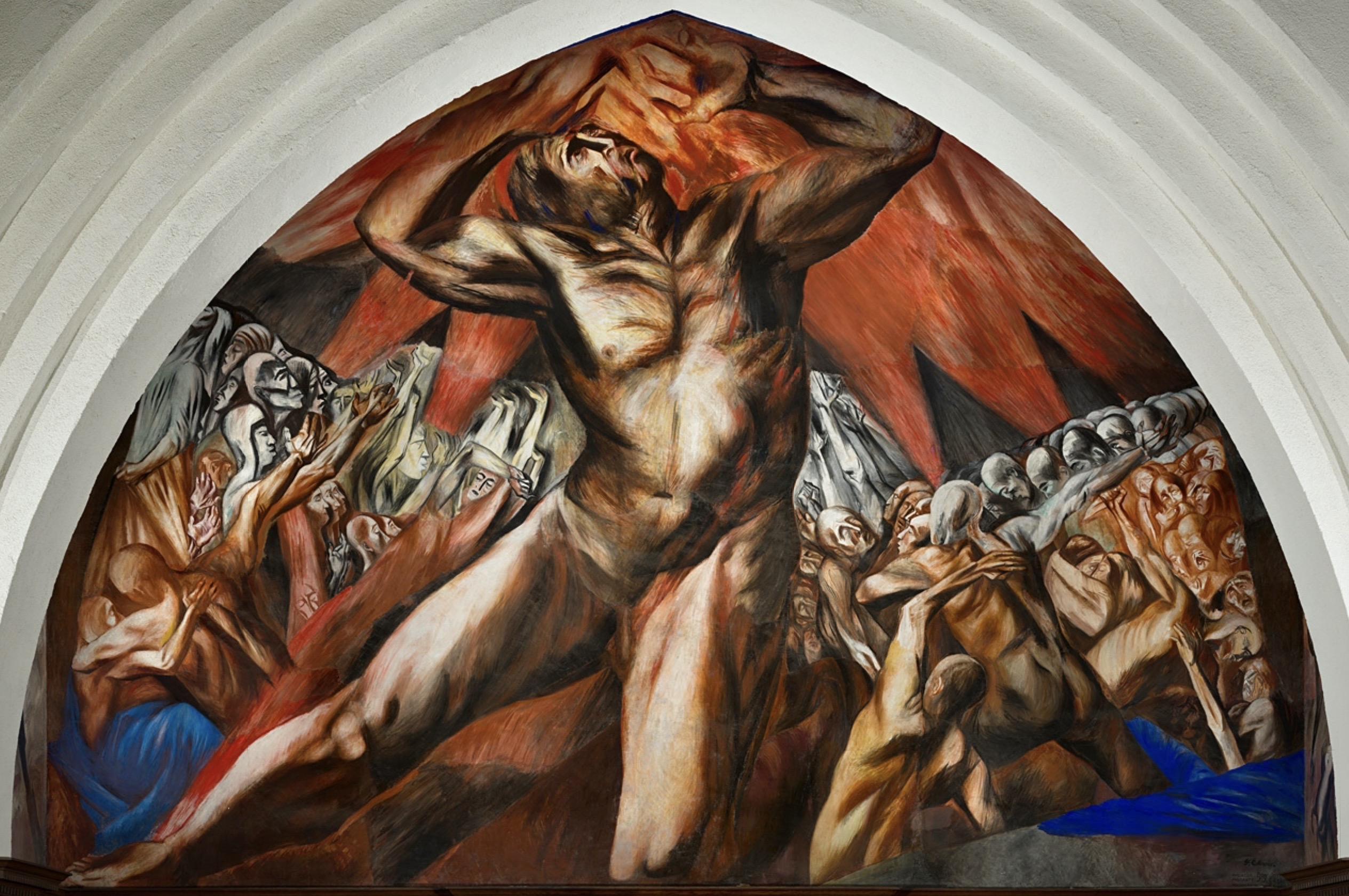
Prometheus auf einem Wandgemälde von José Clemente Orozco, 1930. Pomona College, Claremont, Kalifornien
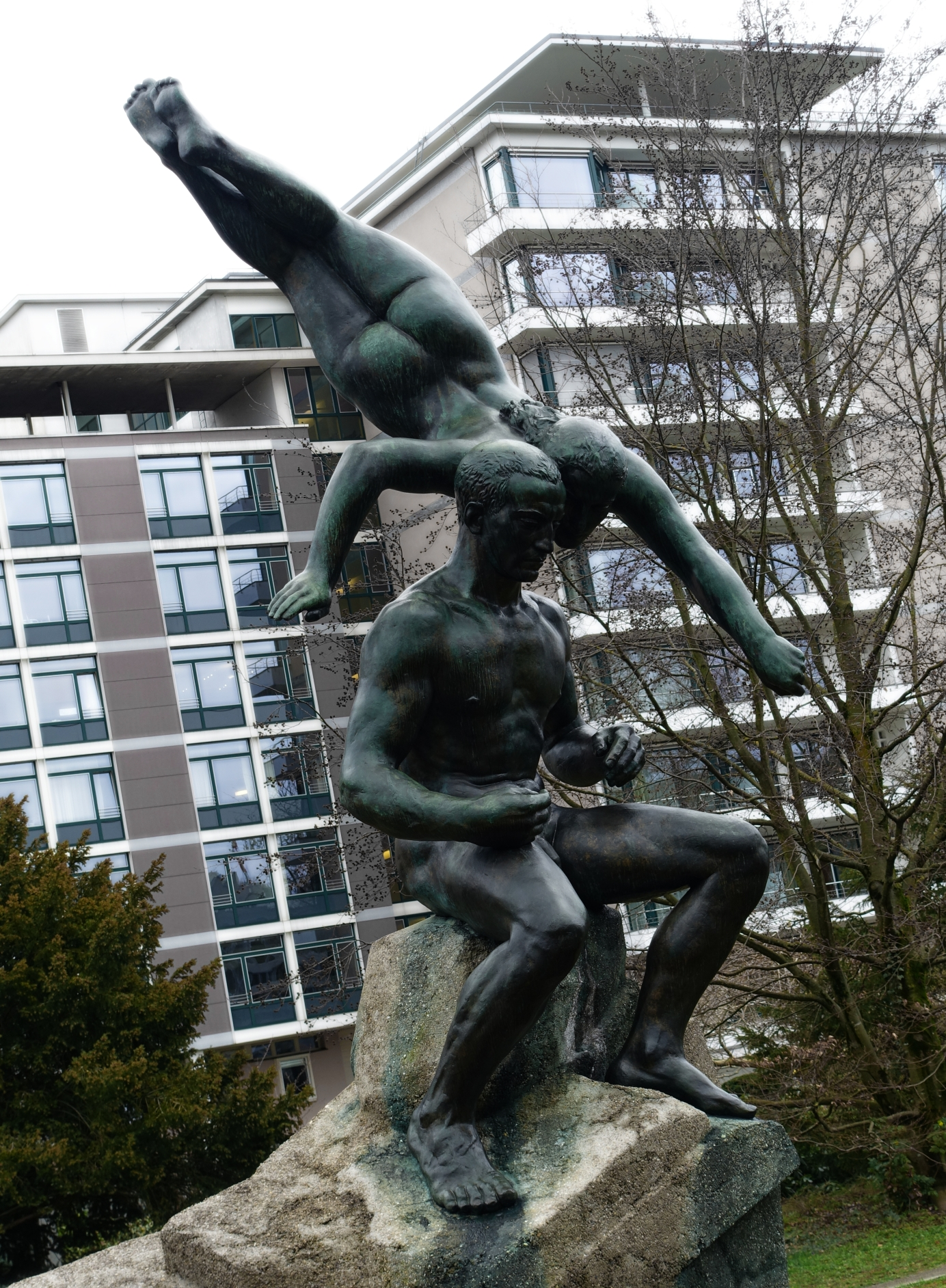
Prometheus und die Seele. Bronzeskulptur von August Suter, 1930. Carl-Spitteler-Denkmal, Liestal
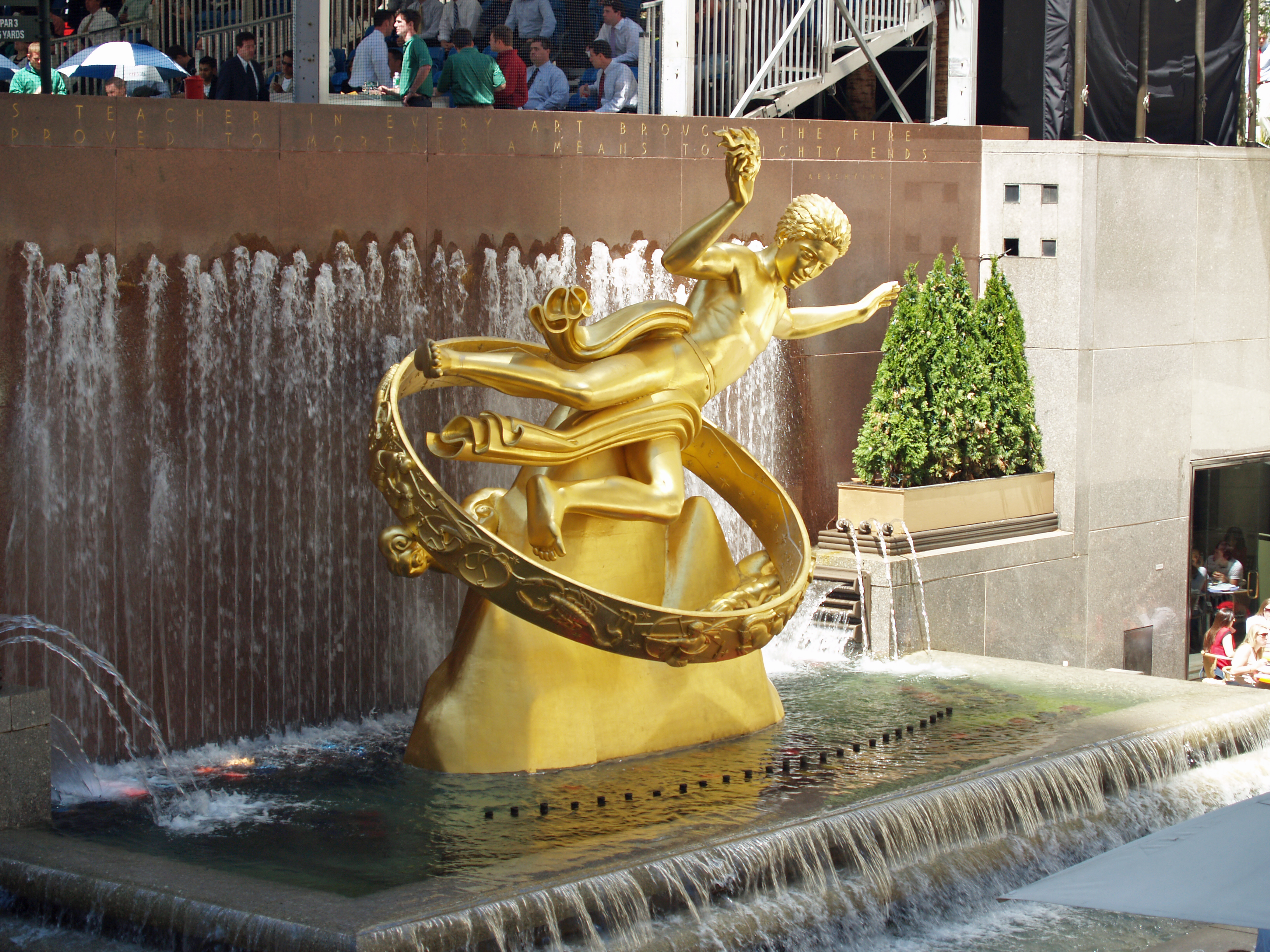
Prometheus als Feuerbringer. Vergoldete Bronzefigur von Paul Manship, 1934. Rockefeller Center, New York
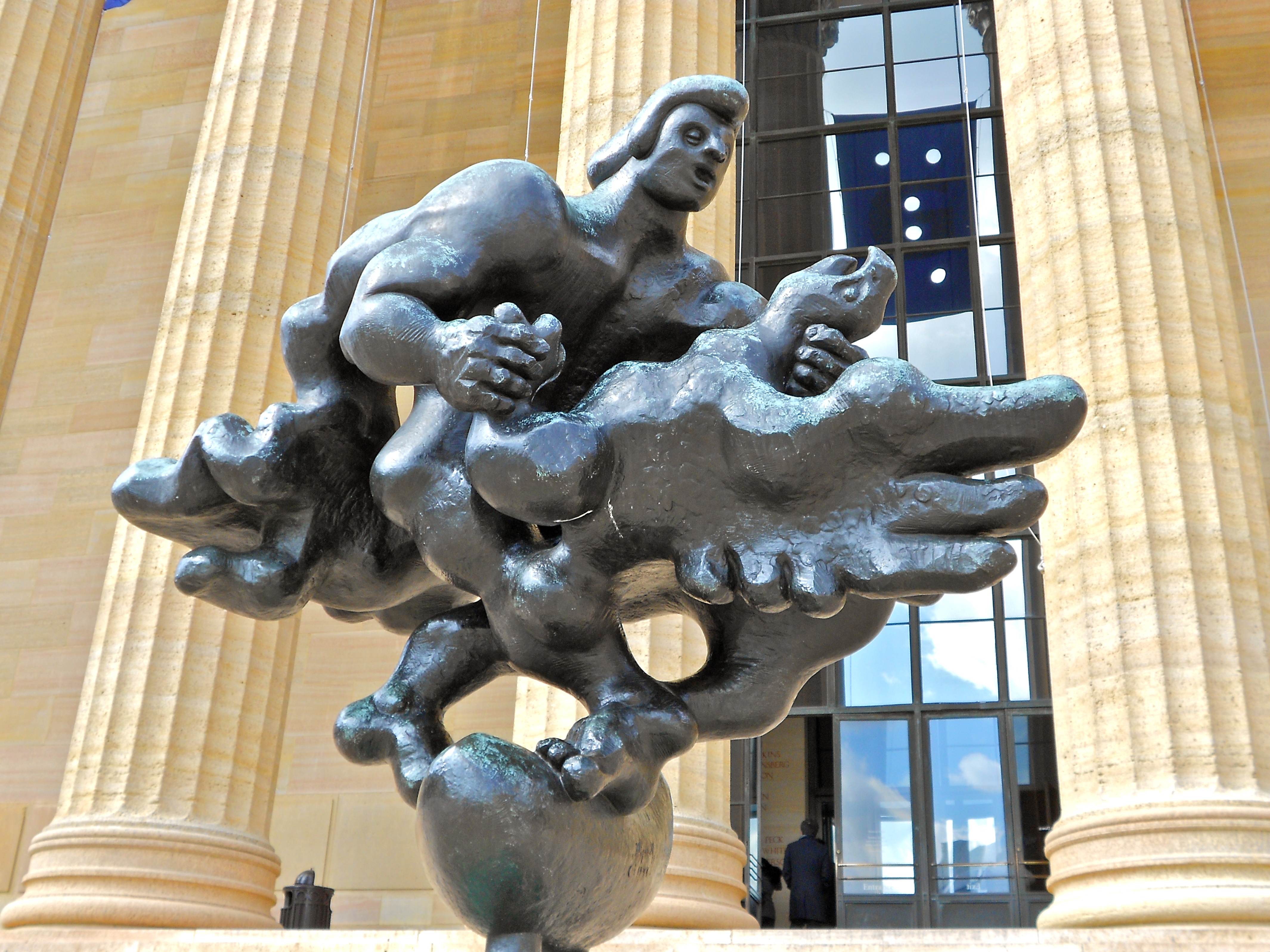
Prometheus erwürgt den Geier. Bronzeskulptur von Jacques Lipchitz, 1943 (Abguss). Philadelphia Museum of Art, Philadelphia
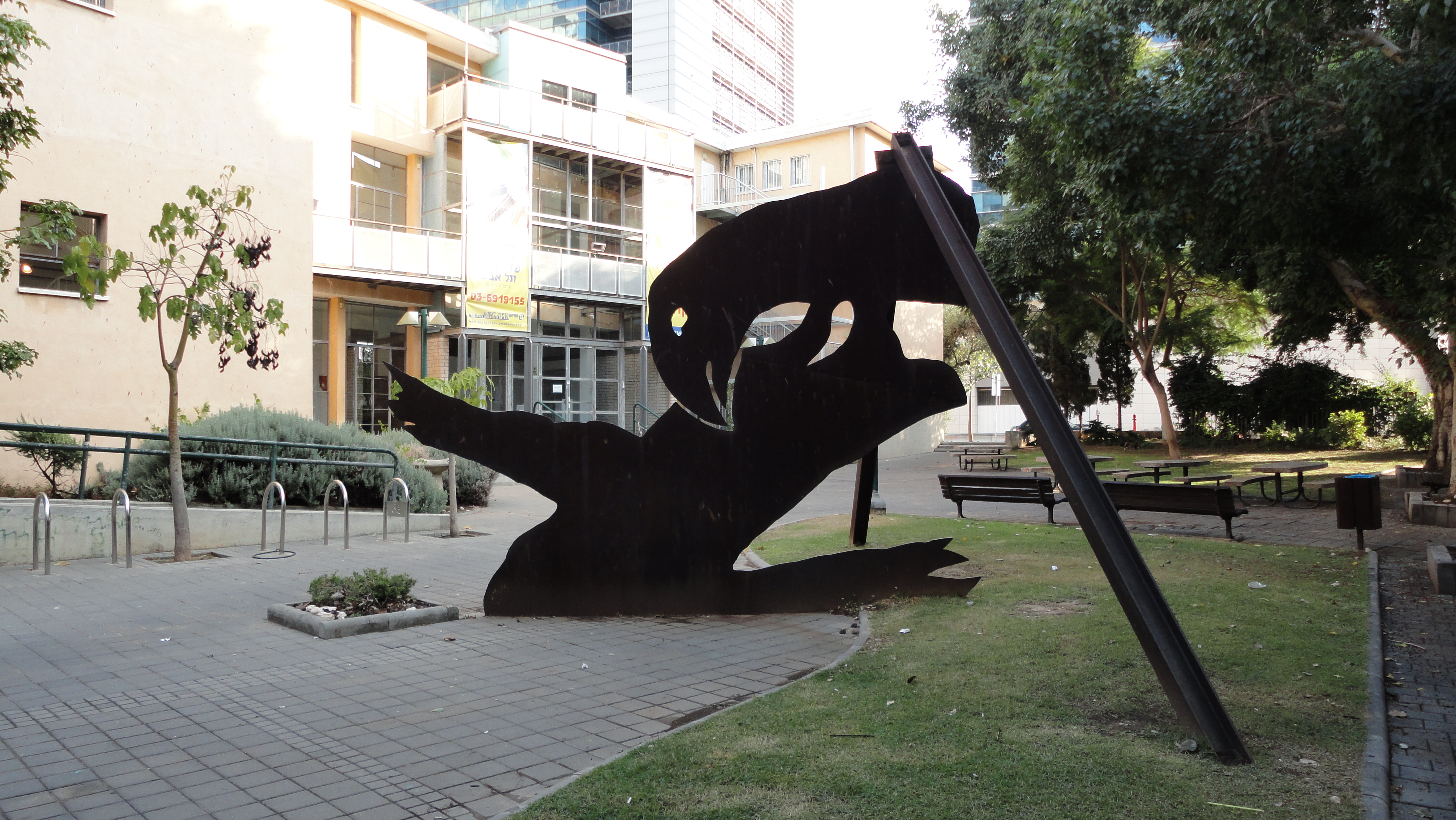
Prometheus mit dem Adler. Stahlskulptur von Menashe Kadishman, 1980–1987. The Joseph and Rebecca Meyerhoff Art Education Center, Tel Aviv

### Musik
Auf beträchtliches Interesse stieß der Sagenstoff auch bei Komponisten. Manche nahmen direkt auf die antike Tragödie Bezug; daneben wurden auch das Gedicht von Herder und das Lesedrama von Shelley musikalisch interpretiert. Die starke Rezeption von Goethes Deutung des Mythos wirkte sich auch im musikalischen Bereich aus, seine Hymne wurde mehrfach vertont. Im Vordergrund standen Musik für den Bühnentanz und Chorwerke, ab 1900 entstand auch eine Reihe von Opern.

#### Oper, Ballett, Modern Dance
Salvatore Viganò gestaltete die Choreographie des „heroisch-allegorischen“ Balletts Die Geschöpfe des Prometheus, einer sehr freien Bearbeitung des antiken Stoffs. Die Musik dazu komponierte Ludwig van Beethoven (Opus 43) auf Wunsch der Kaiserin Maria Theresia von Neapel-Sizilien, die bei der Uraufführung in Wien am 28. März 1801 anwesend war. Das Ballett verherrlichte den als Schöpfer triumphierenden Titanen und sein Werk, insbesondere die Erziehung der Menschen zur Kultur. Im Jahr 1813 choreographierte Viganò eine neue Version dieses Balletts mit teilweise anderer Musik für die Mailänder Scala.
Der englische Komponist John Barnett schuf die 1831 uraufgeführte Burleske Olympic Revels, or Prometheus and Pandora, eine heitere Bearbeitung des Stoffs.
In der Oper erhielt der Titan verschiedentlich die Rolle des Protagonisten. Den Anfang machte Gabriel Fauré mit der „lyrischen Tragödie“ Prometheus (Uraufführung 1900, Opus 82). Weitere Opernkomponisten, die das mythische Geschehen auf die Bühne brachten, waren Maurice Emmanuel (Der gefesselte Prometheus, Opus 16, 1916–1918, Uraufführung 1959), Luigi Cortese (Prometheus, Opus 18, Uraufführung 1951), Ramiro Cortés (Prometheus, 1960), Jan Hanuš (Die Fackel des Prometheus, Opus 54, Uraufführung 1965), Carl Orff (Prometheus mit dem altgriechischen Text der antiken Tragödie, Uraufführung 1968), Lazar Nikolov (Kammeroper Der gefesselte Prometheus, Uraufführung 1974) und Bernadetta Matuszczak (Kammeroper Prometheus, 1981–1982).
Die Choreographie von Balletten und Werken des Modern Dance schufen Nicola Guerra (Ballett Prometheus mit der Musik von Beethoven, 1913), Loïe Fuller (Modern Dance Prometheus, 1914), Max Terpis (heroisches Tanzspiel Prometheus, 1927), Albrecht Knust (Ballett Die Geschöpfe des Prometheus mit der Musik von Beethoven, 1927), Serge Lifar (Ballett Die Geschöpfe des Prometheus mit der Musik von Beethoven, 1929), Ted Shawn (Modern Dance Der gefesselte Prometheus mit Musik von Skrjabin, 1929), Aurel von Milloss (Ballett Prometheus mit der Musik von Beethoven, 1933), Yvonne Georgi (Ballett Die Geschöpfe des Prometheus mit der Musik von Beethoven, 1935), Pia und Pino Mlakar (Ballett Prometheus mit der Musik von Beethoven, 1935), Ninette de Valois (Ballett Prometheus mit der Musik von Beethoven, 1936), Tatjana Gsovsky (Ballett Prometheus mit der Musik von Beethoven, 1949), Maurice Béjart (Ballett Prometheus, 1956), Elsa-Marianne von Rosen (Ballett Prometheus mit der Musik von Beethoven, 1958), Jean Erdman (Modern Dance Io and Prometheus mit Musik von Lou Harrison, 1959), Erich Walter (Ballett Die Geschöpfe des Prometheus, 1966) und Frederick Ashton (Ballett Die Geschöpfe des Prometheus, 1970).

#### Sonstige Werke der Kunstmusik
Eine Reihe von Komponisten vertonten Goethes Hymne. Zu ihnen zählen Johann Friedrich Reichardt (Prometheus, 1809), Franz Schubert (Lied Prometheus, D 674, 1819), Adolph Bernhard Marx (Die Schmiede des Prometheus, Opus 6, 1841), Hugo Wolf (Klavierlied Prometheus, 1889; Fassung für Singstimme und Orchester, 1890), Julius Röntgen (Lied Prometheus, Opus 99, 1928), Hanns Jelinek (Lied Prometheus, Opus 14, 1936) und Erich Sehlbach (Lied Prometheus, Opus 35, 1941).
Besonders zur Vertonung des mythischen Stoffs geeignet schien der Gesang mit Instrumentalbegleitung. Vor allem entstand eine Vielzahl von Chorwerken. Franz Schubert komponierte 1816 seine Prometheus-Kantate für Solisten, Chor und Orchester, die verschollen ist. Fromental Halévy veröffentlichte 1849 seine Kantate Der gefesselte Prometheus, deren Libretto von seinem Bruder Léon Halévy stammte. Dieses Werk bot ein romantisches, optimistisches Bild des Titanen als Märtyrer einer Überzeugung, die schließlich triumphiere. Franz Liszt schuf 1850 Chöre zu Herders entfesseltem Prometheus und 1855–1859 eine überarbeitete Fassung dieses Werks; aus der Ouvertüre machte er die symphonische Dichtung Prometheus, rein instrumentale Programmmusik, die 1855 uraufgeführt wurde. Liszt folgte Herders Deutung der Sage und bemerkte zu seiner Musik, er habe darin die Stimmungen aufgehen lassen wollen, welche die Seele des Mythos bildeten: Kühnheit, Leiden, Ausharren und Erlösung. Im Vorwort zur Partiturausgabe des Orchesterwerks schrieb Liszt: „Ein tiefer Schmerz, der durch trotzbietendes Ausharren triumphiert, bildet den musikalischen Charakter dieser Vorlage.“ Auch Camille Saint-Saëns griff den mythischen Stoff auf. In seiner Kantate Die Hochzeit des Prometheus (Opus 19, 1867) heiratet Prometheus Humanité, die personifizierte Menschheit, die ihm die Zivilisation verdankt. Weitere Werke schufen unter anderem Peter Benoit (Oratorium Prometheus, 1867), Hubert Parry (Kantate Der entfesselte Prometheus nach Shelleys Drama, 1880), Lucien Léon Guillaume Lambert (Kantate Der gefesselte Prometheus, Uraufführung 1885), Heinrich Hofmann (Chorkomposition Prometheus, Opus 110, 1892 veröffentlicht), Reynaldo Hahn (Oratorium Der triumphierende Prometheus, 1908), Josef Matthias Hauer (Lied Der gefesselte Prometheus, Opus 18, 1919), Granville Bantock (Chorkomposition Der entfesselte Prometheus nach Shelleys Drama, 1936), Frank Wohlfahrt (Oratorium Die Passion des Prometheus, Uraufführung 1955), Alfred Koerppen (Oratorium Das Feuer des Prometheus, 1956), Carlos Chávez Ramírez (Kantate Der gefesselte Prometheus, 1956) und Rudolf Wagner-Régeny (Prometheus, szenisches Oratorium, Uraufführung 1959).
Luigi Nono komponierte die 1984 uraufgeführte „Hörtragödie“ Prometeo. Tragedia dell’ascolto, ein zweieinhalbstündiges, neunteiliges Werk, in dem er die theatralische Aktion in die Musik verlagerte und so das Konzept des Musiktheaters auf den Kopf stellte. Heiner Goebbels vertonte 1985 den Prosatext von Heiner Müller aus dessen Theaterstück Zement in seinem Hörstück Die Befreiung des Prometheus.
Auch in der Instrumentalmusik entstand eine Reihe von Bearbeitungen, darunter Werke von Joseph Lanner (Prometheus-Funken, Grätzer Soirée-Walzer, Opus 123, 1837), Woldemar Bargiel (Ouvertüre zu Prometheus, Opus 16, 1852), Karl Goldmark (Ouvertüre Der gefesselte Prometheus, Opus 38, 1889), Leopoldo Miguez (symphonische Dichtung Prometheus, Opus 21, 1891), Johan Peter Selmer (symphonische Dichtung Prometheus, Opus 50, 1898), Jean-Louis Martinet (Prometheus, symphonische Fragmente, 1947), Aleksandar Iwanow Rajtschew (Der neue Prometheus, Symphonie Nr. 2, 1958), Iain Hamilton (Orchesterwerk Die Fesselung des Prometheus, 1963) und Brian Ferneyhough (Kammermusik Prometheus, 1967).
Eine besonders wichtige Rolle spielte die Prometheus-Thematik für den russischen Komponisten Alexander Nikolajewitsch Skrjabin, der selbst mit „prometheischem“ Sendungsbewusstsein auftrat. Skrjabin war von der reinigenden und erleuchtenden Macht seiner Kunst überzeugt. Er wollte ein alle Sinne zugleich ansprechendes Gesamtkunstwerk schaffen. Wegen seines frühen Todes im Jahr 1915 konnte das große Vorhaben nicht über eine anfängliche Probierphase hinausgeführt werden. Einen ersten Schritt in die anvisierte Richtung bildete die 1908–1910 komponierte, 1911 in Moskau uraufgeführte symphonische Dichtung Prométhée. Le poème du feu (Prometheus. Die Dichtung des Feuers, Opus 60). Mit ihr wandte sich Skrjabin an zwei Sinne zugleich, indem er seine Musik mit einem begleitenden Farbenspiel verband. Prometheus symbolisierte für den Komponisten das schöpferische Prinzip des Universums, das die Menschheit aus ihrem Anfangszustand der Unbewusstheit befreit und mit der Gabe des Feuers die Schaffenskraft aufgeweckt hat. Skrjabin führte den sechstönigen „Prometheus-Akkord“ ein, in dem er nach seinen Worten „das Licht in der Musik“ fand und dem er ein ekstatisches, rauschhaftes Erleben verdankte, das er als „Aufflug“ und „atemloses Glück“ beschrieb.

#### Unterhaltungsmusik
Die Band Einstürzende Neubauten nahm in ihrem Lied Zerstörte Zelle im Album Fünf auf der nach oben offenen Richterskala (1987) auf den Mythos Bezug. In ihrem Text verhungert der Adler und stürzt ab, da die Leber des Prometheus nicht nachwächst. Die norwegische Black-Metal-Band Emperor präsentierte 2001 mit dem Album Prometheus – The Discipline of Fire & Demise eine moderne Version des Mythos. Das Lied Abschiedsbrief des Prometheus auf dem Album Rasluka Part II von Nargaroth (2002) handelt von der unheilbaren Wunde. Im deutsch gesungenen Lied Feuer Overture/Prometheus Entfesselt auf dem Album Lemuria der schwedischen Gruppe Therion (2004) wird das mythische Geschehen knapp aus optimistischer Perspektive dargestellt. Die deutsche Mittelalter-Rock-Band Saltatio Mortis thematisierte die Rolle des Feuerbringers im Song Prometheus auf dem 2007 veröffentlichten Album Aus der Asche. Das Album Pandora (2013) der deutschen Mittelalterband Reliquiae enthält den Song Pandora, der die Geschichte von Prometheus und Pandora behandelt. Die griechische Death-Metal-Band Septicflesh widmete dem Mythos den Song Prometheus auf ihrem 2014 erschienenen Album Titan.

### Film, Fernsehen, Videospiel
Der englische Dichter und Bühnenautor Tony Harrison schuf 1998 den Film Prometheus, in dem der Mythos den Hintergrund zu einer Darstellung des Niedergangs der englischen Arbeiterklasse im späten 20. Jahrhundert bildet. Harrison übertrug die Konstellation der antiken Tragödie Der gefesselte Prometheus verfremdend auf die modernen Verhältnisse.
Für den Film 2001: Odyssee im Weltraum von Stanley Kubrick (1968) wird in der Forschungsliteratur eine Anknüpfung an die Prometheussage, insbesondere an deren Rezeption bei Nietzsche, angenommen. Explizit ausgesprochen ist die Anlehnung an den Mythos im Science-Fiction-Film Prometheus – Dunkle Zeichen von Ridley Scott aus dem Jahr 2012. Dieser ist nach dem Raumschiff Prometheus benannt, dessen Mannschaft eine Expedition zur Kontaktaufnahme mit den außerirdischen Konstrukteuren des Menschen unternimmt. Der Filmtitel erinnert an die antike Sage, die im Film auch kurz erzählt wird. Den Konstrukteuren weist Scott die Rolle des Menschenschöpfers zu. Allerdings ist die von ihm konzipierte Handlung von der mythischen sehr verschieden.
In der Science-Fiction-Serie Stargate – Kommando SG-1 wird das erste von Menschen gebaute Großraumschiff, das menschliche und außerirdische Technologie kombiniert, Prometheus genannt. In der Mystery-Fernsehserie Supernatural kommt es in der Staffel 8 nach der Befreiung des Prometheus zum Kampf zwischen ihm und Zeus, der mit dem Tod beider endet.
Im Videospiel God of War II versucht ein Widersacher des Zeus, den angeketteten Prometheus zu befreien. Es gelingt ihm schließlich, die Fesselung zu lösen, doch führt dies zum Sturz des Prometheus. Der Titan kommt dabei ums Leben und wird so von der Folter erlöst.

### Naturwissenschaft
Die antike Sagengestalt fungiert in der Naturwissenschaft verschiedentlich als Namengeber. Nach ihr benannt wurden unter anderem das 1945 entdeckte chemische Element Promethium, die 1948 erstmals wissenschaftlich erwähnte Vormenschenart Australopithecus prometheus, der 1960 entdeckte Asteroid (1809) Prometheus, der 1980 entdeckte Saturnmond Prometheus, die Marsebene Promethei Planum sowie ein Vulkan auf dem Jupitermond Io. Prometheus wurde auch eine Langlebige Kiefer genannt, die rund 5000 Jahre alt war, als sie 1964 gefällt wurde.